# Fulda

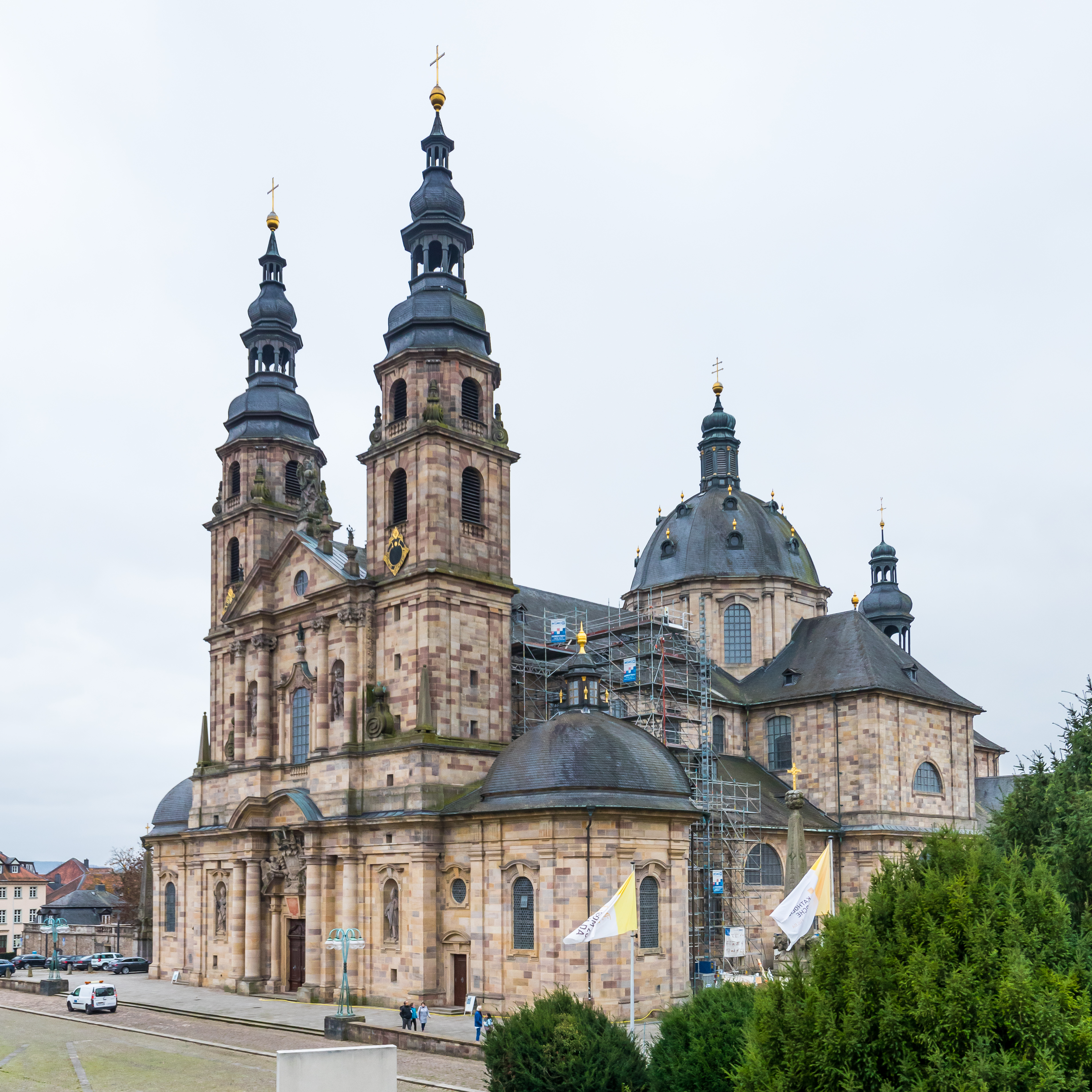
Dom St. Salvator zu Fulda

Logo der Stadt

Fulda ist eine Stadt am gleichnamigen Fluss und das Oberzentrum der Region Osthessen. Sie ist Kreisstadt des Landkreises Fulda und als neuntgrößte Stadt Hessens eine von sieben Sonderstatusstädten des Landes. Fulda ist die größte Stadt in der Region Osthessen und deren politisches und kulturelles Zentrum. Die Stadt gehört trotz Zugehörigkeit zum nordhessischen Regierungsbezirk Kassel zum Rhein-Main-Gebiet, einer der elf europäischen Metropolregionen in Deutschland.
Fulda war Sitz des Klosters Fulda und ist eine Hochschul-, Barock- und Bischofsstadt mit Bischofssitz des gleichnamigen Bistums. Wahrzeichen der Stadt ist der Dom St. Salvator.

## Geographie

### Lage
Die Stadt Fulda liegt nahe der Mitte Deutschlands in Hessen; die Landesgrenzen zu Bayern und Thüringen liegen 15 km südsüdöstlich und 25 km östlich. Am Oberlauf des Flusses Fulda ist sie eingebettet in die Fuldaer Senke zwischen dem Fulda-Haune-Tafelland im Norden sowie den Mittelgebirgen Rhön im Osten und Vogelsberg im Westen. Das Stadtzentrum liegt auf 261,5 m Höhe. Fulda gehört zum östlichen Teil des Rhein-Main-Gebietes.
Die nächste Großstadt ist das circa 71 km entfernte Hanau. Weitere Großstädte in der Umgebung sind im Südwesten Frankfurt am Main (108 km) und Offenbach am Main (101 km), im Südosten Würzburg (109 km) im Nordosten Erfurt (158 km) sowie im Norden Kassel (105 km). Außerdem befinden sich Bad Hersfeld, Gelnhausen und Bad Kissingen in der Nähe.

### Nachbargemeinden
Fulda ist umgeben von den Umlandgemeinden Petersberg, Künzell und Eichenzell und bildet mit diesen drei Gemeinden eine Agglomeration von etwa 112.000 Bewohnern (Stand 2020). Weitere Nachbargemeinden sind: Großenlüder, die Stadt Hünfeld, Neuhof, die alle im Landkreis Fulda liegen und die Stadt Schlitz im Vogelsbergkreis.

### Stadtgliederung
Fulda umfasst neben der Kernstadt 24 Stadtteile:
| Stadtteil                          | Einwohnerzahl |
| ---------------------------------- | ------------- |
| Bernhards                          | 523           |
| Besges                             | 115           |
| Bronnzell (mit Ziegel)             | 1412          |
| Dietershan                         | 717           |
| Edelzell                           | 2313          |
| Gläserzell                         | 1144          |
| Haimbach                           | 2246          |
| Harmerz                            | 1094          |
| Istergiesel (mit Niederröder Höhe) | 408           |
| Johannesberg                       | 814           |
| Kämmerzell                         | 841           |
| Kohlhaus                           | 1139          |
| Lehnerz                            | 1611          |
| Lüdermünd                          | 221           |
| Maberzell (mit Trätzhof)           | 1727          |
| Malkes                             | 183           |
| Mittelrode                         | 350           |
| Niederrode                         | 266           |
| Niesig                             | 1653          |
| Oberrode                           | 525           |
| Rodges                             | 157           |
| Sickels                            | 1074          |
| Zell                               | 270           |
| Zirkenbach                         | 475           |

Die Kernstadt von Fulda selbst mit 43.000 Einwohnern ist in elf statistische Bezirke bzw. innerstädtische Viertel unterteilt, die jedoch keine eigenen Stadtteile bilden:
| Bezirk                                  | Einwohnerzahl |
| --------------------------------------- | ------------- |
| Aschenberg                              | 8.664         |
| Frauenberg                              | 2.580         |
| Fulda-Galerie                           | 1.311         |
| Horas                                   | 1.308         |
| Innenstadt                              | 6.529         |
| Nordend                                 | 4.247         |
| Ostend                                  | 4.352         |
| Südend                                  | 4.685         |
| Westend (Mit Neuenberg und Münsterfeld) | 3.947         |
| Ziehers Nord                            | 2.059         |
| Ziehers Süd                             | 3.703         |

### Eingemeindungen
Die Stadt Fulda wurde durch die hessische Gebietsreform am 1. August 1972 um die oben genannten 24 Umlandgemeinden vergrößert, verlor aber am 1. Juli 1974 ihre Kreisfreiheit. Dafür wurde sie wie sechs weitere hessische Städte mit mehr als 50.000 Einwohnern zur Sonderstatusstadt. Das bedeutet, dass die Stadt mehr Aufgaben und Rechte hat als sonstige kreisangehörige Städte, aber weniger als kreisfreie Städte.

### Entwicklung des Stadtgebiets
Anfang der 1970er Jahre entstand auf dem Aschenberg ein neuer Stadtteil, dessen Bebauung durch Wohnblocks und Hochhäuser geprägt ist. Die heutige Stadtentwicklung wird am westlichen Rand der Innenstadt fortgeführt. Außerdem entstand im Westen der neue Stadtteil Fulda-Galerie. Im Jahre 2005 wurde das neue Kultur- und Kongresszentrum Esperanto fertiggestellt und eingeweiht. Darin befindet sich ein neues Schwimmbad, das das alte Zentralbad ersetzt. Weitere größere Bauprojekte in der Innenstadt waren die Neugestaltung des Gemüsemarkts, die Umgestaltung des Universitätsplatzes sowie die Umgestaltung und Neubebauung von innerstädtischen Industriebrachen wie dem ehemaligen Emaillierwerk und den stillgelegten Milchwerken.

### Klima
Durch seine Lage in Mitteleuropa befindet sich Fulda in der kühlgemäßigten Klimazone. Die Winter sind kalt mit einem Durchschnitt von 0,6 °C im Januar, die Sommer sind kühl mit einem Durchschnitt von 17,7 °C im Juli. Dennoch kann es im Sommer über 30 °C warm werden.
Am 17. Januar 1963 wurde in Fulda mit −27,5 °C die niedrigste bestätigte Temperatur an einem bewohnten Ort in Hessen gemessen.
|                       | Jan  | Feb  | Mär  | Apr  | Mai  | Jun  | Jul  | Aug  | Sep  | Okt  | Nov  | Dez  |   |       |
| Mittl. Tagesmax. (°C) | 3    | 4    | 7    | 13   | 17   | 20   | 22   | 22   | 17   | 13   | 8    | 5    | ⌀ | 12,6  |
| Mittl. Tagesmin. (°C) | −3   | −2   | 1    | 3    | 9    | 12   | 13   | 13   | 9    | 4    | 0    | −1   | ⌀ | 4,9   |
|                       |      |      |      |      |      |      |      |      |      |      |      |      |   |       |
| Niederschlag (mm)     | 46,3 | 40,3 | 48,5 | 52,3 | 60,5 | 72,8 | 64,7 | 67,5 | 46,1 | 48,0 | 54,8 | 62,9 | Σ | 664,7 |
|                       |      |      |      |      |      |      |      |      |      |      |      |      |   |       |
| Sonnenstunden (h/d)   | 1,24 | 2,15 | 3,30 | 4,76 | 6,11 | 6,14 | 6,35 | 5,89 | 4,32 | 3,03 | 1,39 | 0,92 | ⌀ | 3,8   |

| −3 |

| −2 |

| 1 |

| 3 |

| 9 |

| 12 |

| 13 |

| 13 |

| 9 |

| 4 |

| 0 |

| −1 |

| −3 |

| −2 |

| 1 |

| 3 |

| 9 |

| 12 |

| 13 |

| 13 |

| 9 |

| 4 |

| 0 |

| −1 |

| N i e d e r s c h l a g | 46,3 | 40,3 | 48,5 | 52,3 | 60,5 | 72,8 | 64,7 | 67,5 | 46,1 | 48,0 | 54,8 | 62,9 |
|                         | Jan  | Feb  | Mär  | Apr  | Mai  | Jun  | Jul  | Aug  | Sep  | Okt  | Nov  | Dez  |

## Geschichte

### Namensherkunft

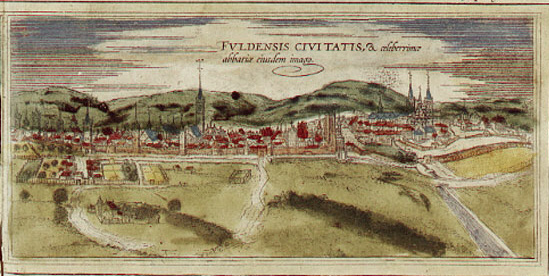
Älteste bekannte bildliche Darstellung von Fulda von Georg Braun, 1572

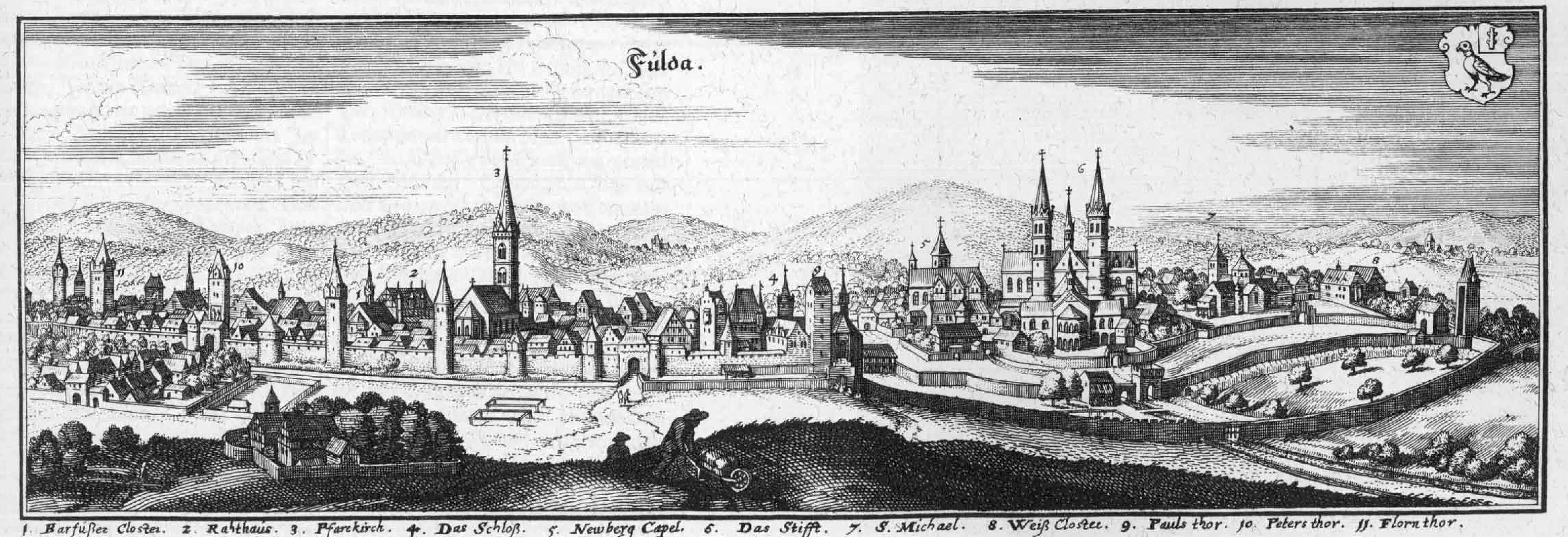
Kupferstich von Fulda von Matthäus Merian, 1655

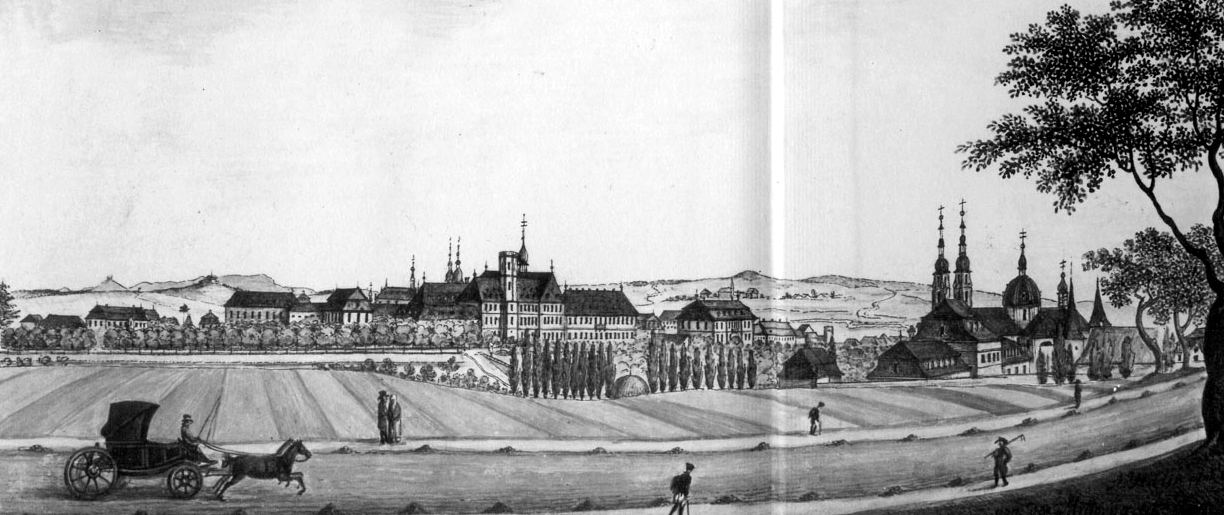
Ansicht Fuldas von Norden, 1813

Die Herkunft des Namens Fulda ist ungeklärt. Urkundlich sind folgende Namen überliefert: aus dem Jahr 750 Uulta und Uulthaha, von 751 Fulda, von 752 Uuldaha, vor dem Jahr 769 Fulde, und im 16. Jahrhundert Fuld, Fult und Fuldt.
Die wahrscheinlichste Herkunft ist eine sogenannte Hydronymie (Gewässernamengebung) aus altsächsisch folda „Erde, Boden“ und dem Grundwort -aha, das mit dem lat. aqua „Wasser“ verwandt ist und in vielen deutschen Flussnamen auftritt (vgl. Ache, -a); die zugrundeliegenden rekonstruierten urgermanischen Wörter lauten *fuldō „Erde, Erdboden; Feld; Welt“ und *ahwō „Fluss“.
Aufgrund der Tatsache, dass es im Indogermanischen eine große Zahl von Wörtern mit der Wurzel *pel-/ pol- gibt, besteht auch die Möglichkeit, dass Fulda eine Variante des indogermanischen polota wäre. Für den Namen Fulda lassen sich demzufolge auch gewisse Verwandtschaftsbeziehungen im östlichen Mitteleuropa finden: Neben dem allgemein Slawischen pole (tschechisch wie polnisch, vgl. russisch поле), „Feld“, gibt es im Lettischen palts, palte „Pfütze, Lache“, aber auch den Fluss Pelta oder Peltew.

### Fuldaer Raum bis zur Stadtgründung
Nach der wechselvollen Erdgeschichte des Fuldaer Raumes sind auch hier steinzeitliche Zeugnisse zu finden. Erste Besiedlungen sind in der Zeit um 5000 v. Chr. nachweisbar (siehe Zeitleiste). Kulturen entwickelten sich, die Völkerwanderung brachte neue Siedler in die Region. Eine keltische Stadt entstand an der Milseburg. Das Fränkische Reich entwickelte sich nach dem Zerfall des Römischen Reichs zum Machtzentrum in Mitteleuropa. Der Frankenkönig Chlodwig I. sicherte sich mit seiner Taufe die Unterstützung Roms, eine breitangelegte Christianisierung setzte ein. Bonifatius wurde vom Papst beauftragt, die germanischen Stämme in diesem Raum zu missionieren und der römisch-katholischen Kirche zu unterstellen.
Mit der Gründung des Klosters Fulda durch Sturmius im Auftrag von Bonifatius begann 744 die Entwicklung des Ortes. Im Jahre 754 wurde Bonifatius in diesem Kloster beigesetzt. Durch Karl den Großen erhielt das Kloster 774 die Immunität und wurde somit zu einem Reichskloster. Zwischen 791 und 819 wurde die Ratgar-Basilika (benannt nach dem Abt Ratgar) erbaut, zu dieser Zeit der größte Kirchenbau nördlich der Alpen. Gleichzeitig siedelten sich erste Bauern und Handwerker um das Kloster an.

### Abt, Bürger und Bauern (11.–16. Jahrhundert)

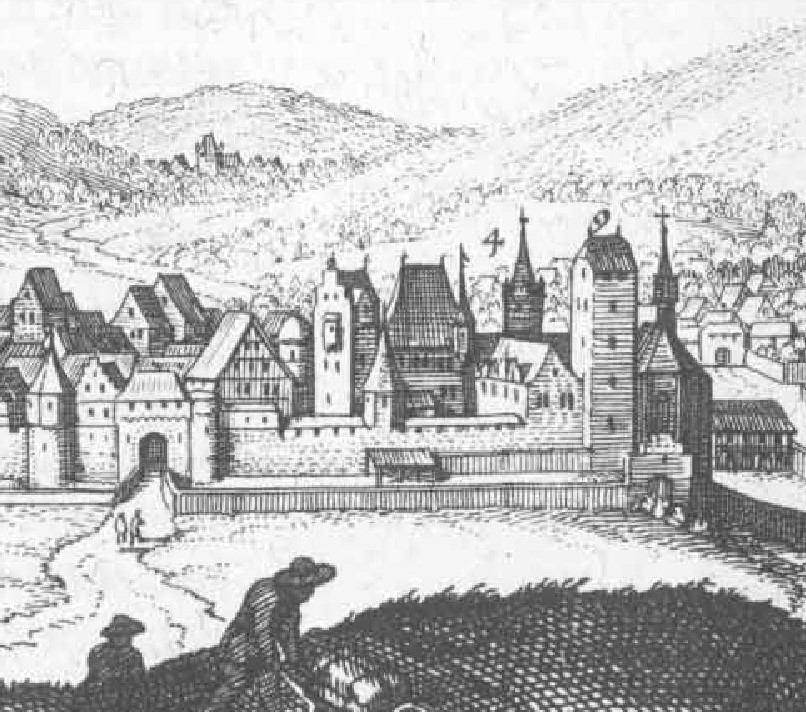
Kupferstich des Renaissanceschlosses in Fulda, 1655

Die Abtei und die Siedlung erhielt 1019 durch Heinrich II. das Münz-, Markt- und Zollrecht. 1020 besuchte Papst Benedikt VIII. Fulda: ein Ausweis der Bedeutung des Klosters. 1114 wurde Fulda das erste Mal als Stadt (civitas) erwähnt. Unter Abt Markward I. (1150–1165) erlebte die Stadt einen Aufschwung, viele entfremdete Güter wurden restituiert. Dabei half dem Abt einer der bekanntesten Urkundenfälscher des Mittelalters, der Fuldaer Mönch Eberhard. Abt Markward musste Raubritter vertreiben, er legte Burgen an und befestigte die Stadt 1162 mit einer Stadtmauer, etwa zwölf Türmen und fünf Stadttoren (Heertor, Peterstor, Florentor, Kohlhäusertor und Frauentörlein).
Von König Friedrich II. wurden die Äbte des Klosters in den Reichsfürstenstand erhoben. Fürstabt Heinrich von Weilnau ließ zwischen 1294 und 1312 eine Abtsburg bauen, in der er außerhalb des Klosters residierte. Diese Burg wurde im 17. Jahrhundert durch Fürstabt Johann Friedrich von Schwalbach in ein Renaissanceschloss umgebaut.

#### Aufstand der Bürger

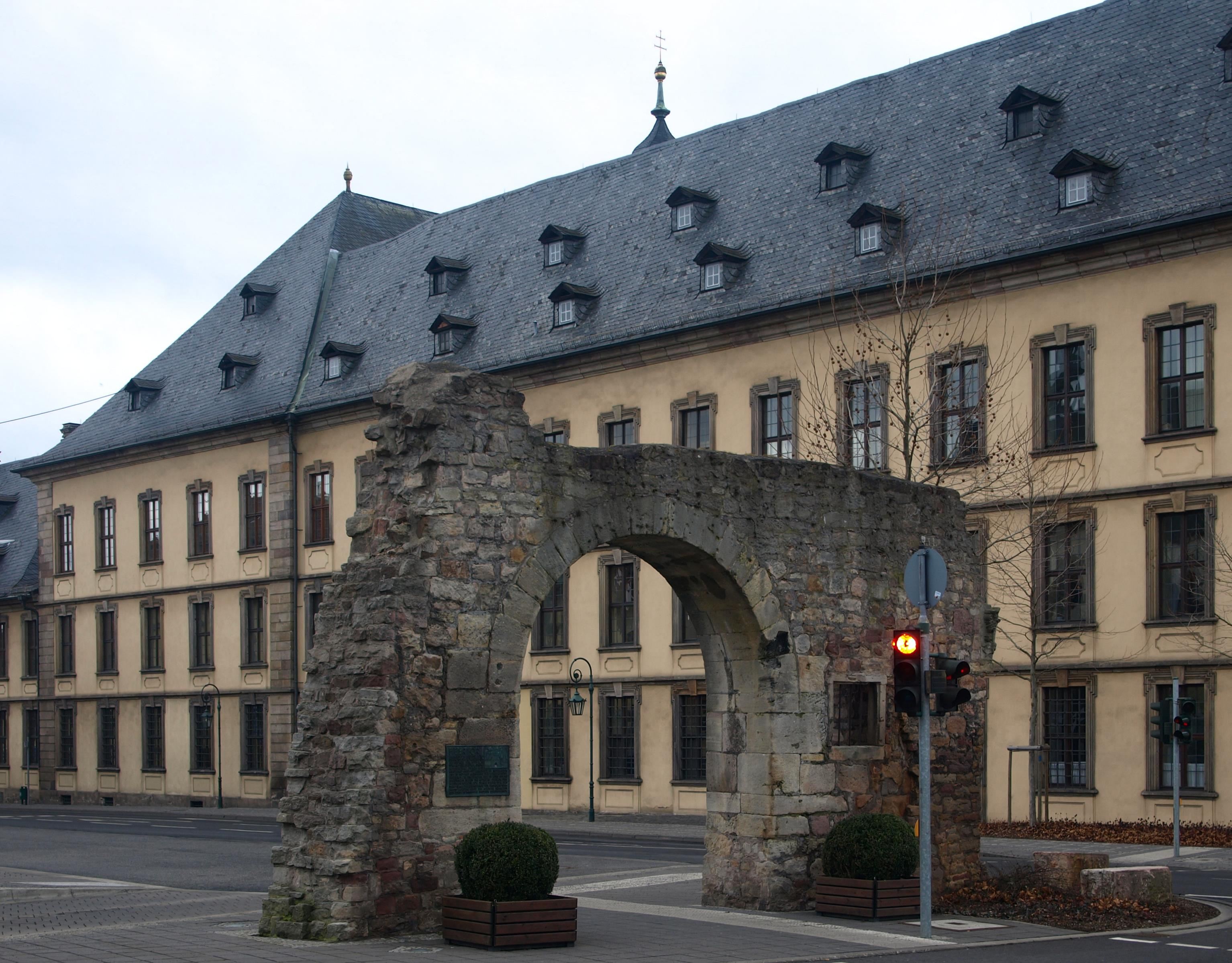
Das um 1150 errichtete Heertor auf der Stadtseite des Stadtschlosses, aus ihm ging man an der Abtsburg vorbei aus der Stadt hinaus, um auf die Via Regia zu kommen

1208 wurde Fulda zur Stadt erhoben und wachte über ihre Rechte gegen die Ansprüche der Äbte, die schon eine Burg neben dem Kloster besaßen. Als Fürstabt Heinrich VI. von Hohenberg 1319/20 eine zweite Burg innerhalb der Stadt errichtete, erstürmten die Bürger mit Hilfe des Klostervogts, Graf Johann I. von Ziegenhain, beide Burgen des Abtes und zerstörten die neue Burg samt Turm und Ringmauern. Auf Klage des geflüchteten Abtes beim Kaiser wurde über die Stadt und den Grafen die Reichsacht verhängt.
1326 nutzte Heinrich von Hohenberg seine gestärkte Macht als Stadtherr dazu, die jährliche Steuer der Stadt für sieben Jahre von 100 auf 800 Pfund Heller zu erhöhen. Als er 1330 die Steuern ein weiteres Mal erhöhen wollte, formierte sich in der Stadt erneuter Widerstand. Als er daraufhin einige reiche Bürger einkerkern ließ und zur Freilassung eine Kaution von 9.500 Pfund Heller forderte, erhoben sich die Bürger 1331 gegen ihn. Sie verbündeten sich wiederum mit Graf Johann von Ziegenhain, stürmten die Abtsburg, das Kloster, den Frauenberg und den Petersberg. Wieder wurde die Stadt mit Reichsacht bestraft. Die Ministerialen des Abts schlugen den Aufstand nieder. Erzbischof Balduin von Trier vermittelte eine Sühne, gemäß der die Bürger den Turm und die Ringmauern der neuen Burg wiederherzustellen hatten und bedeutende Entschädigungen zahlen mussten. Die Stadt Fulda erhielt einen Rat und Bürgermeister unter Aufsicht eines fürstlichen Schultheißen.

#### Bauernkriege im Fuldaer Land
Die Situation der Städtebürger und der Bauern im Umland war durch die hohen Abgaben und Frondienste sehr kläglich. Das Stift plünderte das Landvolk aus und errichtete immer prunkvollere Bauten. So erhoben sich auch die Bauern im Fuldaer Land gemeinsam mit den Bürgern der Stadt gegen die Obrigkeit und beteiligten sich im Frühjahr 1525 am Deutschen Bauernkrieg.
In den Bauernkriegen in Fulda und im Fuldaer Land war der nicht namentlich bekannte Pfaff von Dipperz und der Uhrmacher Hans Dahlhopf bedeutsam, die 10.000 Bauern um sich scharten. Landgraf Philipp von Hessen kam jedoch dem Stift mit einem starken Heer zur Hilfe und schlug den Aufstand in der Schlacht am Frauenberg nieder.

### Frühe Neuzeit

#### Hexenverfolgung in Fulda
Von 1603 bis 1605 ließ Fürstabt Balthasar von Dernbach Hexenprozesse abhalten und beauftragte Balthasar Nuss als Malefizmeister mit der Durchführung. Den Hexenverfolgungen im Hochstift Fulda von 1603 bis 1606 fielen rund 270 Menschen zum Opfer, überwiegend Frauen, aber auch einige Männer. Besonders bekannt wurde der Hexenprozess gegen Merga Bien. Näheres zu den Hexenprozessen siehe bei Balthasar Nuss.

#### Dreißigjähriger Krieg
Im Dreißigjährigen Krieg wurde Fulda mehrmals angegriffen. 1622 plünderten und brandschatzten Truppen des Herzogs Christian von Braunschweig-Wolfenbüttel das Hochstift. Vom November 1631 bis zum Oktober 1633 war die Stadt von Hessen-Kassel besetzt. Am 20. Juni 1640 brachen 300 herumstreifende schwedische Reiter ein Stadttor auf und plünderten am folgenden Tag.
Unter Fürstabt Joachim von Gravenegg (1644–1671) wurden die meisten Kriegsschäden behoben.

#### Fulda als Barockstadt

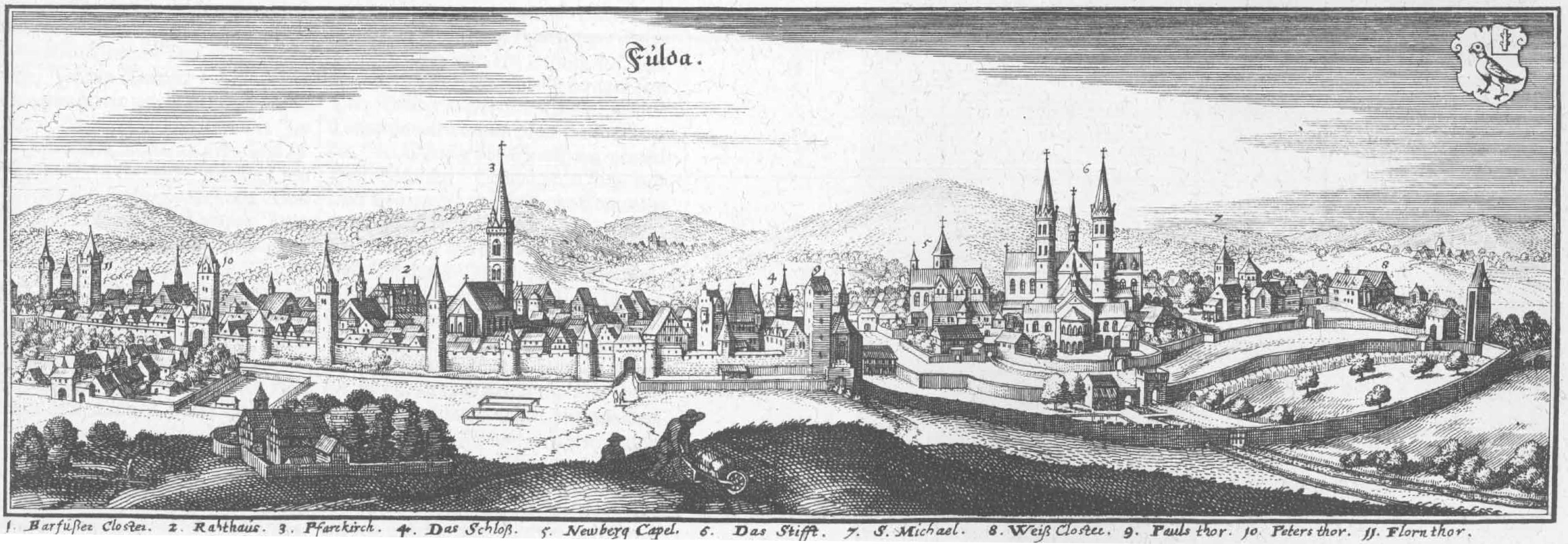
Panoramabild Fuldas in der Topographia Hassiae et regionum vicinarum, 1655

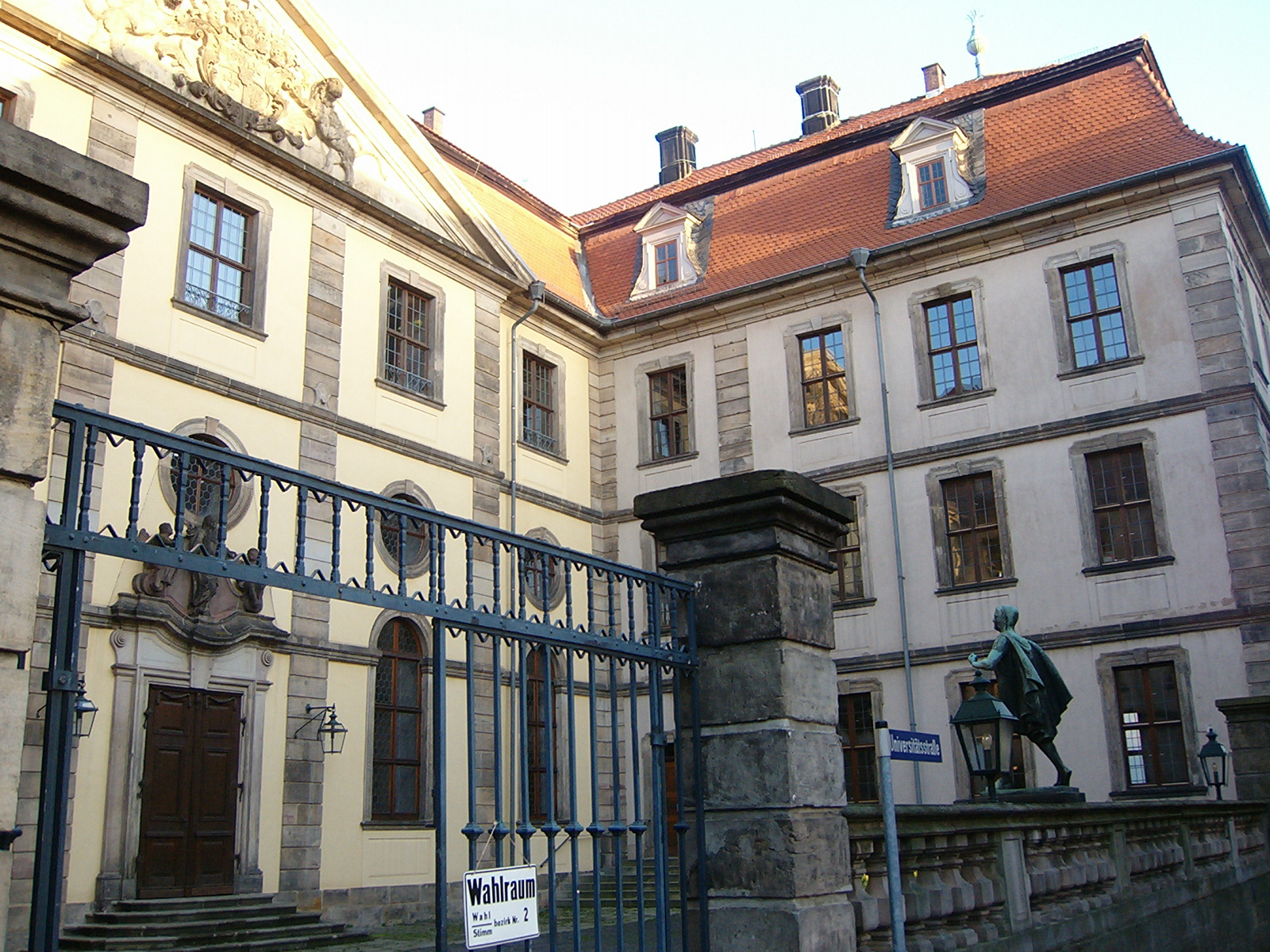
Ehemalige Universität Fulda – heute Adolf-von-Dalberg-Schule

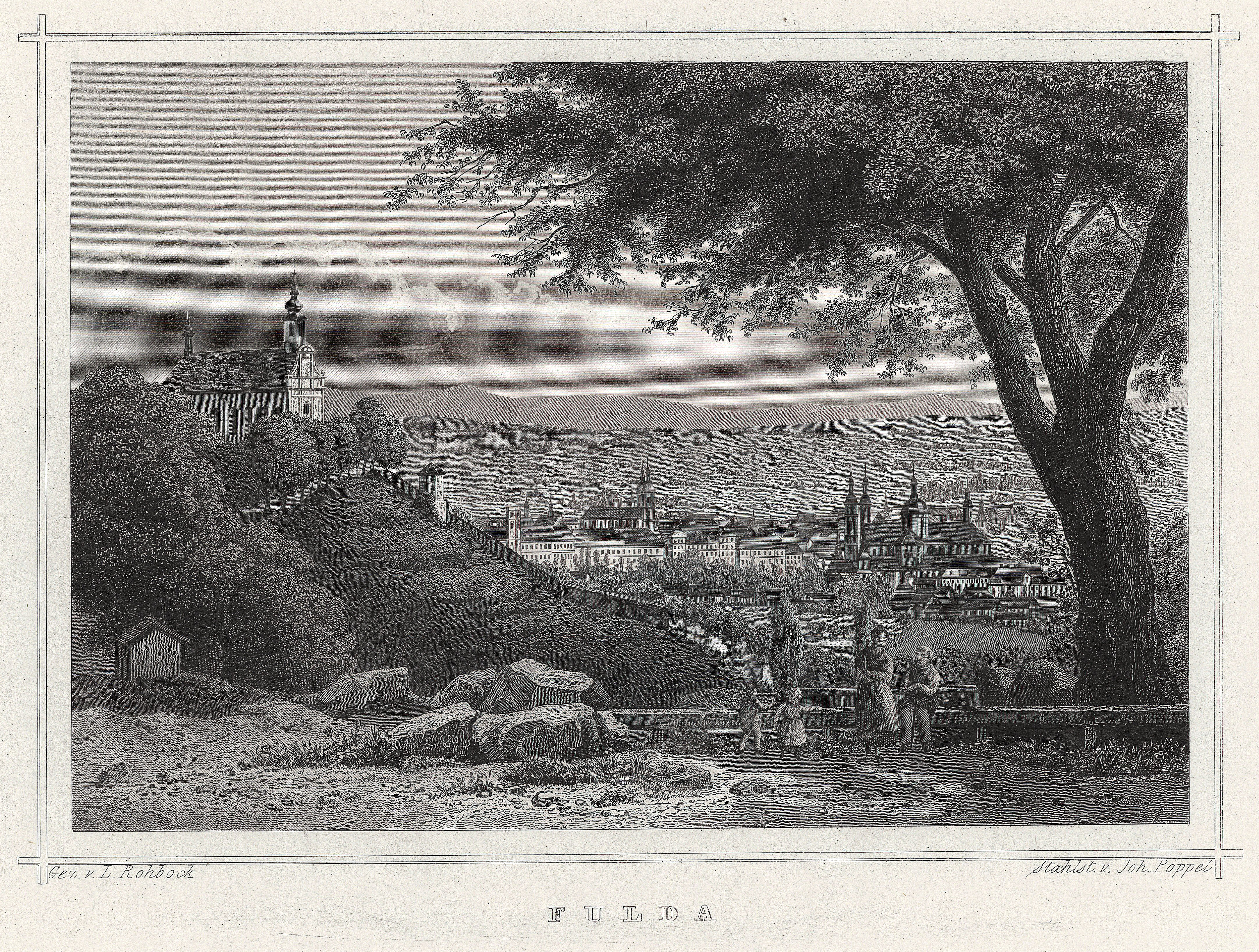
Franziskanerkloster Frauenberg vor Stadtansicht von Fulda, 1850

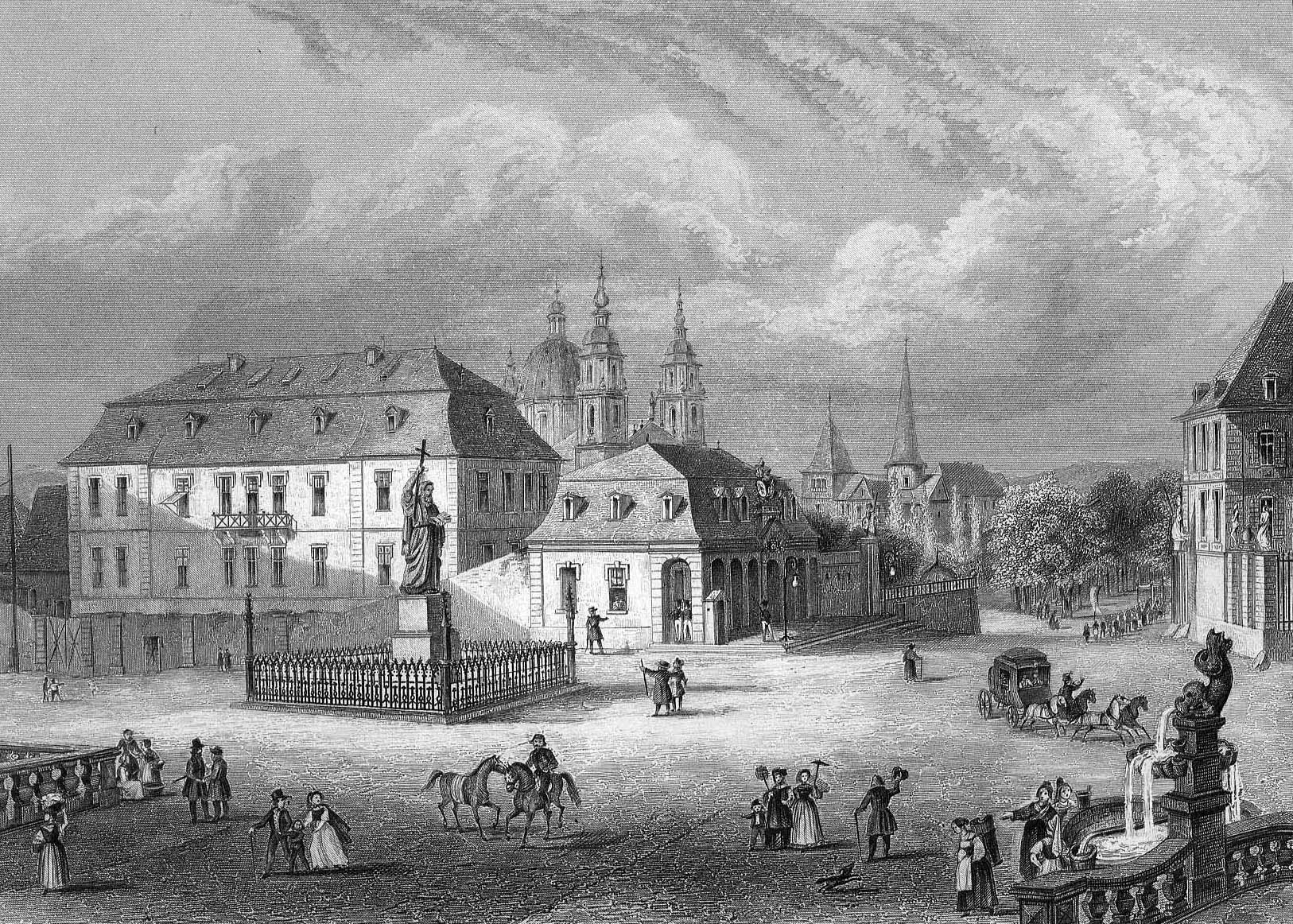
Bonifatiusplatz mit Bonifatiusdenkmal und Hauptwache, 1850

Fürstabt Placidus von Droste hat in seiner Amtszeit (1678–1700) als Abt die Finanzen der Abtei Fulda grundlegend saniert. Sein Nachfolger Fürstabt Adalbert von Schleifras konnte somit im Jahr 1700 Johann Dientzenhofer zum Stiftsbaumeister in Fulda ernennen und ihn beauftragen, an der Stelle der romanischen Ratgar-Basilika den heutigen Fuldaer Dom und ein Stadtschloss im Stile des Barock zu errichten.
1752 wurden die Fürstäbte in den Stand von Fürstbischöfen erhoben. Im Siebenjährigen Krieg wurde Fulda 1762 von einem hannöverschen Korps unter Luckner genommen.
Die Straße zwischen Frankfurt und Fulda wurde 1764 auf Anweisung des Fuldaer Fürstbischofs Heinrich von Bibra als eine der ersten Straßen in Hessen zu einer Chaussee ausgebaut.
Während der Amtszeit von Fürstabt Adolf von Dalberg wurde Fulda Universitätsstadt. Von 1734 bis 1805 existierte die katholische Universität Fulda. Die Einrichtung besaß vier Fakultäten: Theologie, Philosophie, Medizin und Jura. Das barocke Gebäude des fuldisch-fürstäbtlichen Hofarchitekten Andreas Gallasini entstand von 1731 bis 1734. Heute beherbergt es die Adolf-von-Dalberg-Grundschule.

### 19. Jahrhundert

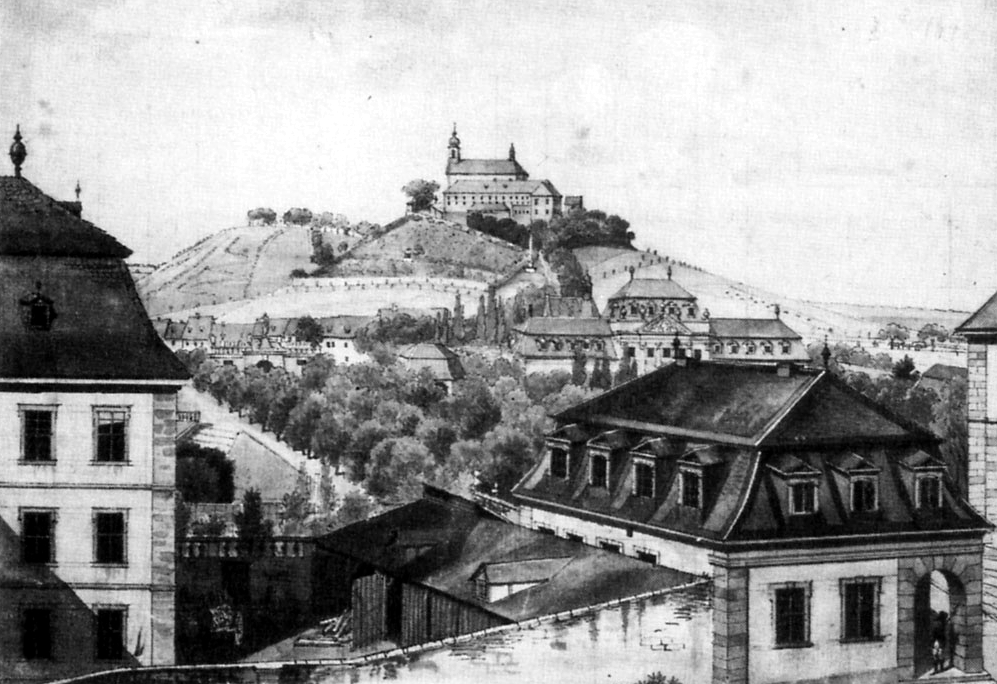
Blick auf den Frauenberg, 1820

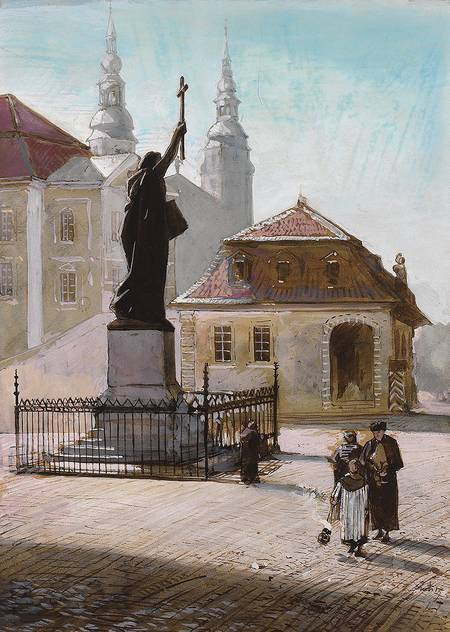
Dom, Alte Wache und Bonifatiusdenkmal (Louis Kolitz)

Die Säkularisation 1802 entmachtete die Fürstbischöfe. Die fuldischen Besitzungen der geistlichen Fürstentümer gingen als „Fürstentum Nassau-Oranien-Fulda“ an Friedrich Wilhelm von Oranien-Nassau, bis 1806 Napoleon die Provinz Fulda annektierte. Die Ausstattung der Schlösser und zahlreicher barocker Bürgerhäuser wurde geplündert oder beschlagnahmt und versteigert. 1810 wurde Fulda Teil des Großherzogtums Frankfurt und Hauptstadt des Departement Fulda. Aufgrund des am 2. November 1813 unterzeichneten Vertrages von Fulda trat Württemberg in das österreichische Bündnis gegen Napoleon ein. Auf dem Wiener Kongress 1815 wurde die Provinz aufgelöst und nach einjähriger preußischer Verwaltung an Kurhessen abgegeben.
Am 2. November 1850 wurde Fulda von preußischen Truppen besetzt, aber nach dem Zusammenstoß ihrer Vorposten mit Österreichern bei Bronnzell am 9. November geräumt und anschließend für kurze Zeit von den Bayern besetzt. Im Deutschen Krieg von 1866 besetzten es die Preußen am 6. Juli abermals. Anschließend wurden Fulda und Kurhessen annektiert und Teil des Königreichs Preußen (Regierungsbezirk Kassel, Provinz Hessen-Nassau).
Die Stadt Fulda war im Kulturkampf ein Hauptbollwerk des Ultramontanismus im Deutschen Reich. Die Zahl der Einwohner betrug 1885 mit der Garnison (eine reitende Abteilung Feldartillerie Nr. 11) 12.226 (darunter 1880: 3347 Evangelische und 602 Juden). Fulda war u. a. der Sitz eines Bischofs, eines Domkapitels, eines Amtsgerichts und eines Steueramtes.
Fuldaer Auswanderer gründeten in Amerika u. a. den Fuldaer Kranken-Unterstützungs-Verein.

### Weimarer Republik und Nationalsozialismus
Zum 1. April 1927 wurde Fulda kreisfreie Stadt.

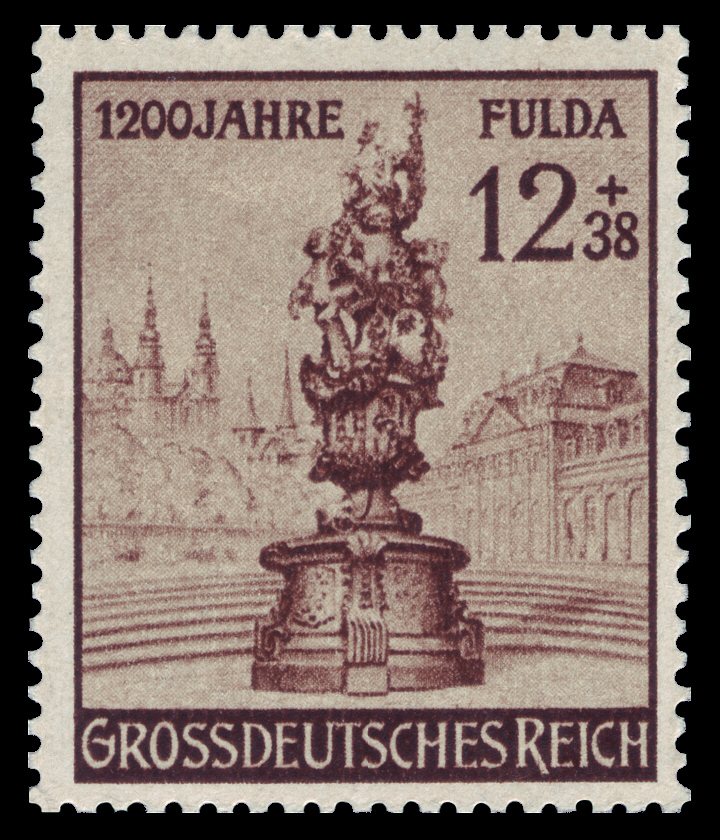
Sondermarke 1200 Jahre Fulda

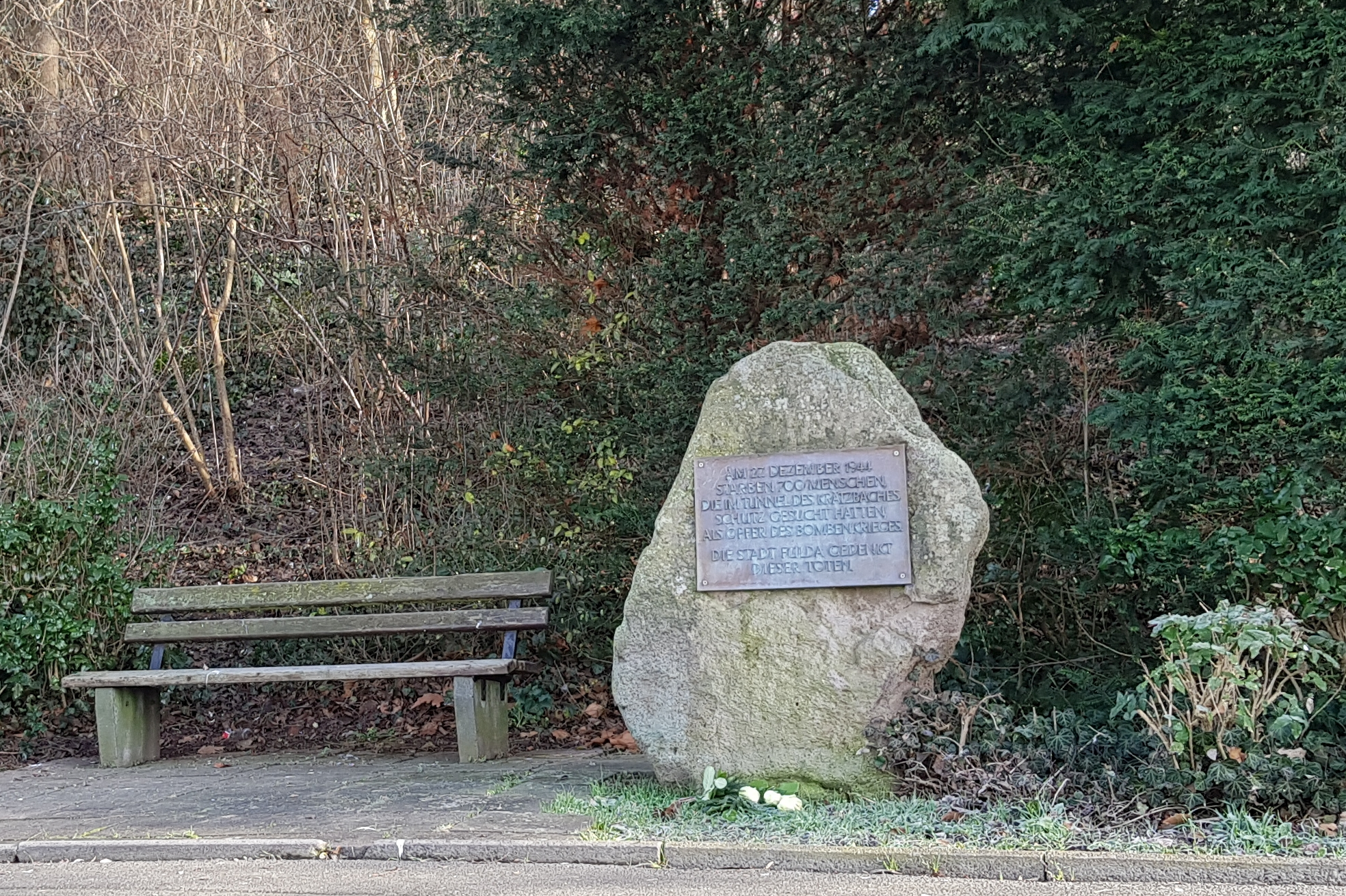
Gedenkstein zum Gedenken der Opfer im Krätzbachtunnel, Mehlerstraße

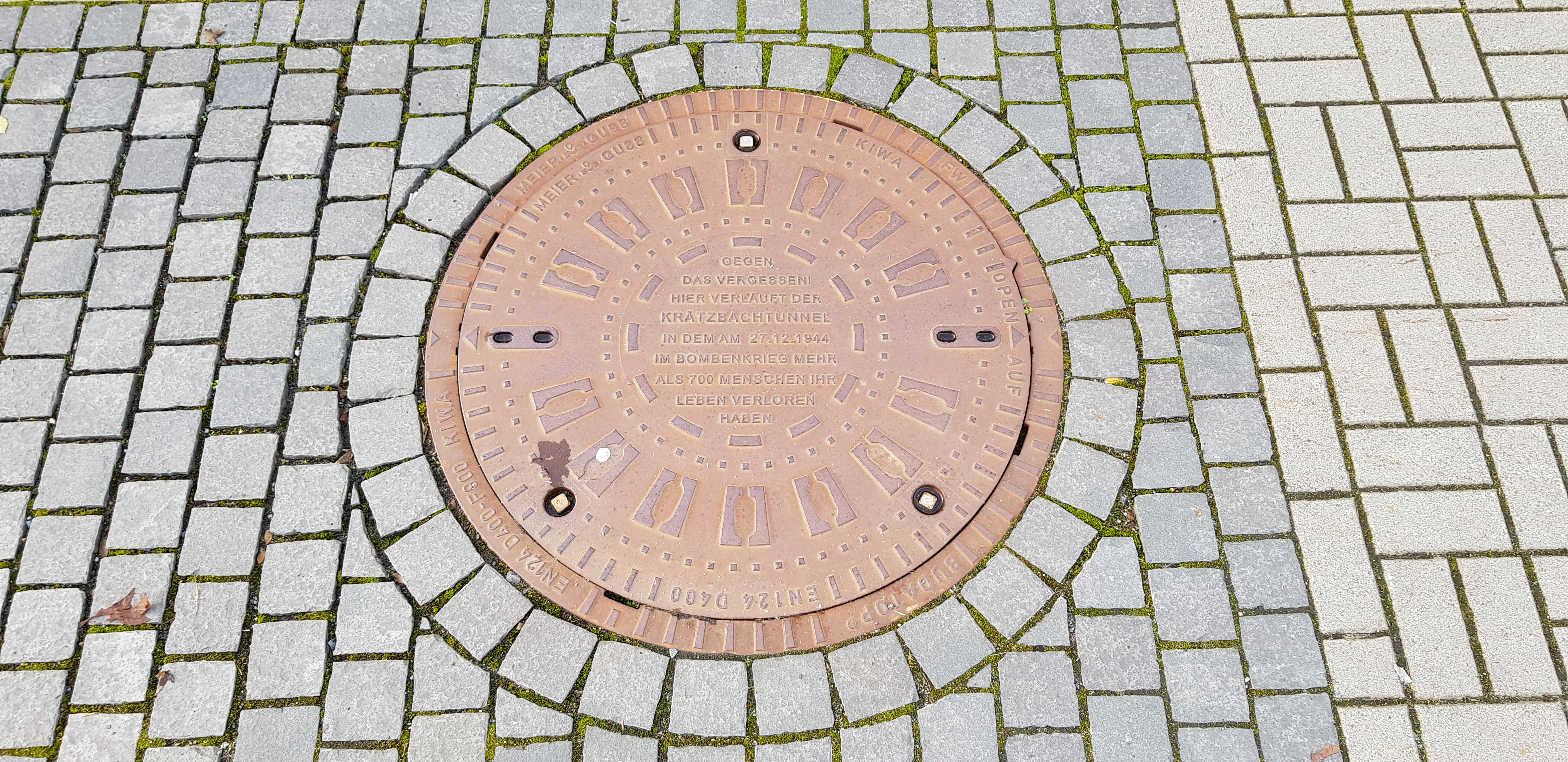
Kanaldeckel zum Gedenken der Opfer im Krätzbachtunnel, Heidelsteinstraße

In Fulda konnte die NSDAP bei der Reichstagswahl März 1933 nicht mehr als ein Viertel der Stimmen erringen, auch im Stadtrat spielte sie eine untergeordnete Rolle. Im Zuge der Gleichschaltung wurde 1933 die Fuldaer Actiendruckerei zerstört, in der Reichspogromnacht am 9. November 1938 der historische Judenfriedhof und die Synagoge in der ehemaligen Judengasse. Der frühere Bürgermeister von Fulda, Karl Ehser, sagte später, dass die Gaupropagandaleitung in Kassel ihn aufgefordert habe, dafür zu sorgen, dass es auch in Fulda zu Übergriffen komme. Er hatte den Befehl erhalten, die Synagoge zerstören zu lassen. 1940 wurden die Franziskaner aus dem Kloster Frauenberg vertrieben.
Eine Briefmarke der Deutschen Reichspost mit der Aufschrift 1200 Jahre Fulda erschien am 11. März 1944.
Im Zweiten Weltkrieg war Fulda mehrfach Ziel von Luftangriffen. Der erste größere Angriff, bei dem auch der Dom beschädigt wurde, erfolgte am 20. Juli 1944 und forderte 80 Tote, am 5. August wurde Fulda bei einem kleineren Angriff von 30 Brandbomben getroffen. Am 11. und 12. September gab es zahlreiche Opfer.

#### Katastrophe im Krätzbachbunker
Am 27. Dezember 1944 kam es bei einem amerikanischen Luftangriff zur schlimmsten Katastrophe in einem einzelnen Luftschutzbunker während des Zweiten Weltkriegs. Ein kanalisierter Bachlauf verlief als Tunnel unter den Bahngleisen und dem Verschiebebahnhof. Das örtliche Unternehmen Mehler, ein Textilhersteller, hatte bei Kriegsbeginn für den Luftschutz der Belegschaft die Auflage erhalten geeignete Anlagen zu erstellen. Im Jahr 1941 wurde der Tunnel behelfsmäßig zu einem Luftkriegsstollen mit zwei Ausgängen ausgebaut, dem Krätzbachbunker. Beim Luftangriff am 27. Dezember 1944 suchten etwa 1000 Menschen in diesem Bunker Zuflucht. Ein Volltreffer verschüttete einen Tunneleingang und zwei weitere Bomben brachten den Tunnel etwa 160 m hinter diesem Eingang zum Einsturz. Von den Verschütteten verloren 707 Menschen ihr Leben, darunter 451 Mitarbeiter der Firma Mehler, etwa 250 davon Zwangsarbeiterinnen und -arbeiter aus Osteuropa. Nur etwa 150 Menschen wurden aus diesem Bunker gerettet. Die alliierten Streitkräfte zielten darauf, den noch intakten Bahnhof als Verkehrsknotenpunkt im Dritten Reich und Nachschubweg für die Ardennenoffensive zu zerstören. Ein 1981 eingeweihter Gedenkstein an der Mehlerstraße erinnert an die Opfer, ebenso ein Kanaldeckel im Bürgersteig an der Heidelsteinstraße.
Insgesamt wurden 1595 Kriegstote in Fulda gezählt; hinzu kamen noch eine ganze Anzahl von Verwundeten und Vermissten. Die Stadt wurde zu etwa einem Drittel zerstört, Verkehrswesen und Industrie waren schwer getroffen. Auch die historischen Bauten in der Altstadt, insbesondere rund um den Gemüsemarkt sowie im Barockviertel, trugen Schäden davon.

### Nachkriegszeit und Gegenwart

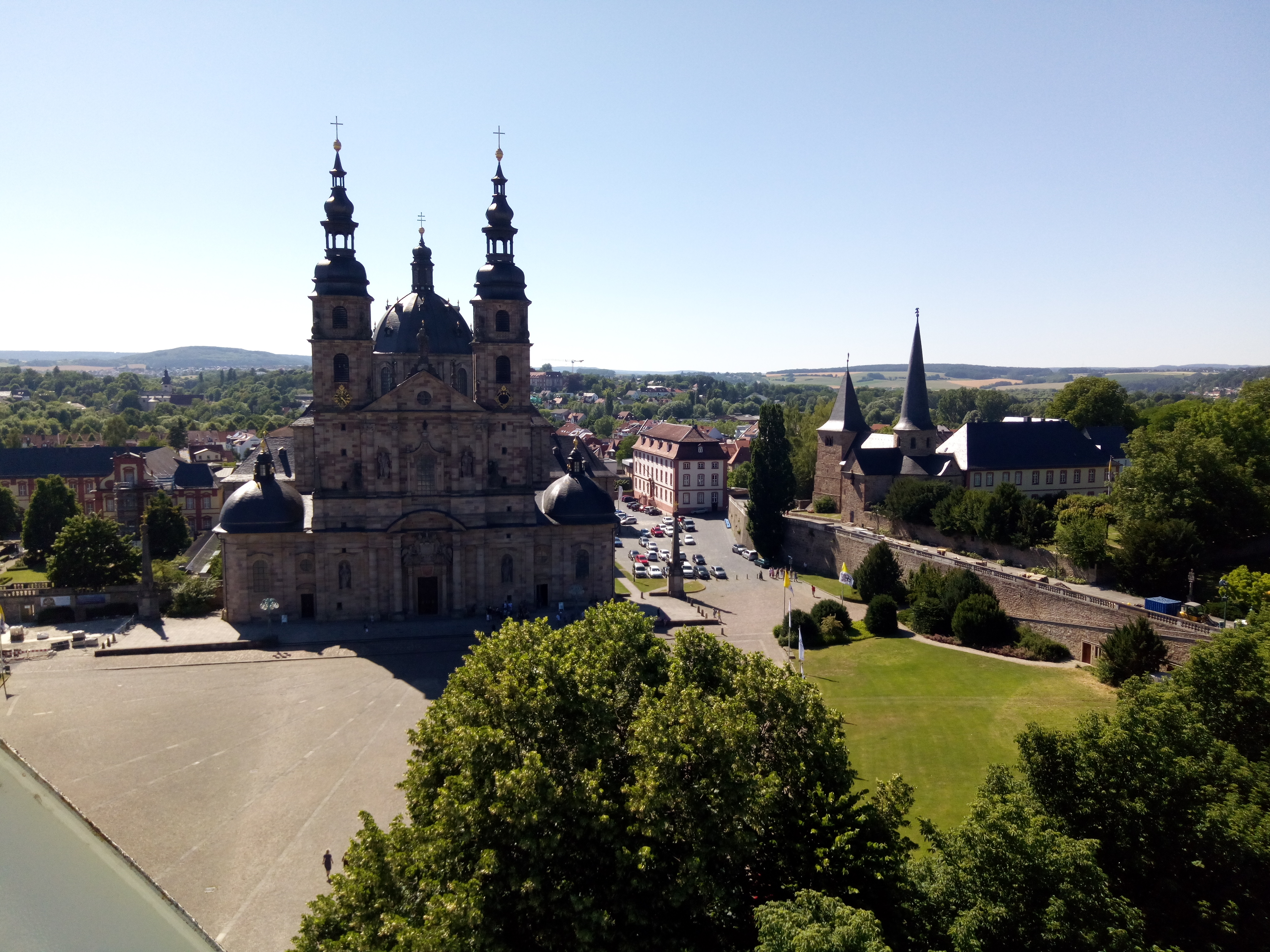
Fuldaer Dom und Michaelskirche. Blick vom zur 1275-Jahr-Feier aufgebauten Riesenrad.

Fulda gehörte nach dem Zweiten Weltkrieg zur amerikanischen Besatzungszone und war somit Teil des späteren Bundeslandes Hessen, allerdings nicht mehr in der Mitte Deutschlands gelegen, sondern geografisch und auch wirtschaftlich in einer Randlage der BRD. Die innerdeutsche Grenze zur DDR verlief nur etwa 35 km vom Stadtzentrum entfernt. Dadurch war Fulda bis 1989 von seinem östlichen Hinterland abgeschnitten, da insbesondere die traditionellen Verkehrs- und Wirtschaftsbeziehungen zu Thüringen unterbrochen waren. Fulda zählte während der deutschen Teilung zum sogenannten Zonenrandgebiet.
In der Zeit des Kalten Krieges hatte Fulda eine besondere strategische Bedeutung, die im Begriff Fulda Gap verdeutlicht wird. Der von der NATO geprägte Begriff rührte von der Vorstellung her, dass im Falle eines Angriffs des Warschauer Pakts dieser versuchen würde, durch das Tal der Fulda über das etwa 100 km entfernte Frankfurt am Main nach Südwestdeutschland einzudringen. Bei diesem Szenario wäre Fulda vermutlich einer der ersten Kriegsschauplätze in einem möglichen Dritten Weltkrieg geworden. In Fulda gab es daher auch eine große US-Garnison in den Downs Barracks mit dem 14th Armored Cavalry Regiment, das 1972 zum 11th Armored Cavalry Regiment („Blackhorse-Regiment“) umgeflaggt wurde. 1994 endete die Stationierung von US-Streitkräften in Fulda. Auf dem Gelände der ehemaligen Kaserne siedelten sich verschiedene Behörden und Firmen an und auf der Fläche des zu dieser Einheit gehörenden Flugplatzes im Stadtteil Sickels entstanden der neue Stadtteil Fulda-Galerie und ein Messegelände.
Fulda entwickelte sich nach 1945 trotz seiner Randlage zu einem modernen Industriestandort. Im Jahre 1972 erfolgte im Zuge der Gebietsreform in Hessen zum 1. August durch Landesgesetz die Eingemeindung von 24 Stadtumlandgemeinden. Sie bilden heute neben der Kernstadt die 24 Stadtteile von Fulda. 1974 verlor die Stadt die Kreisfreiheit, die sie seit 1927 besessen hatte, jedoch gilt seit 1980 ein Funktionaler Sonderstatus, womit verschiedene Aufgaben der Kreisstufe verbunden sind.
Am 17. und 18. November 1980 wurde Papst Johannes Paul II. von mehr als 100.000 Gläubigen begeistert in der Innenstadt und bei einem Gottesdienst unter freiem Himmel auf dem Domplatz empfangen.
Am 29. September 1984 kam es zu einer Großdemonstration in Fulda. Etwa 30.000 Anhänger der Friedensbewegung demonstrierten gegen die Militärpolitik in Ost und West. Mit dem Fall der Berliner Mauer und Öffnung der innerdeutschen Grenze am 9. November 1989 nach der Wende besuchten täglich mehrere tausend Bürger der DDR die Barockstadt.
1990 wurde in Fulda der 30. Hessentag veranstaltet. 1994 feierte die Stadt ihr 1250-jähriges Bestehen und war Veranstaltungsort der ersten hessischen Landesgartenschau. Im Jahre 2002 wurde das Jubiläum „250 Jahre Bistum Fulda“ gefeiert.
Im Jahre 2004 wurde des 1250. Todestages des Heiligen Bischofs Bonifatius gedacht. Aus diesem Anlass wurde das Bonifatius-Musical im Schlosstheater Fulda welturaufgeführt. Im Februar 2019 wurde Fulda von der International Dark-Sky Association der Titel „Sternenstadt“ verliehen.
Fuldas 1275-Jahr-Feier
Gleich vier Jubiläen waren im Jahr 2019 Anlass zum Feiern: Am 12. März 744 gründete Sturmius mit sieben Gefährten das Kloster Fulda und legte damit die Keimzelle für 1275 Jahre Besiedlung der ganzen Region Osthessen. Die Errichtung der vor 1200 Jahren erbauten Ratgar-Basilika und der am 1. November 819 durch den Mainzer Erzbischof Haistulf erfolgten Konsekration der Ratgar-Basilika, die Bestattung König Konrads I. im Dom zu Fulda vor 1100 Jahren und die Verleihung der Markt- und Münzrechte durch Kaiser Heinrich II. vor 1000 Jahren am 1. Juli 1019 waren weitere Meilensteine in der Geschichte der Stadt Fulda, die es im Jahr 2019 zu feiern galt.
Während des Stadtjubiläums erfolgten sieben Neuinszenierungen des „Bonifatius“-Musicals auf einer vor dem Dom errichteten Bühne. Bei sommerlich-mediterraner Atmosphäre besuchten 35.000 Leute das Stück und die Begleitangebote.

## Politik
Das katholisch geprägte Fulda war im Deutschen Kaiserreich und der Weimarer Republik traditionell eine Hochburg des Zentrums. Nach dem Krieg etablierte sich die Stadt als Hochburg der CDU im Land Hessen. Bekanntester Fuldaer Politiker der Nachkriegszeit war Alfred Dregger, der 14 Jahre lang Oberbürgermeister von Fulda und 26 Jahre lang Bundestagsabgeordneter (zeitweise CDU/CSU-Fraktionsvorsitzender) des Wahlkreises Fulda war.
Fulda ist dem Bundestagswahlkreis Fulda und dem hessischen Landtagswahlkreis Fulda I zugeordnet.
Seit der Kommunalwahl 2016 regierte in Fulda eine Koalition aus CDU und CWE. Nach den Kommunalwahlen im Jahr 2021 vereinbarten CDU, FDP und CWE eine Koalition.

### Stadtverordnetenversammlung
Die Kommunalwahl am 14. März 2021 lieferte folgendes Ergebnis, in Vergleich gesetzt zu den früheren Kommunalwahlen ab 2001:
| Stadtverordnetenversammlung – Kommunalwahlen 2021 | Stadtverordnetenversammlung – Kommunalwahlen 2021                                                                                                   |
| --- | --- |
| Stimmenanteil in %Wahlbeteiligung: 47,3 % 50403020100 42,4 %16,2 %13,5 %7,2 %6,4 %3,7 %2,9 %2,3 %2,3 %1,4 %n. k. %1,8 % CDUGrüneSPDAfDFDPLinkeCWEPARTEIVoltBündnis CREPSonst.lGewinne und Verlusteim Vergleich zu 2016 %p 8 6 4 2 0 −2 −4 −6 −8−4,1 %p+4,2 %p−1,7 %p+7,2 %p−0,2 %p−2,5 %p−3,7 %p+2,3 %p+2,3 %p+1,4 %p−6,9 %p+1,8 %pCDUGrüneSPDAfDFDPLinkeCWEPARTEIVoltBündnis CREPSonst.Anmerkungen:l BfO: 0,96 %; SG: 0,80 % | SitzverteilungInsgesamt 59 Sitze - Linke: 2 - PARTEI: 1 - SPD: 8 - Grüne: 10 - Volt: 1 - BfO: 1 - CWE: 2 - Bündnis C: 1 - CDU: 25 - FDP: 4 - AfD: 4 |

| Wahlvorschläge       | Wahlvorschläge                                                                                    | % 2021 | Sitze 2021 | % 2016 | Sitze 2016 | % 2011 | Sitze 2011 | % 2006 | Sitze 2006 | % 2001 | Sitze 2001 |
| -------------------- | ------------------------------------------------------------------------------------------------- | ------ | ---------- | ------ | ---------- | ------ | ---------- | ------ | ---------- | ------ | ---------- |
| CDU                  | Christlich Demokratische Union Deutschlands                                                       | 42,4   | 25         | 46,5   | 27         | 51,0   | 30         | 58,6   | 35         | 61,9   | 36         |
| GRÜNE                | Bündnis 90/Die Grünen                                                                             | 16,1   | 10         | 12,0   | 7          | 17,8   | 10         | 8,4    | 5          | 7,0    | 4          |
| SPD                  | Sozialdemokratische Partei Deutschlands                                                           | 13,6   | 8          | 15,2   | 9          | 18,4   | 11         | 20,2   | 12         | 23,0   | 14         |
| AfD                  | Alternative für Deutschland                                                                       | 7,2    | 4          | —      | —          | —      | —          | —      | —          | —      | —          |
| FDP                  | Freie Demokratische Partei                                                                        | 6,4    | 4          | 6,6    | 4          | 3,4    | 2          | 4,9    | 3          | 2,6    | 2          |
| LINKE                | Die Linke                                                                                         | 3,7    | 2          | —      | —          | —      | —          | —      | —          | —      | —          |
| CWE                  | Christliche Wähler-Einheit e. V.                                                                  | 2,9    | 2          | 6,6    | 4          | 4,6    | 3          | 3,3    | 2          | 2,6    | 1          |
| Die PARTEI           | Die Partei für Arbeit, Rechtsstaat, Tierschutz, Elitenförderung und basisdemokratische Initiative | 2,3    | 1          | —      | —          | —      | —          | —      | —          | —      | —          |
| Volt                 | Volt Deutschland                                                                                  | 2,3    | 1          | —      | —          | —      | —          | —      | —          | —      | —          |
| Bündnis C            | Bündnis C – Christen für Deutschland                                                              | 1,44   | 1          | —      | —          | —      | —          | —      | —          | —      | —          |
| BfO                  | Bürger für Osthessen                                                                              | 0,96   | 1          | —      | —          | —      | —          | —      | —          | —      | —          |
| SG                   | Links für soziale Gerechtigkeit                                                                   | 0,80   | 0          | —      | —          | —      | —          | —      | —          | —      | —          |
| REP                  | Die Republikaner                                                                                  | —      | —          | 6,9    | 4          | 1,8    | 1          | 2,0    | 1          | 2,9    | 2          |
| LioM                 | Wählergruppe Die Linke.Offene Liste / Menschen für Fulda                                          | —      | —          | 6,2    | 4          | 3,0    | 2          | 2,6    | 1          | —      | —          |
| Gesamt               | Gesamt                                                                                            | 100,0  | 59         | 100,0  | 59         | 100,0  | 59         | 100,0  | 59         | 100,0  | 59         |
| Wahlbeteiligung in % | Wahlbeteiligung in %                                                                              | 47,3 % | 47,3 %     | 44,1 % | 44,1 %     | 41,2 % | 41,2 %     | 36,2 % | 36,2 %     | 47,7 % | 47,7 %     |

Ergebnisse der Kommunalwahlen in Fulda ab 1946 bis zur Wahlperiode 1997–2001.
| Wahl- periode | Es entfielen auf die Wahlvorschläge von | Es entfielen auf die Wahlvorschläge von | Es entfielen auf die Wahlvorschläge von | Es entfielen auf die Wahlvorschläge von | Es entfielen auf die Wahlvorschläge von | Es entfielen auf die Wahlvorschläge von | Es entfielen auf die Wahlvorschläge von | Es entfielen auf die Wahlvorschläge von | Es entfielen auf die Wahlvorschläge von | Es entfielen auf die Wahlvorschläge von | Es entfielen auf die Wahlvorschläge von |
| Wahl- periode | CDU                                     | SPD                                     | FDP                                     | BHE                                     | CWE                                     | Grüne                                   | WSH                                     | NPD                                     | REP                                     | KPD                                     | PDS                                     |
| Wahl- periode | %                                       | %                                       | %                                       | %                                       | %                                       | %                                       | %                                       | %                                       | %                                       | %                                       | %                                       |
| ------------- | --------------------------------------- | --------------------------------------- | --------------------------------------- | --------------------------------------- | --------------------------------------- | --------------------------------------- | --------------------------------------- | --------------------------------------- | --------------------------------------- | --------------------------------------- | --------------------------------------- |
| 1946–1948     | 63,8                                    | 22,2                                    | 8,9                                     | -                                       | -                                       | -                                       | -                                       | -                                       | -                                       | 5,1                                     | -                                       |
| 1948–1952     | 55,2                                    | 21,6                                    | 18,9                                    | -                                       | -                                       | -                                       | -                                       | -                                       | -                                       | 4,3                                     | -                                       |
| 1952–1956     | 52,3                                    | 21,8                                    | 13,8                                    | 12,1                                    | -                                       | -                                       | -                                       | -                                       | -                                       | -                                       | -                                       |
| 1956–1960     | 45,4                                    | 24,8                                    | 6,1                                     | 6,7                                     | -                                       | -                                       | 17,0                                    | -                                       | -                                       | -                                       | -                                       |
| 1960–1964     | 54,5                                    | 27,5                                    | 9,7                                     | 8,3                                     | -                                       | -                                       | -                                       | -                                       | -                                       | -                                       | -                                       |
| 1964–1968     | 54,4                                    | 32,9                                    | 6,0                                     | 6,7                                     | -                                       | -                                       | -                                       | -                                       | -                                       | -                                       | -                                       |
| 1968–1972     | 56,1                                    | 30,3                                    | 6,7                                     | 4,0                                     | -                                       | -                                       | -                                       | 2,9                                     | -                                       | -                                       | -                                       |
| 1972–1977     | 60,5                                    | 35,4                                    | 4,1                                     | -                                       | -                                       | -                                       | -                                       | -                                       | -                                       | -                                       | -                                       |
| 1977–1981     | 65,4                                    | 25,5                                    | 3,5                                     | -                                       | 5,6                                     | -                                       | -                                       | -                                       | -                                       | -                                       | -                                       |
| 1981–1985     | 64,7                                    | 24,4                                    | 5,6                                     | -                                       | 5,3                                     | -                                       | -                                       | -                                       | -                                       | -                                       | -                                       |
| 1985–1989     | 50,9                                    | 27,0                                    | 7,0                                     | -                                       | 9,5                                     | 5,6                                     | -                                       | -                                       | -                                       | -                                       | -                                       |
| 1989–1993     | 47,9                                    | 31,0                                    | 5,0                                     | -                                       | 10,4                                    | 5,7                                     | -                                       | -                                       | -                                       | -                                       | -                                       |
| 1993–1997     | 47,9                                    | 23,2                                    | 4,3                                     | -                                       | 7,6                                     | 7,8                                     | -                                       | -                                       | 9,2                                     | -                                       | -                                       |
| 1997–2001     | 50,1                                    | 24,5                                    | 3,2                                     | -                                       | 5,3                                     | 8,5                                     | -                                       | -                                       | 6,8                                     | -                                       | 1,2                                     |

### Oberbürgermeister und Magistrat
Nach der hessischen Kommunalverfassung wird in den Sonderstatusstädten der Oberbürgermeister für eine sechsjährige Amtszeit gewählt, seit dem Jahr 1993 in einer Direktwahl, und ist Vorsitzender des Magistrats, dem in der Stadt Fulda neben dem Oberbürgermeister als weitere hauptamtliche Mitglieder ein Bürgermeister als sein Vertreter und ein Stadtbaurat angehören sowie als ehrenamtliche Mitglieder zwölf weitere Stadträte. Oberbürgermeister ist seit dem 15. August 2015 Heiko Wingenfeld (CDU). Er wurde als Nachfolger von Gerhard Möller (CDU), der nach zwei Amtszeiten nicht wieder kandidiert hatte, am 15. März 2015 im ersten Wahlgang bei 33,29 Prozent Wahlbeteiligung mit 62,60 Prozent der Stimmen gewählt. Es folgte eine Wiederwahl im März 2021.

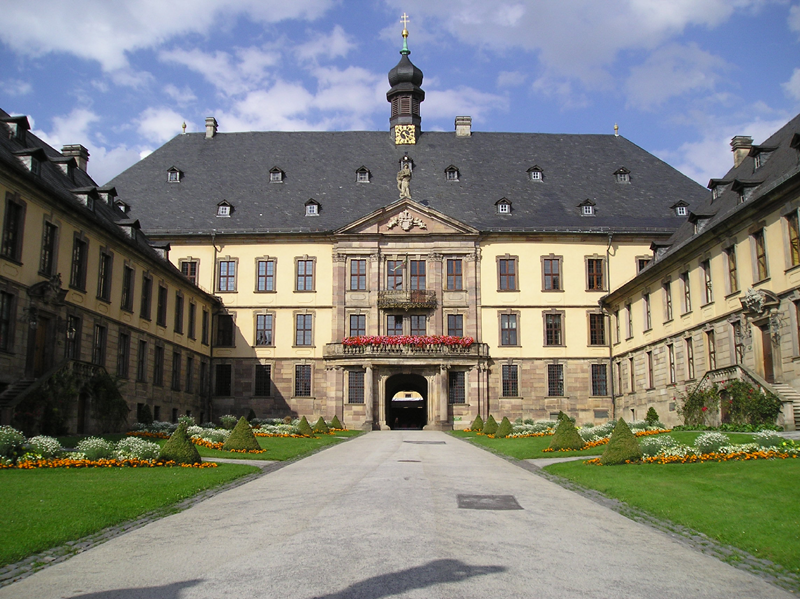
Stadtschloss Fulda, Sitz der Stadtverwaltung

#### Amtszeiten der Oberbürgermeister
- 2015–2027 Heiko Wingenfeld[29] (CDU)
- 2003–2015 Gerhard Möller[30] (CDU)
- 1998–2003 Alois Rhiel (CDU)
- 1970–1998 Wolfgang Hamberger (CDU)
- 1956–1970 Alfred Dregger (CDU)
- 1946–1956 Cuno Raabe (CDU)
- 1945–1946 Erich Schmidt (von der US-Militäradministration eingesetzt)
- 1930–1945 Franz Danzebrink (Zentrum, ab 1937 NSDAP)[33]
- 1894–1930 Georg Antoni
- 1862–1893 Franz Rang
- 1859–1862 Ignaz Weißmüller
- 1835–1859 Daniel Mackenrodt
- 1805–1835 Anton Thomas

Quelle für diese Auflistung: 

#### Magistrat
Der Magistrat ist als Kollegialorgan die Verwaltungsbehörde der Stadt. Er besteht aus dem Oberbürgermeister als Vorsitzenden, dem Bürgermeister und den Stadträten. In der Praxis besteht die weit überwiegende Mehrheit des Magistrats aus ehrenamtlichen Mitgliedern. Die Zahl der hauptamtlichen Beigeordneten (Stadträte und der Bürgermeister) darf die der ehrenamtlichen jedenfalls nicht übersteigen.
Der Magistrat besorgt die laufende Verwaltung und wird von den Bediensteten der Stadt unterstützt. Diese stellt er ein, befördert und entlässt sie. Er trifft die Entscheidungen zu laufenden Verwaltungsangelegenheiten, bereitet gemeinsam mit der Verwaltung die Beschlüsse der Stadtverordnetenversammlung vor und führt diese aus. Er wirkt mit bei der Ausführung der Gesetze und Verordnungen innerhalb der Stadt, bei der Verwaltung des Vermögens, bei der Erstellung des Haushaltsplanes sowie bei der Überwachung des Kassen- und Rechnungswesens. Auch die Wahrung der Bürgerinteressen ist seine Aufgabe. Er vertritt die Gemeinde nach außen, führt den Schriftwechsel und vollzieht die Gemeindeurkunden. Er tagt unter Vorsitz des Oberbürgermeisters in nicht-öffentlichen Sitzungen. An den Sitzungen der Stadtverordnetenversammlung nimmt der Magistrat ohne Stimmrecht teil.
Die ehrenamtlichen Stadträte werden von der Stadtverordnetenversammlung in oder bald nach der konstituierenden Sitzung für die fünfjährige Wahlperiode bis zur nächsten Kommunalwahl in den Magistrat gewählt. Für die Dauer ihrer Wahlzeit werden sie zu Ehrenbeamten ernannt und können zwar zurücktreten, aber im Gegensatz zu hauptamtlichen Magistratsmitgliedern nicht abgewählt werden. Die Stärke der in der Stadtverordnetenversammlung vertretenen Fraktionen spiegelt sich grundsätzlich in der Zusammensetzung des ehrenamtlichen Magistrats wider. Ihre Wahlzeit endet erst mit der Wahl eines neuen Magistrats nach der nächsten Kommunalwahl.
Der hauptamtliche Bürgermeister und die hauptamtlichen Stadträte werden von der Stadtverordnetenversammlung auf die Dauer von sechs Jahren als Wahlbeamte gewählt. Nach dem Geschäftsverteilungsplan des Oberbürgermeisters sind die drei hauptamtlichen Magistratsmitglieder als Dezernenten jeweils für einen Teil der Ämter und Fachbereiche der Stadtverwaltung zuständig.
- Dezernat I Oberbürgermeister Heiko Wingenfeld (CDU)
- Dezernat II Bürgermeister Dag Wehner (CDU), zuvor Bürgermeister in Kalbach, seit 1. Juli 2014 im Amt und bis 2026 wiedergewählt[38]
- Dezernat III Stadtbaurat Daniel Schreiner (parteilos), seit 1. Januar 2015 im Amt und bis Ende 2026 wiedergewählt[39]

### Ausländerbeirat
Der Ausländerbeirat darf die Politik in Fulda nicht direkt mitbestimmen, kann allerdings die Stadtverordnetenversammlung beraten.
Die Mitglieder des Ausländerbeirats können die ausländischen und staatenlosen Menschen vertreten, die nicht an der Wahl zur Stadtverordnetenversammlung teilnehmen dürfen. Stimmberechtigt sind alle volljährigen Bewohner Fuldas, die keine deutsche oder EU-Staatsangehörigkeit besitzen. Die letzte Wahl fand am 14. März 2021 statt.
Die aktuellen und vergangenen Ergebnisse der Ausländerbeiratswahlen sind wie folgt:
| Wahl des Ausländerbeirats Fulda 2021 | Wahl des Ausländerbeirats Fulda 2021                       |
| --- | ---------------------------------------------------------- |
| Stimmanteil in %Wahlbeteiligung 8,5 % 706050403020100 65,2 (+2,1)29,3 (n. k.)5,5 (n. k.)n. k. (−34,1)n. k. (−2,8) ISLFBDUFT.U.PAU20152021 | SitzverteilungInsgesamt 11 Sitze - ISL: 7 - FB: 3 - DUF: 1 |

| Wahllisten           | Wahllisten                               | % 2021 | Sitze 2021 | % 2015 | Sitze 2015 | % 2010 | Sitze 2010 | % 2005 | Sitze 2005 |
| -------------------- | ---------------------------------------- | ------ | ---------- | ------ | ---------- | ------ | ---------- | ------ | ---------- |
| ISL                  | Internationale Sozialdemokratische Liste | 65,2   | 7          | 63,1   | 7          | 46,1   | 5          | 32,18  | 4          |
| FB                   | Friedensbrücke                           | 29,3   | 3          | —      | —          | —      | —          | —      | —          |
| DUF                  | Demokratische Union Fulda                | 5,5    | 1          | —      | —          | —      | —          | —      | —          |
| T.U.                 | Türkische Union                          | —      | —          | 34,1   | 4          | 53,9   | 6          | 45,60  | 5          |
| Y.A.                 | Yazik, Ali                               | —      | —          | —      | —          | —      | —          | 9,27   | 1          |
| PAU                  | Progressive Ausländer Union              | —      | —          | 2,8    | 0          | —      | —          | 12,95  | 1          |
| Gesamt               | Gesamt                                   | 100,0  | 11         | 100,0  | 11         | 100,0  | 11         | 100,0  | 11         |
| Wahlbeteiligung in % | Wahlbeteiligung in %                     | 8,5    | 8,5        | 8,3    | 8,3        |        |            |        |            |

### Wappen
| Wappen von Fulda | Blasonierung: „Ein gespaltener Schild; vorne in Silber ein schwarzes, durchgehendes Kreuz, hinten in Rot ein grüner Dreiberg, aus dem eine grüne Lilienstaude mit drei silbernen Blüten herauswächst. Über dem Schild befindet sich eine fünfzinnige Mauerkrone.“ |
| Wappen von Fulda | Wappenbegründung: Das Kreuz stammt aus dem Wappen der Abtei Fulda, durch die die Stadt entstanden ist. Die Lilien stehen für die drei Schutzpatrone der Stadt (Simplicius, Faustinus und Beatrix). Die drei Hügel unter der Lilie sollen ihre Gräber darstellen, weil Beatrix die beiden Soldaten begrub und deshalb getötet wurde. Bonifatius brachte Reliquien dieser Heiligen in die Klosterkirche nach Fulda. Der rote Hintergrund steht für den Märtyrertod, den die drei gestorben sind. Die Mauerkrone versinnbildlicht die Stadtmauer. Nach Auflösung des Ordens des heiligen Simplicius kamen die drei Gartenlilien aus dem Abteiwappen, das als ein Teil des Ordenszeichens Gesellschafts- und Ordenswappen war, ins Wappen der Stadt. Zuvor hatte Fulda auf Silber einen natürlichen Falken im Schild und im linken Obereck einen zweimal geasteten Buchenstamm. Schildhalter war der Schutzheilige Simplicius als geharnischter Ritter. |

### Städtepartnerschaften
Fulda unterhält mit folgenden Städten eine Städtepartnerschaft:
- Como, Italien (seit 1960)
- Arles, Frankreich (seit 1964)
- Sergijew Possad, Russland (seit 1991)
- Wilmington, Vereinigte Staaten (seit 1997)
- Litoměřice (Leitmeritz), Tschechien (seit 2001)
- Dokkum, Niederlande (seit 2013)

Außerdem unterhält Fulda mit folgenden Städten eine Städtefreundschaft:
- Crediton, Vereinigtes Königreich (seit 2000)
- Weimar, Deutschland (seit 1990)

### Patenschaften
Die Stadt Fulda hat Patenschaften übernommen für
- 1955:  Oberglogau (Polen)
- 1961:  Leitmeritz (Tschechien)
- 1988: Boeing 737-330 D-ABXP Fulda, siehe Lufthansa#Taufnamen
- 1997: Minenjagdboot Fulda
- 2001: Intercity-Express (ICE) Fulda
- 2007: Segelflugzeug ASW 28 D-KANZ (Segelfluggelände Johannisau) STADT-FULDA
- 2014: Airbus A320-214 D-AIZF Fulda
- 2018: Lokomotive 193 477 „Fulda“ (SBB Cargo International)[43]

## Religionen

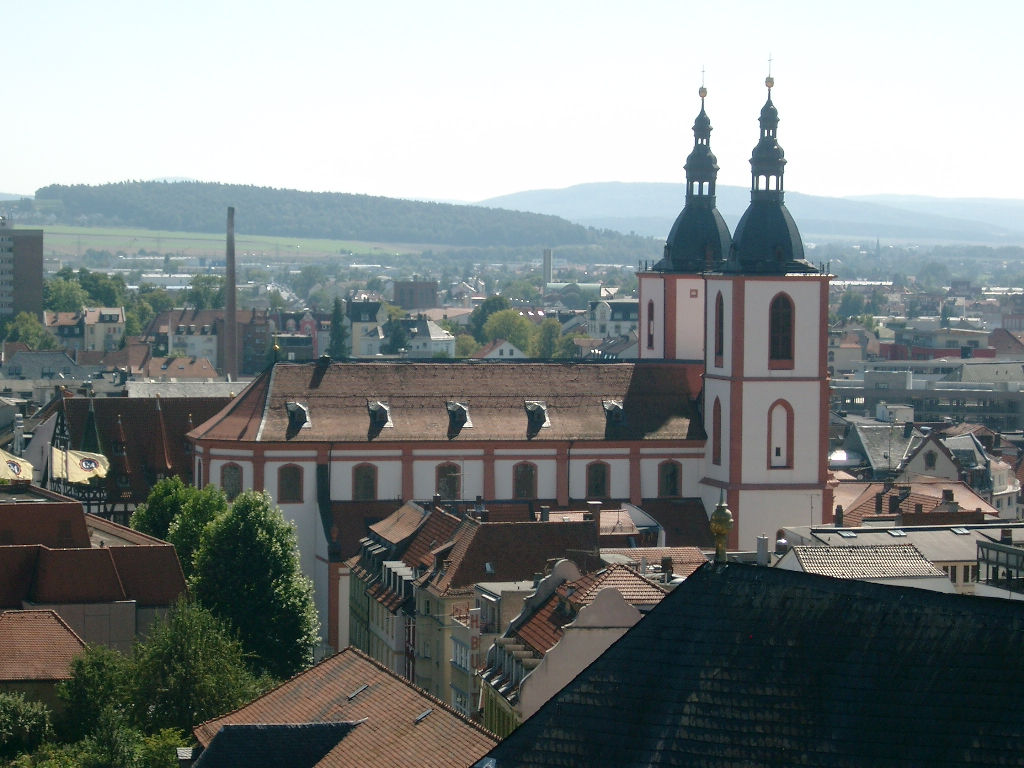
Stadtpfarrkirche St. Blasius

### Konfessionsstatistik
Laut der Volkszählung 2011 waren 20,7 % der Einwohner evangelisch, 50,6 % römisch-katholisch und 28,7 % waren konfessionslos, gehörten einer anderen Religionsgemeinschaft an oder machten keine Angabe. Der Anteil der evangelischen und katholischen Kirchenmitglieder an der Gesamtbevölkerung ist seitdem gesunken. Mit Stand 31. Dezember 2021 waren 40,8 % der Einwohner der Mitglied der katholischen Kirche und 17,7 % der evangelischen Kirche an. 41,5 % der Einwohner bekannten sich zu einer anderen Konfession oder waren konfessionslos.

### Christentum

#### Römisch-Katholische Kirche
Als katholischer Bischofssitz des Bistums Fulda und regelmäßiger Tagungsort der Deutschen Bischofskonferenz ist Fulda traditionell katholisch geprägt. Die Klostergründung im Jahr 744 gilt auch als Gründungsjahr der Stadt Fulda. Aus dem Kloster und seinem Herrschaftsbereich entwickelte sich bis 1752 das Bistum. Einer der bekanntesten Bischöfe war Erzbischof Johannes Dyba (1929–2000), der aufgrund seiner konservativen Positionen gleichermaßen populär und umstritten war.
Nach der Reformation fand katholischer Gottesdienst nur noch in der Kirche am Severiberg statt. Die Gegenreformation mit intensivem Einsatz der Jesuiten in Schule, Predigt und Katechese eroberte Fulda wieder für den Katholizismus zurück.

#### Evangelische Kirchen

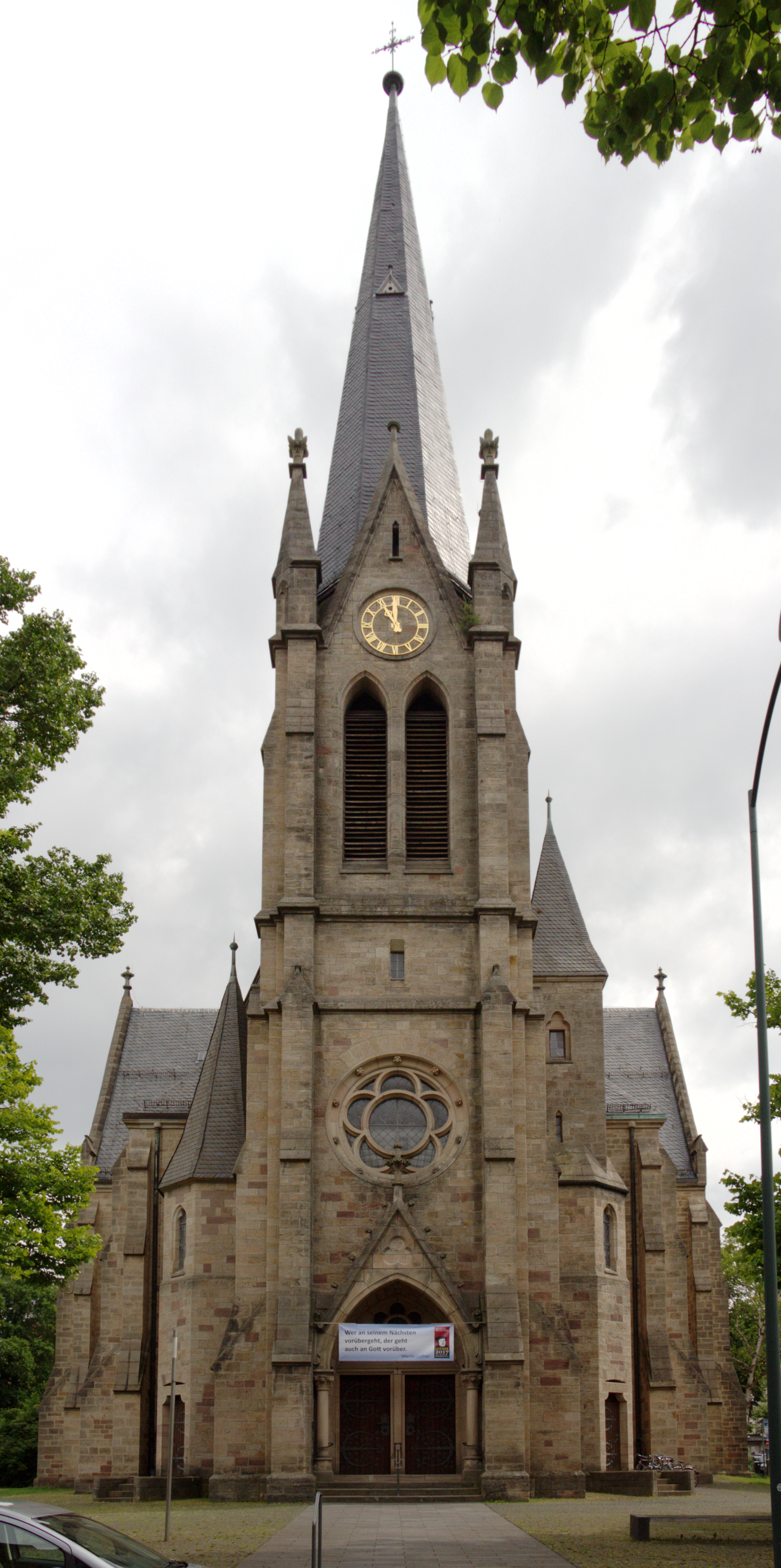
Die evangelische Christuskirche

Seit 1896 haben die Fuldaer Evangelischen eine repräsentative Kirche in der Innenstadt, die Christuskirche. Erbprinz Wilhelm Friedrich von Oranien-Nassau (1772–1843), ab 1814 als Wilhelm I. König der Niederlande und Großherzog von Luxemburg, gründete als neuer Landesherr 1802 in Fulda eine evangelisch-reformierte Gemeinde. Am 3. April, dem Palmsonntag des Jahres 1803, fand im Collegium Marianum der Universität in Fulda der erste Gottesdienst der neu gegründeten evangelisch-reformierten Gemeinde statt. Dieser Raum stand der evangelischen Gemeinde bis zur Einweihung der Christuskirche am 1. Juli 1896 für Gottesdienste zur Verfügung. Nachdem die Christuskirche im Zweiten Weltkrieg zerstört worden war, fanden von Ostern 1946 bis zur Wiedereinweihung am 25. September 1949 erneut evangelische Gottesdienste im Collegium Marianum statt. Aus anfangs 343 Evangelischen und einem Pfarrer wurden im Laufe von 200 Jahren in Fulda und näherer Umgebung acht evangelische Gemeinden mit zwölf Pfarrern und fast 20.000 Gemeindegliedern, die den reformatorischen Glauben in dieser Region repräsentieren. Fulda ist seit 1949 Sitz des Büros des Deutschen Evangelischen Kirchentages. Die Ehefrau des Gründers Reinold von Thadden-Trieglaff (1891–1976), Freiin Elisabeth von Thüngen (1893–1988), stammte aus der nahen Rhön.
Eine Evangelische Gemeinschaft (früher Landeskirchliche Gemeinschaft) – zum Evangelischen Gemeinschaftsverband Hessen-Nassau e. V. gehörend – gibt es seit 1899 in Fulda. Im selben Haus ist auch die örtliche EC-Jugendarbeit beheimatet.
Seit 1948 gibt es eine aktive christliche Pfadfinderarbeit mit Kindern und Jugendlichen in der Christuskirchengemeinde. Der ansässige Fuldaer VCP-Stamm Graf Folke Bernadotte zählt heute über 100 Mitglieder.
Auf dem ehemaligen Hubschrauberstützpunkt (Sickels Army Airfield) in Sickels entstand nach dem Abzug der US-Armee unweit der Kreuzkirche ab dem Jahr 2000 ein neuer Stadtteil Fulda-Galerie dessen Gebiet u. a. auch zur Ev. Kreuzkirche zählt.

#### Freikirchen
In Fulda gibt es mehrere freikirchliche Gemeinden, wie die Baptisten (Evangelisch-Freikirchliche Gemeinde), die Jesus-Haus-Gemeinde (Bund Freikirchlicher Pfingstgemeinden), die Freie evangelische Gemeinde, die Bibelgemeinde Oase und zwei große Christliche Brüdergemeinden mit russlanddeutscher Prägung. Seit 2002 gibt es zudem eine Gruppe der Jesus Freaks.

#### Russisch-orthodoxe Kirche
Seit Februar 2006 gibt es in Fulda eine Gemeinde der Russisch-Orthodoxen Kirche des Moskauer Patriarchats. Sie wurde zu „Ehren des Festes Begegnung des Herrn“ benannt. Die Gottesdienste werden regelmäßig gehalten.

### Judentum
In Fulda gibt es heute eine jüdische Gemeinde. Sie setzt damit die jahrhundertelange Tradition jüdischen Lebens in Fulda fort.

### Islam
In Fulda bestehen einige islamische Moscheegemeinden, die hauptsächlich für Menschen türkischer, bosnisch-herzegowinischer, arabischer, nordafrikanischer, iranischer und pakistanischer Herkunft von großer Bedeutung sind.
Zu den größeren Gemeinden gehört der Türkisch-Islamische Verein und die Ahmadiyya Muslim Jamaat, die eine Sendung zur Aufklärung über den Islam („Stunde des Islam“) im Offenen Kanal von Fulda produziert.
Seit Juni 2007 gibt es in Fulda auch einen muslimischen Friedhof auf dem Gelände des Westfriedhofs.

## Kultur

### Medien

Sitz der Fuldaer Zeitung und Produktionsstätte im 19. Jahrhundert

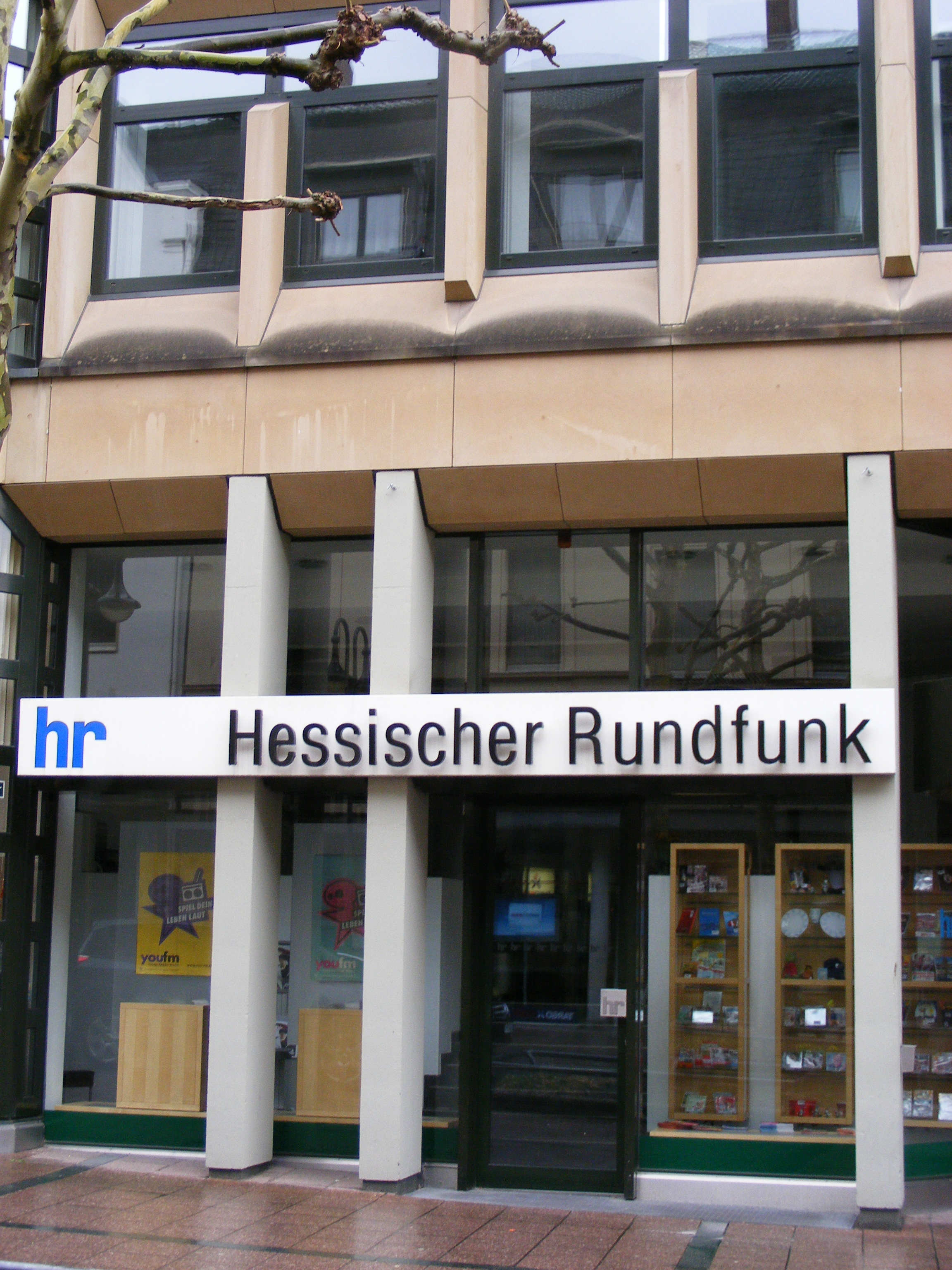
Ehemaliges Studio des Hessischen Rundfunks in der Bahnhofstraße

In Fulda erscheint seit dem 1. Januar 1874 im alteingesessenen Parzeller Verlag die Fuldaer Zeitung. Derselbe Verlag gibt zahlreiche heimatgeschichtliche Publikationen heraus. Eine konkurrierende Tageszeitung, die Fuldaer Volkszeitung, musste 1974 das Erscheinen einstellen. Bereits seit 2. Januar 1869 war in Fulda das Kreisblatt, seit 1. Januar 1885 als Fuldaer Kreisblatt und seit 30. April 1920 als Fuldaer Tageblatt erschienen, das aber am 1. September 1922 sein Erscheinen einstellte. Weitere Konkurrenzblätter zur Fuldaer Zeitung konnten sich später nicht etablieren.
Die Anzeigenzeitung Fulda Aktuell erschien bis April 2022 für die Stadt Fulda, den Landkreis Fulda sowie Teile des Vogelsbergkreises und des Wartburgkreises. Die wöchentliche Auflage lag bei über 118.000 Exemplaren. Die Zeitung gehörte zum Verlagskonzern von Dirk Ippen.
In der Fuldaer Rabanusstraße betreibt der Hessische Rundfunk ein Regionalstudio, aus dem Berichte aus Osthessen gesendet werden. In der Frankfurter Straße unterhält der Privatsender Hit Radio FFH im Parzeller-Haus ebenfalls ein Regionalstudio.
Über Kabelfernsehen ist der Offene Kanal Fulda zu empfangen, der von Laien produzierte Sendungen publiziert.
Ebenso befindet sich in Fulda der Hauptsitz des Medienkontors Fulda, das seit 2001 im Internet das regionale Nachrichtenportal Osthessen News betreibt.

### Fulda im Film
Die historische Altstadt sowie das nach dem Zweiten Weltkrieg immer noch gut erhaltene Barockviertel der Stadt dienten gelegentlich als Kulissen für bekannte deutsche Spiel- und Fernsehfilme. Die bekanntesten Produktionen sind:
- 1953: der Spielfilm Königliche Hoheit unter anderem mit Dieter Borsche und Ruth Leuwerik, Regie: Harald Braun,
- 2007: der in der ARD ausgestrahlte Fernsehfilm Alles was recht ist unter anderem mit Michaela May, Fritz Karl und Vadim Glowna und
- 2008: die 2009 ausgestrahlte Fortsetzung des ARD-Fernsehfilms mit dem Titel Alles was recht ist – Die italienische Variante, wiederum mit Michaela May, Fritz Karl und Anna Schudt.

Weitere Produktionen, für die Fulda Drehort war, sind der Science-Fiction-Film Die Hamburger Krankheit (1979), der Katastrophenfilm Die Wolke (2006) und der Krimi Tatort: Schwindelfrei (2013) mit Ulrich Tukur.

### Musik

#### Musikschulen
Die Musikschule der Stadt Fulda wurde 1968 gegründet. Neben Elementar-, Instrumental- und Vokalunterricht, Ensemblespiel und Theorieunterricht gibt es eine studienvorbereitende Ausbildung. Es werden 1.300 Schüler von ca. 40 Lehrkräften unterrichtet. Das Musikschulgebäude ist ein klassizistischer Bau von Clemens Wenzeslaus Coudray aus dem Jahr 1810, der 1985 unter Denkmalschutzgesichtspunkten für die Bedürfnisse der Musikschule saniert wurde.

#### Chöre und Orchester
- Evangelische Kantorei, führt mindestens jährlich eines der großen oratorischen Werke der geistlichen Chormusik auf (J. S. Bach: Passionen, h-Moll-Messe; J. Brahms: Deutsches Requiem; F. Mendelssohn: Elias, Paulus o. a.)
- Konzertchor „Winfridia“ Fulda. Er besteht seit 1876 und führt pro Jahr zwei große Werke der geistlichen oder/und weltlichen Chormusik auf, wie z. B.: Bach: h-Moll-Messe, Johannes- und Matthäuspassion; Beethoven: 9. Symphonie; Requiemvertonungen von Mozart, Brahms, Verdi u. v. m.
- Collegium musicum Fulda e. V.
- Domchor Fulda
- JugendKathedralChor Fulda (ehemals Mädchenkantorei und Domsingknaben)
- Dompfarrchor St. Simplizius
- Kinder- und Jugendchor der Dompfarrei Fulda
- Kinderchor St. Bonifatius Fulda
- Knabenchor Marianum Fulda
- Kammerorchester der Jugend e. V.
- Fuldaer Symphonisches Orchester, gegründet 1999
- Posaunenchor der Evangelischen Gesamtgemeinde Fulda, gegründet 1946
- Blasorchester der Freiherr-vom-Stein-Schule Fulda, gegründet 1952
- Musikverein Fulda-Niesig
- Symphonisches Blasorchester Fulda, gegründet 2009.
- Fuldaer Stadtmusikanten, 1823 bis 1852, wiedergegründet als e. V. 1988
- Fuldaer Turmbläser e. V.
- Akkordeon Orchester Fulda e. V., gegründet 1951 von Arno Hartmann, Dirigent Richard L. Doernbach

#### Rock und Jazz
- Edguy
- Tobias Sammet’s Avantasia
- TMF (Tischer Men’s Friends)
- TNC (Thursday Night Crawlers)
- the incredible peanutz
- Mighty Vibez
- Mercury Falling
- Hartmanns Harmonists e. V.
- Witchburner
- Mambo KingX

### Theater

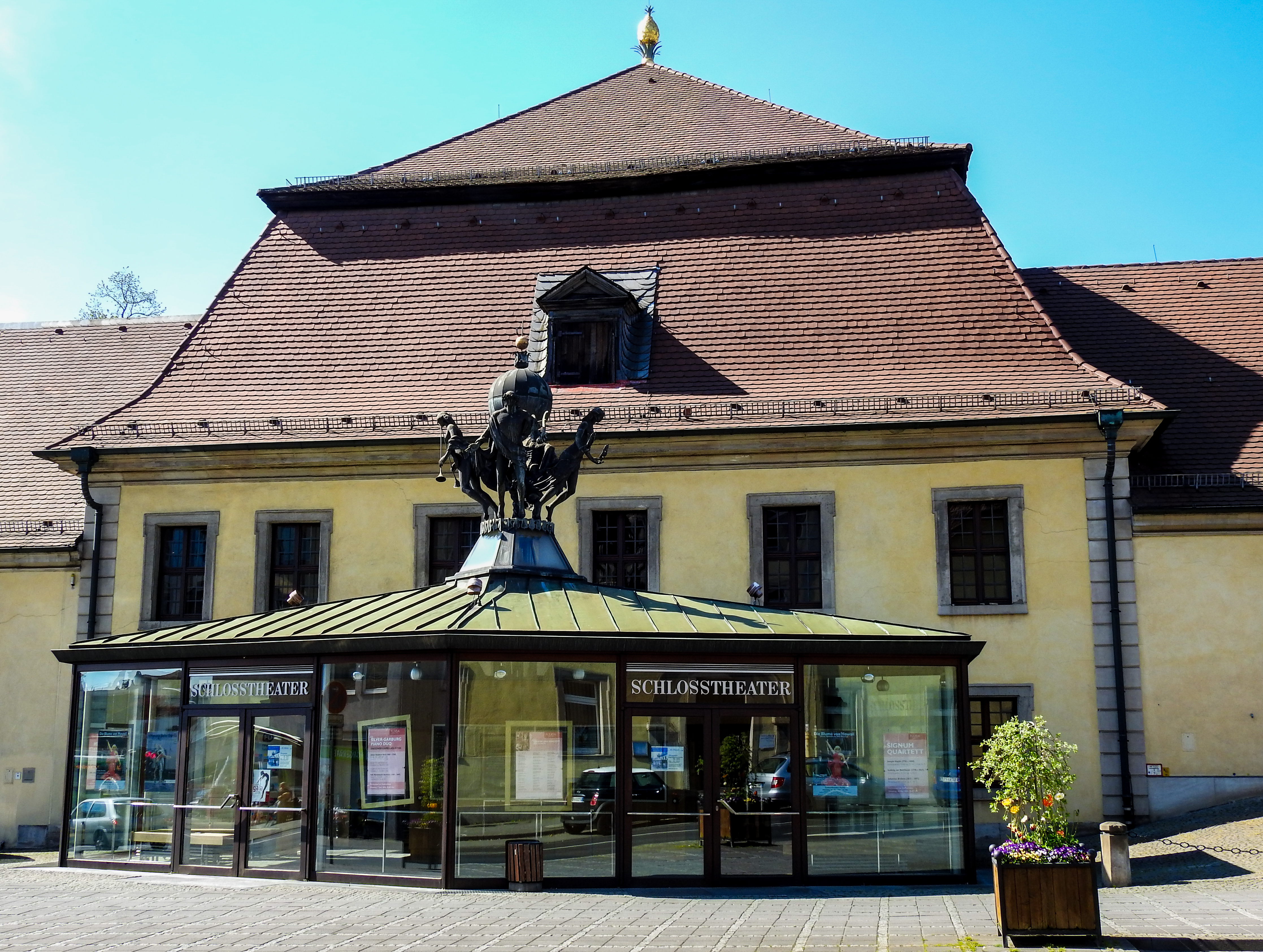
Schlosstheater Fulda

- Das Schlosstheater Fulda befindet sich in einem Nebenbau des Stadtschlosses. Es verfügt über 690 Sitzplätze. Es agiert ohne eigenes Ensemble. Hier wurden am 3. Juni 2004 anlässlich des 1250. Todestages von Bonifatius Bonifatius – Das Musical und am 3. Juni 2011 Die Päpstin – Das Musical uraufgeführt.

### Kinos
- In Fulda gibt es verschiedene Programmkinos, die anspruchsvolle Filme zeigen, u. a. das „Winterzeitkino im Museumscafé“, die „Filmbühne Fulda“ und das „Kino35“[52], das derzeit einzige Dependance und Vertretung des Dachverbandes kultureller Kinos und Filmklubs, Filmkommunikation Mecklenburg-Vorpommern, in Hessen ist.
- Der Cinestar Filmpalast im Schildeck-Center (Löherstraße Ecke Schildeckstraße) ist das einzige Mainstream-Kino in Fulda.

### Museen

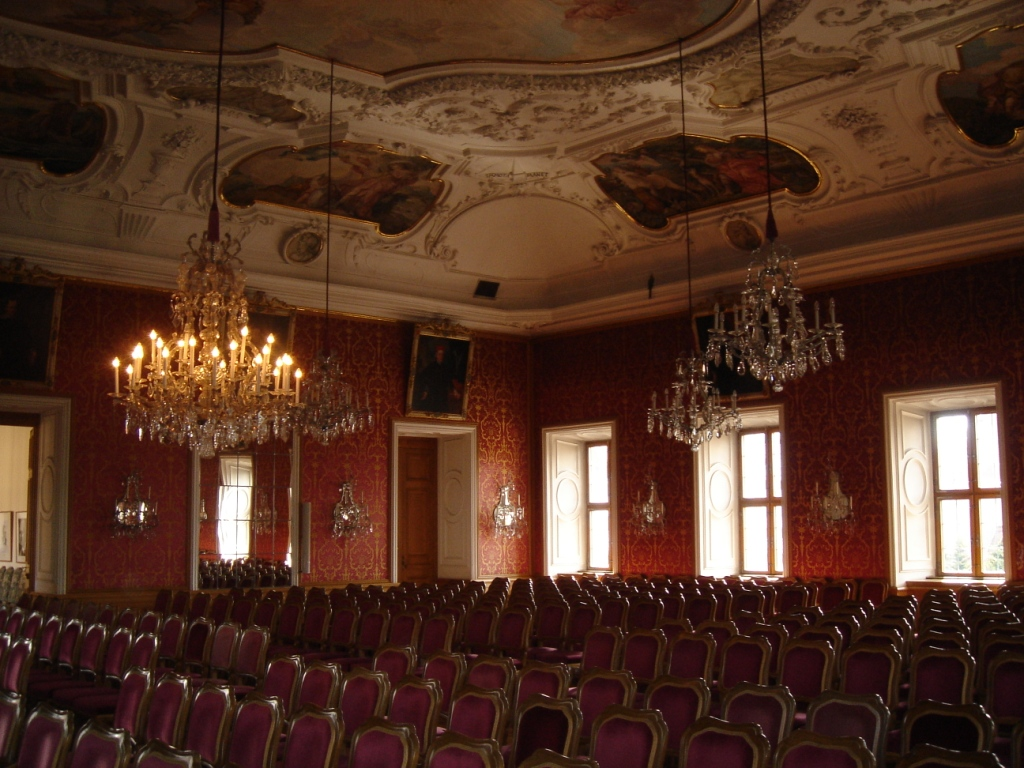
Fürstensaal im Schloss

- Deutsches Feuerwehr-Museum: Das Museum in Fulda-Neuenberg zeigt auf 1.600 m² Ausstellungsfläche die Geschichte des deutschen Feuerlöschwesens. Träger ist das Deutsche Feuerwehr-Museum Fulda e. V.
- Dommuseum: Das Museum beherbergt eine große Anzahl von liturgischen Gewändern und Gegenständen, unter anderem auch den silbernen Altar, einen Altaraufsatz aus dem 18. Jahrhundert. Dieser enthält das Reliquiar mit dem Haupt des heiligen Bonifatius, den Dolch, mit dem er ermordet wurde, und weitere Reliquien der Fuldaer Bistumsheiligen.
- Erlebniswelt Blockflöte: Die Erlebniswelt des Blockflötenherstellers Conrad Mollenhauer GmbH informiert rund um das Musikinstrument Blockflöte. In der Ausstellung kann von den Besuchern vieles selber ausprobiert werden.[53]
- Ferdinand-Braun-Sammlung im Stadtschloss: Im Stadtschloss kann ein Kabinett besichtigt werden, das Ferdinand Braun (1850 bis 1918), dem Erfinder der Braunschen Röhre, gewidmet ist.
- Schausammlung der Hochschul- und Landesbibliothek Fulda: In ihrem Ausstellungsraum präsentiert die Bibliothek in wechselnden Ausstellungen eine Auswahl aus ihren kostbaren Buchschätzen. Zu den Zimelien zählt unter anderem eine Gutenberg-Bibel.[53]
- Historische Räume im Stadtschloss: Viele der historischen Räume des Stadtschlosses können besichtigt werden und befinden sich nahezu im Originalzustand. Außerdem ist eine große Anzahl Kunstwerke ausgestellt (u. a. Gemälde, Stuckarbeiten, Porzellan).
- Johannisberger Handwerkssammlung: In mehreren Ausstellungsbereichen werden auf dem Gelände der Propstei Johannesberg Werkzeuge, Werkstätten, Arbeits- und Restaurierungstechniken sowie Zunftgegenstände präsentiert. Weiterhin ist in der Handwerkssammlung eine der größten Sammlungen an Modellen historischer Fachwerkhäuser aus verschiedenen Regionen Deutschlands zu sehen. Die Objekte wurden von dem in Hemsbach im Odenwald beheimateten Modellbauer Dieter Ehret gefertigt.[54]
- Kinder-Akademie Fulda – Werkraummuseum: Das Museum für Kinder beherbergt viele Ausstellungsstücke zum selber Ausprobieren. Herzstück ist das „Begehbare Herz“ (Ort des Tages 2006 der Initiative „Deutschland – Land der Ideen“[55][56]).
- Blackhorse Museum: Museum über die Geschichte der US-Amerikaner in Fulda.
- Vonderau Museum: Das Museum ist nach dem Heimatforscher Joseph Vonderau benannt. Hier befinden sich zahlreiche Fundstücke aus vorgeschichtlicher Zeit, des Weiteren auch Stücke aus der keltischen Besiedlung des Fuldaer Raumes. Bestandteil des Museums ist ein Planetarium.

## Bauwerke und Sehenswürdigkeiten

### Sakralbauten

#### Kirchen

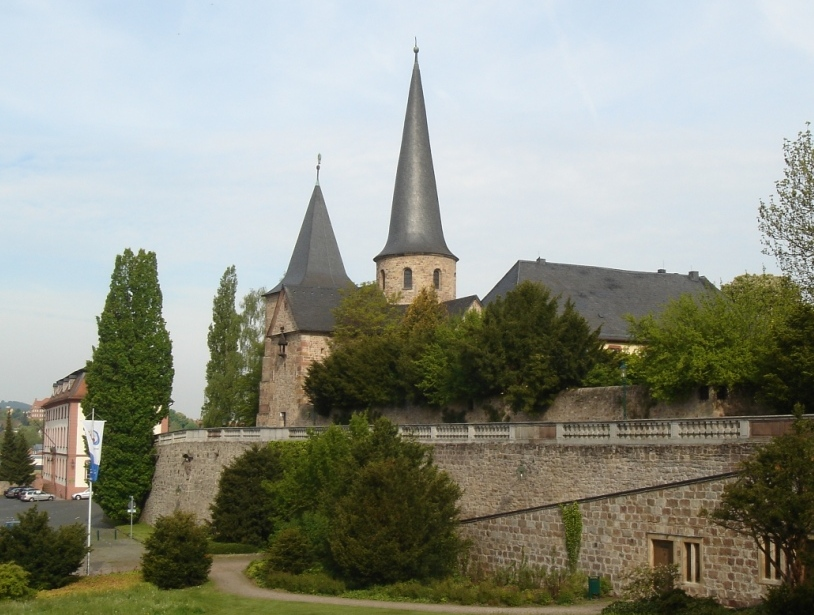
Michaelskirche

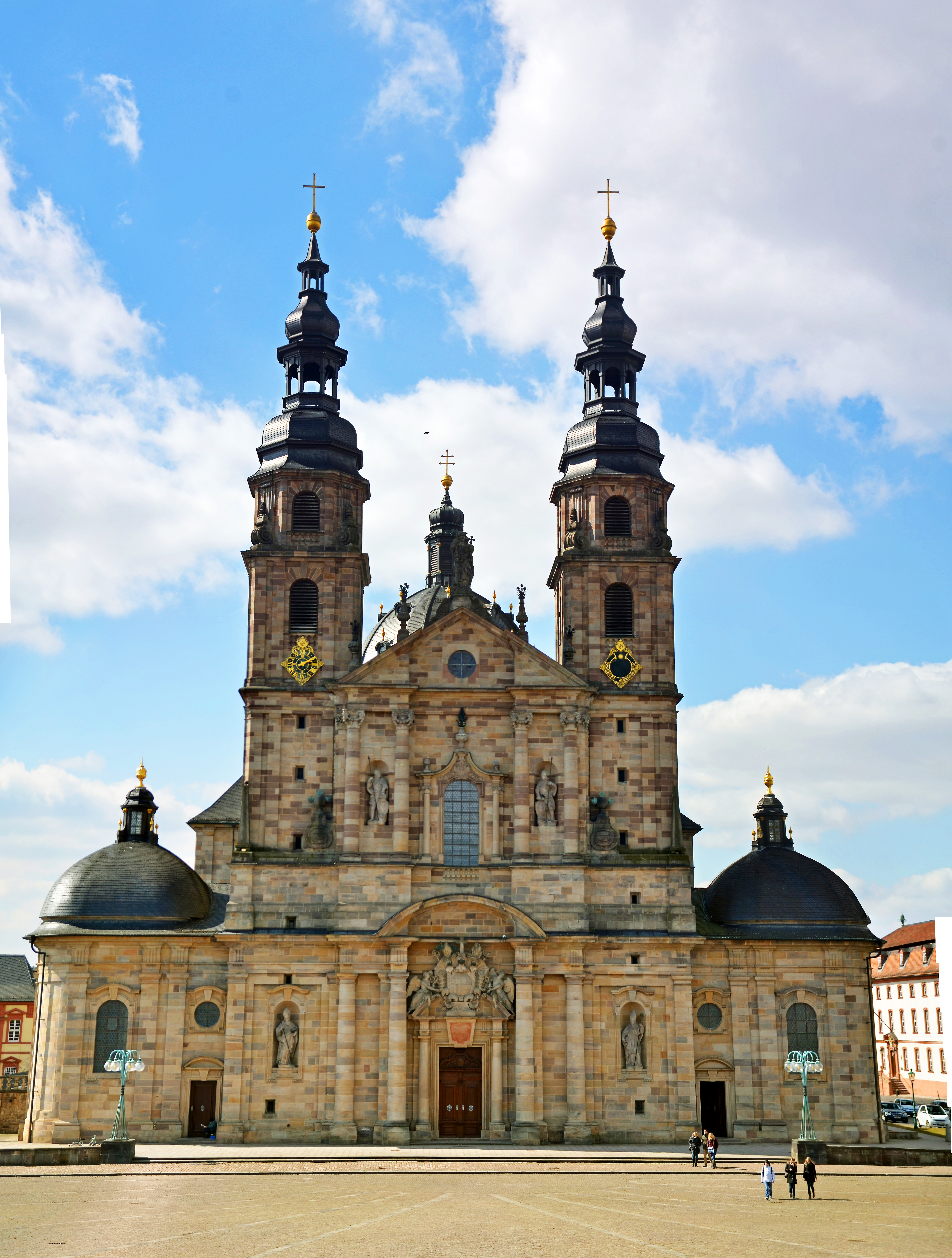
Dom St. Salvator zu Fulda

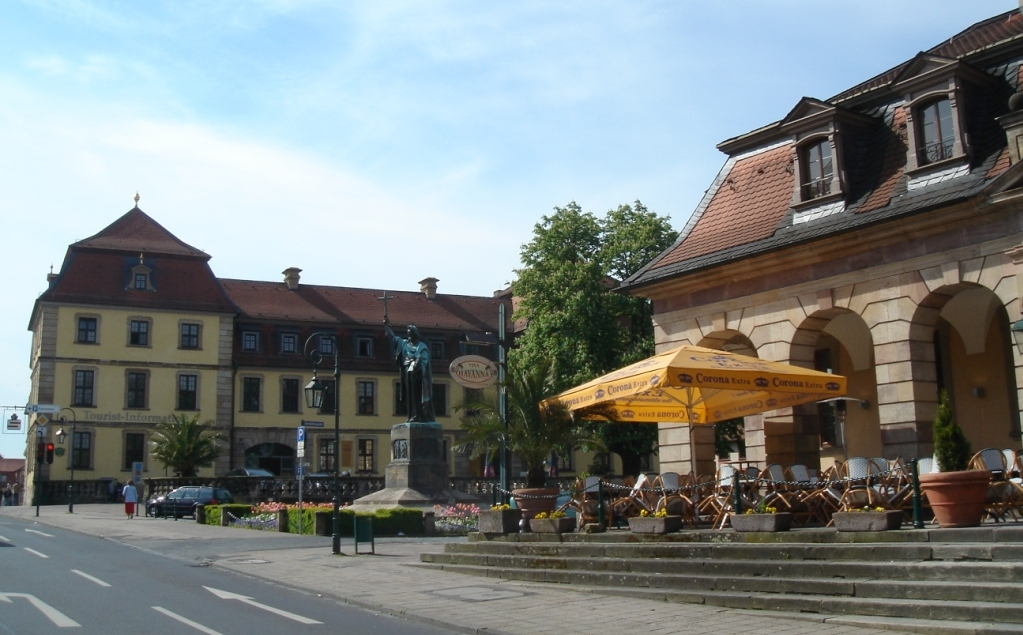
Adelspalais im Barockviertel

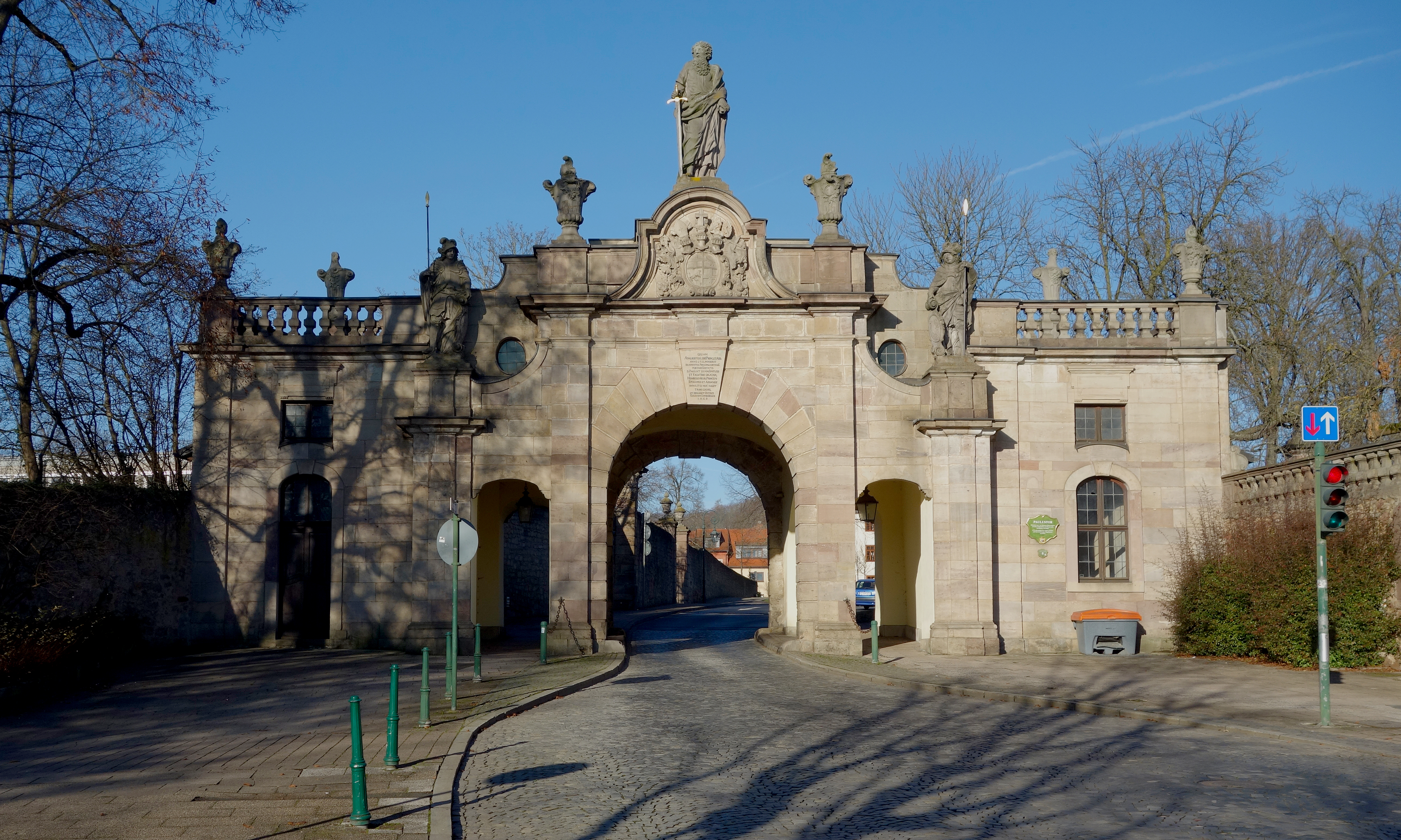
Paulustor

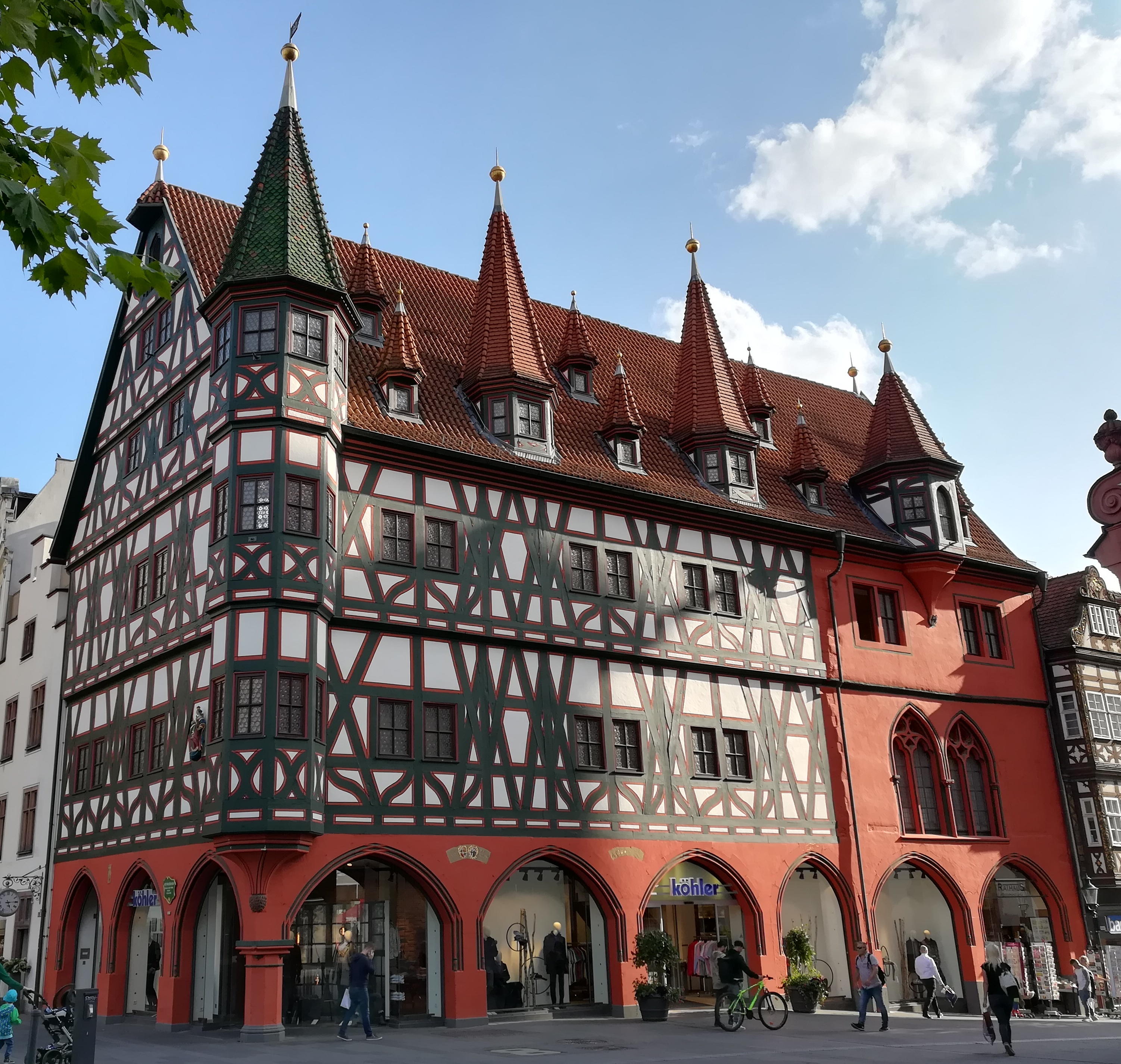
Altes Rathaus in Fulda

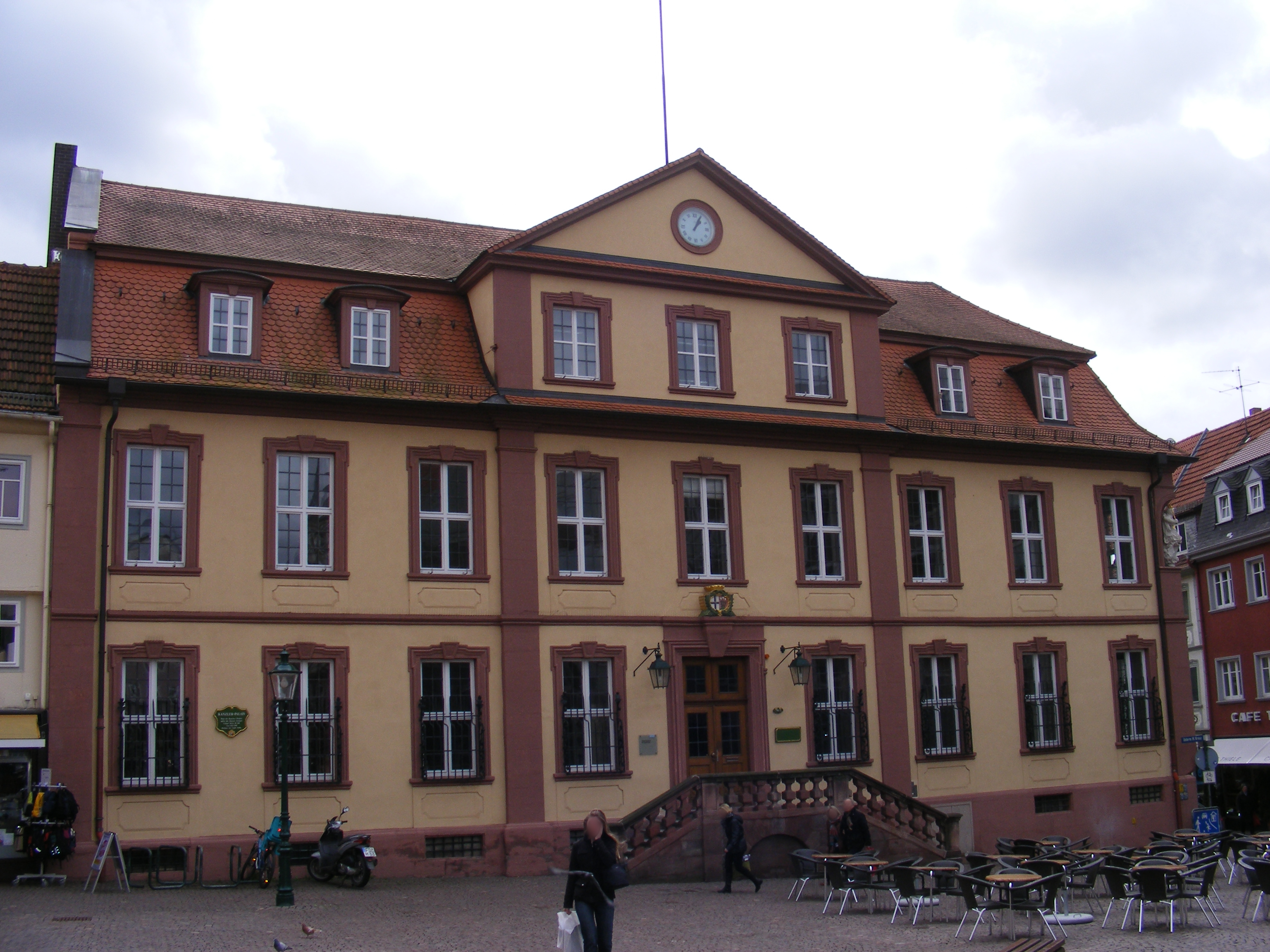
Kanzler-Palais

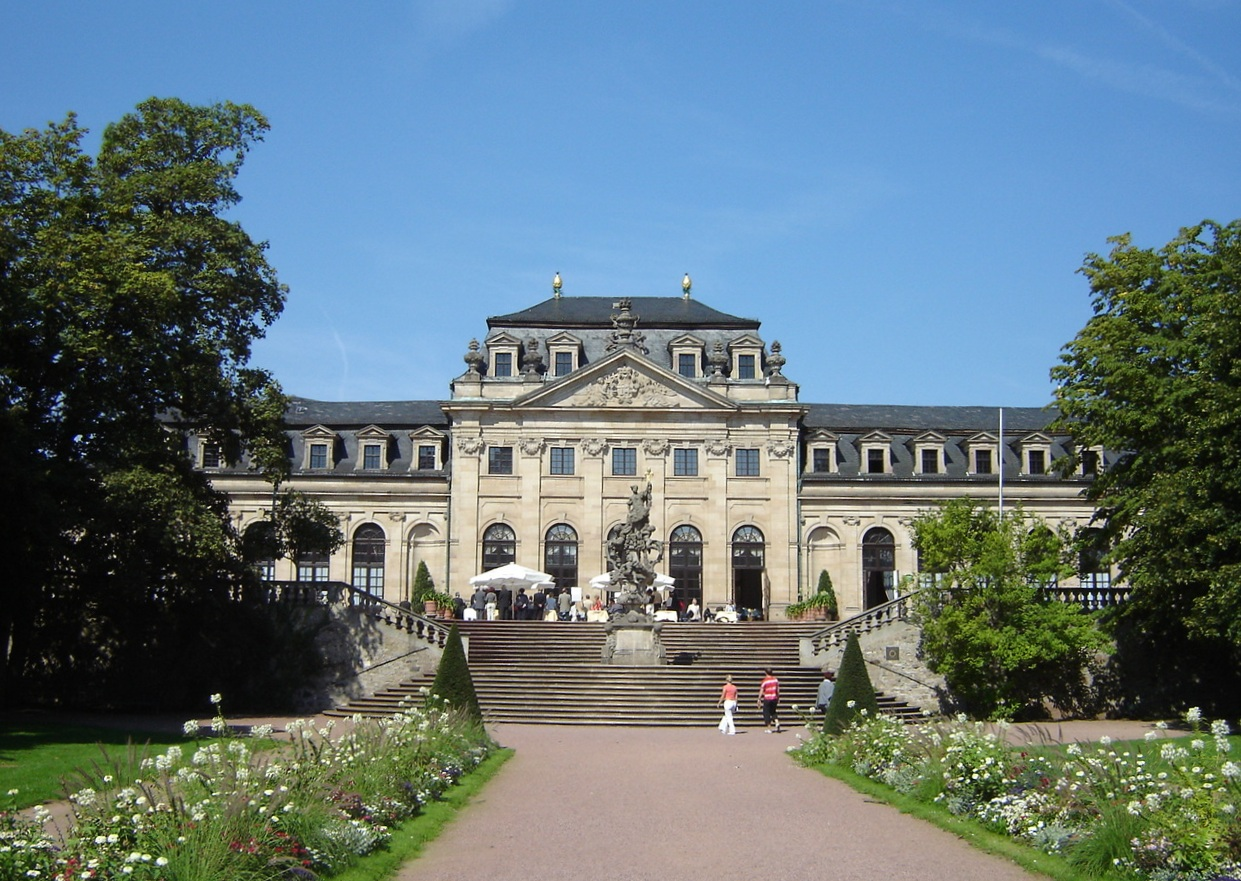
Orangerie von Fulda

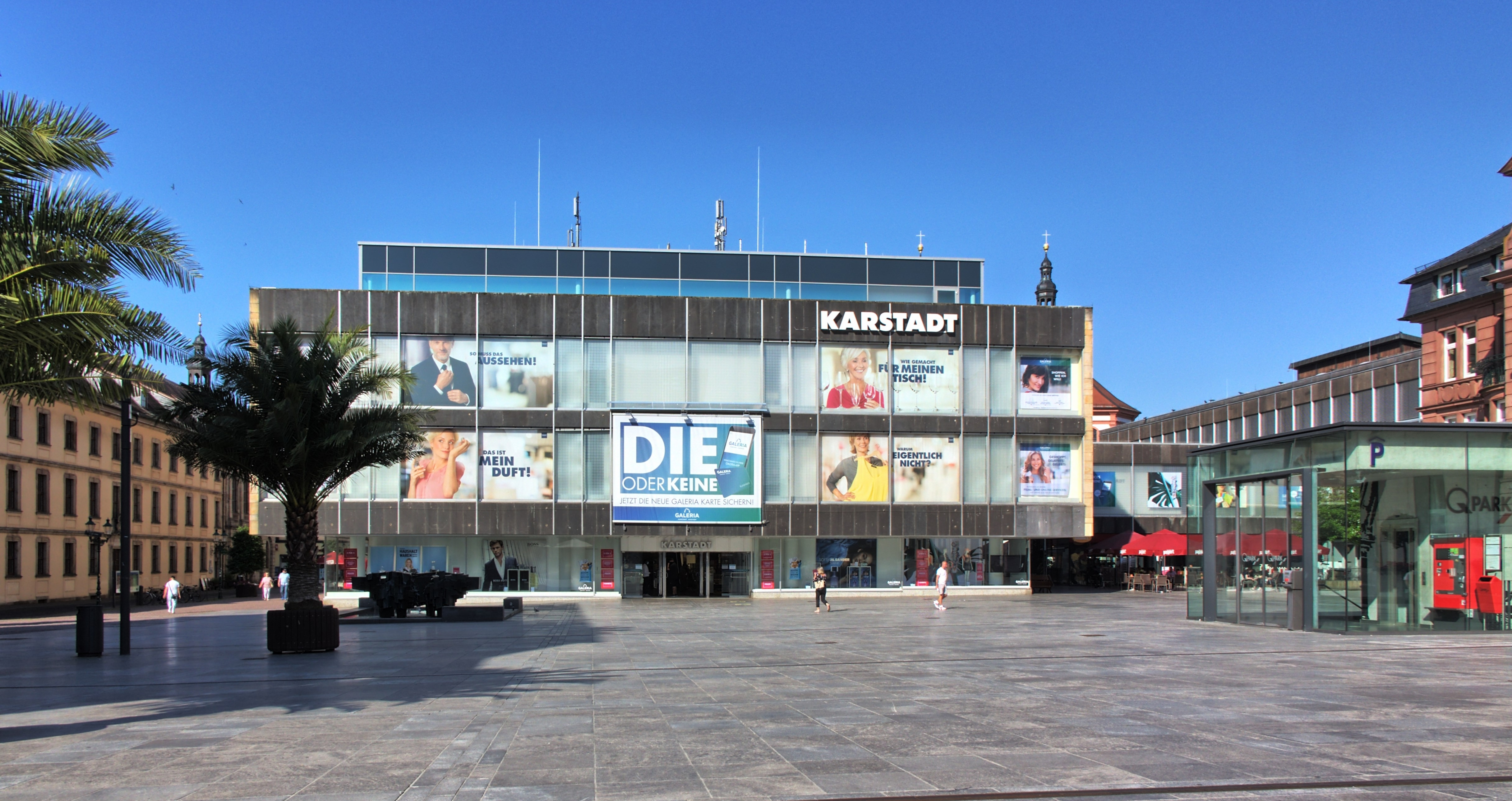
Kaufhaus für Karstadt von Sep Ruf

- Aus der Zeit vor 1000 n. Chr. ist in Fulda noch die vorromanische Michaelskirche erhalten, eine der ältesten Kirchen Deutschlands (818–822 erbaut). Wie die ehemalige Ratgar-Basilika diente sie wohl auch als Grabeskirche. Der Innenraum der Michaelskirche ist mit Freskenmalereien ausgeschmückt.
- St.-Andreas-Kirche: Die neu restaurierte Krypta aus ottonischer Zeit ist ein gut erhaltenes Kunstwerk und birgt eine der ältesten Wandmalereien nördl. der Alpen. St. Andreas ist eine ehemalige Kloster- und Propsteikirche, die auf das Jahr 1020 zurückgeht.
- Dom St. Salvator zu Fulda: Der Fuldaer Dom ist das Wahrzeichen der Stadt. Im Inneren des Doms befindet sich u. a. die Grabstätte des Hl. Bonifatius, des ersten Apostels der Deutschen. Die Pläne des Doms wurden im Jahr 1700 von einem der bedeutendsten deutschen Barockbaumeister, Johann Dientzenhofer (1663–1726), im Auftrag von Fürstabt Adalbert von Schleifras angefertigt. Der Vorgängerbau, die Ratgarbasilika, einst größte Basilika nördlich der Alpen, wurde zugunsten des neuen Doms niedergelegt, ehe 1704 der Bau im (damals aktuellen) barocken Stil begonnen wurde. Am 15. August 1712 wurde der Dom geweiht. Der Dom zu Fulda ist seinem inneren System nach an den Petersdom in Rom angelehnt.
- Domdechanei: Die Dechanei und der Domdechaneigarten befinden sich in unmittelbarer Nähe zum Fuldaer Dom, in dem heute ein Lapidarium eingerichtet ist. In einem Bereich des Dechaneigebäudes befindet sich heute das Dommuseum.
- Kloster Frauenberg (1758–1765): Als Lieblingsstätte des heiligen Bonifatius erhielt der Frauenberg den Namen Bischofsberg. Schon bald wurde eine ursprünglich hölzerne Kapelle von Abt Ratgar (802 bis 817) durch eine steinerne Kirche ersetzt. Bis 1525 zählte das Kloster Frauenberg zu den fuldischen Propsteien. Auf dem Frauenberg sind seit dem 31. März 1623 bis heute Franziskaner angesiedelt. 1757 brannten Kloster und Kirche bis auf den Fürstenbau ab, so dass die Klosteranlage in ihrer heutigen barocken Form zwischen 1758 und 1765 errichtet wurde.
- Stadtpfarrkirche St. Blasius: 1771 wurde unter Fürstbischof Heinrich von Bibra die alte Kirche abgerissen und mit dem Bau einer barocken Kirche begonnen. Die Pläne hierzu stammen vom Jesuitenpater Andreas Anderjoch. Die Weihe erfolgte am 17. August 1785.
- Heilig-Geist-Kirche (Fulda): Die heutige barocke Heilig-Geist-Kirche wurde in den Jahren 1729 bis 1733 als Hospitalkirche an der Stelle ihrer gotischen Vorgängerin aus dem 13. Jahrhundert von Fürstabt Adolf von Dalberg erbaut.
- Severikirche (Fulda): Die Kirche wurde in den Jahren 1438 bis 1445 im Stil der Gotik erbaut. Von 1620 bis 1623 wurde das Gebäude als erste Klosterkirche der nach Fulda berufenen Franziskaner verwendet. Den Benediktinern diente das Gebäude ab 1626 für kurze Zeit als Kirche.
- Benediktinerinnenabtei zur Heiligen Maria: Die Benediktinerinnenabtei ist ein 1626 durch den Fuldaer Fürstabt Johann Bernhard Schenck zu Schweinsberg (1623–1632) gegründetes Kloster der Benediktinerinnen im Stadtzentrum Fuldas. Die in den Jahren 1629 bis 1631 erbaute Klosterkirche ist in den Formen der Spätgotik und Renaissance errichtet worden. Bis heute sind dort Schwestern des Benediktinerordens angesiedelt.
- St. Bonifatius in Horas, Nachbildung der Elisabethkirche (Marburg) 1885, mit Glasfenstern von Charles Crodel 1958 und 1974.
- Propstei Johannesberg: Im Jahre 811 erstmals erwähnt. Unter Abt Rabanus Maurus (822–842) wurde die Kirche vergrößert und ein Benediktinerkloster gegründet, das in der Folgezeit in eine Propstei umgewandelt wurde. Um 1500 erfolgte ein spätgotischer Neubau, der 1686 bis 1691 in eine barocke Form umgewandelt wurde.

#### Moscheen
Die Bait-ul-Hamid-Moschee wurde im Jahr 2019 in der Edelzeller Straße feierlich eröffnet. Auf dem 2900 Quadratmeter großen Gelände wurde das 976 Quadratmeter große Gebäude eröffnet, das über zwei Stockwerke verfügt. Auf beiden Stockwerken besitzt die Moschee je einen 130 Quadratmeter großen Gebetsraum sowie weitere Räumlichkeiten. Die Moschee hat zwei nicht begehbare Minarette und eine Kuppel.

#### Synagoge
Die Jüdische Gemeinde Fulda besitzt ein Kulturzentrum in der Von-Schildeck-Straße, in dessen ersten Stock eine Synagoge untergebracht ist. Zudem gibt es in diesem Gebäude eine Bibliothek, ein Museum und Gemeinderäume.

### Schlösser
- Stadtschloss: Der erste Vorgängerbau des Fuldaer Stadtschlosses war eine Abtsburg, die am Anfang des 14. Jahrhunderts gebaut wurde. Danach wurde die Burg am Anfang des 17. Jahrhunderts zu einer Schlossanlage umgebaut, die im letzten Viertel desselben Jahrhunderts zu einem Renaissanceschloss umgebaut und erweitert wurde. Diese Anlage wurde durch Johann Dientzenhofer Anfang des 18. Jahrhunderts im Stil des Barocks umgebaut. Beim Umbau zu einer Kurprinzenresidenz Anfang des 19. Jahrhunderts wurde das Schloss teilweise spätklassizistisch umgebaut.
- Schloss Fasanerie („Adolphseck“): Das Schloss, einstmals fürstbischöfliche und später kurfürstlich-hessische Sommerresidenz, liegt in der Gemarkung Eichenzell. Das Schloss wurde in den Jahren 1730 bis 1757 erbaut. Die weitläufige Barockanlage, die sich der Fuldaer Fürstbischof Amand von Buseck schuf, spiegelt dessen Macht und Prachtliebe augenscheinlich wider. Architekt war der in fürstbischöflichen Diensten stehende italienische Hofbaumeister Andreas Gallasini. In dem Schloss befindet sich eine in Europa einmalige Porzellansammlung mit Fuldaer Porzellan.

### Gebäude aus der Barockzeit
- Orangerie mit Floravase: Die Orangerie wurde ab 1721 nach Plänen von Maximilian von Welsch errichtet.[58] Den Fürstäbten dienten die barocken Räumlichkeiten für Sommerfeste. In den Wintermonaten wurden dort Zierbäumchen wie Orangen und Zitronen aufbewahrt; so ist auch der Name Orangerie zu erklären.[59]
- Universität Fulda: Die Adolphs-Universität Fulda wurde 1734 durch Fürstabt Adolph von Dalberg gegründet und existierte bis 1805. Während der 71 Jahre ihres Bestehens hatte die Universität etwa 4.100 Studenten, die auf vier Fakultäten: Theologie, Philosophie, Medizin und Jura verteilt waren. Das barocke Gebäude von 1731 bis 1734 wurde von Andreas Gallasini entworfen.
- Altes Rathaus (Rekonstruktion des Aussehens von 1531)
- Palais Altenstein, Palais Buseck, Palais Buttlar und Palais von der Tann im Barockviertel
- Das Kanzler-Palais in der Innenstadt, südwestlich der St. Blasius Stadtkirche in der Innenstadt, 1782–1900 Rathaus von Fulda
- Paulustor: Bauzeit 1710 bis 1711; der ursprüngliche Standort des Tores für den Apostel Paulus lag zwischen dem Stadtschloss und der Hauptwache. Entworfen wurde es von Johann Dientzenhofer im Jahre 1710. An die heutige Stelle versetzt wurde es 1771, damit der Dom in die Stadt integriert werden konnte.

### Sonstige Bauwerke
- Kaufhaus für Karstadt des Münchner Architekten Sep Ruf (1908–1982), der in den Jahren 1961 bis 1964 sowohl den Universitäts- als auch den Borgiasplatz neu ordnete. 1964 eröffnet, ist der Bau der Ästhetik der Wirtschaftswunderzeit verpflichtet. „(…) durch die Gliederung von Baumassen, durch sorgfältige Detaillierung und Materialisierung (…) [ordnet er] sich in die Nachbarschaft der barocken Werksteinfassaden ein.“[60]
- Jüdische Mikwe
- Erhaltene Fassaden im Schweizerhaus-Stil
- Plastiken des Fuldaer Künstlers Franz Erhard Walther im Straßenraum
- Der Hexenturm ist der besterhaltene Turm der mittelalterlichen Stadtbefestigung.
- Zwei historische (heute bewohnte) Wassertürme als Relikte aus der Zeit der Dampflokomotiven

### Denkmäler
- Bonifatiusdenkmal – Auf dem früheren Schlossplatz (heute Bonifatiusplatz) steht seit 1842 ein Erzstandbild des heiligen Bonifatius. Es wurde am 17. August 1842 von Johann Werner Henschel enthüllt.[61]
- Denkmal Ferdinand Braun, 1971, Bronze, geschaffen von Ottomar Gassenmeyer, vor der Landesbibliothek, Heinrich-von-Bibra-Platz
- Gedenkstein für die 1870 bis 1871 Gefallenen auf dem alten Mittleren Städtischen Friedhof in der Künzeller Straße, enthüllt am 22. Juni 1879 – früher in der Hundeshagenanlage
- Gedenkstein für die 1914 bis 1918 Gefallenen des 47. Infanterieregiments in der Hundeshagenanlage
- Gedenktafel am Stadtschloss
- Obelisk vor Stadtpfarrkirche
- Gedenkstein für 270 Opfer der Hexenverbrennungen im Hochstift Fulda zwischen 1600 und 1604 auf dem ehemaligen dompfarrlichen Friedhof
- Alter jüdischer Friedhof (heute Jerusalemplatz)
- Fabrikruine Horaser Weg 71

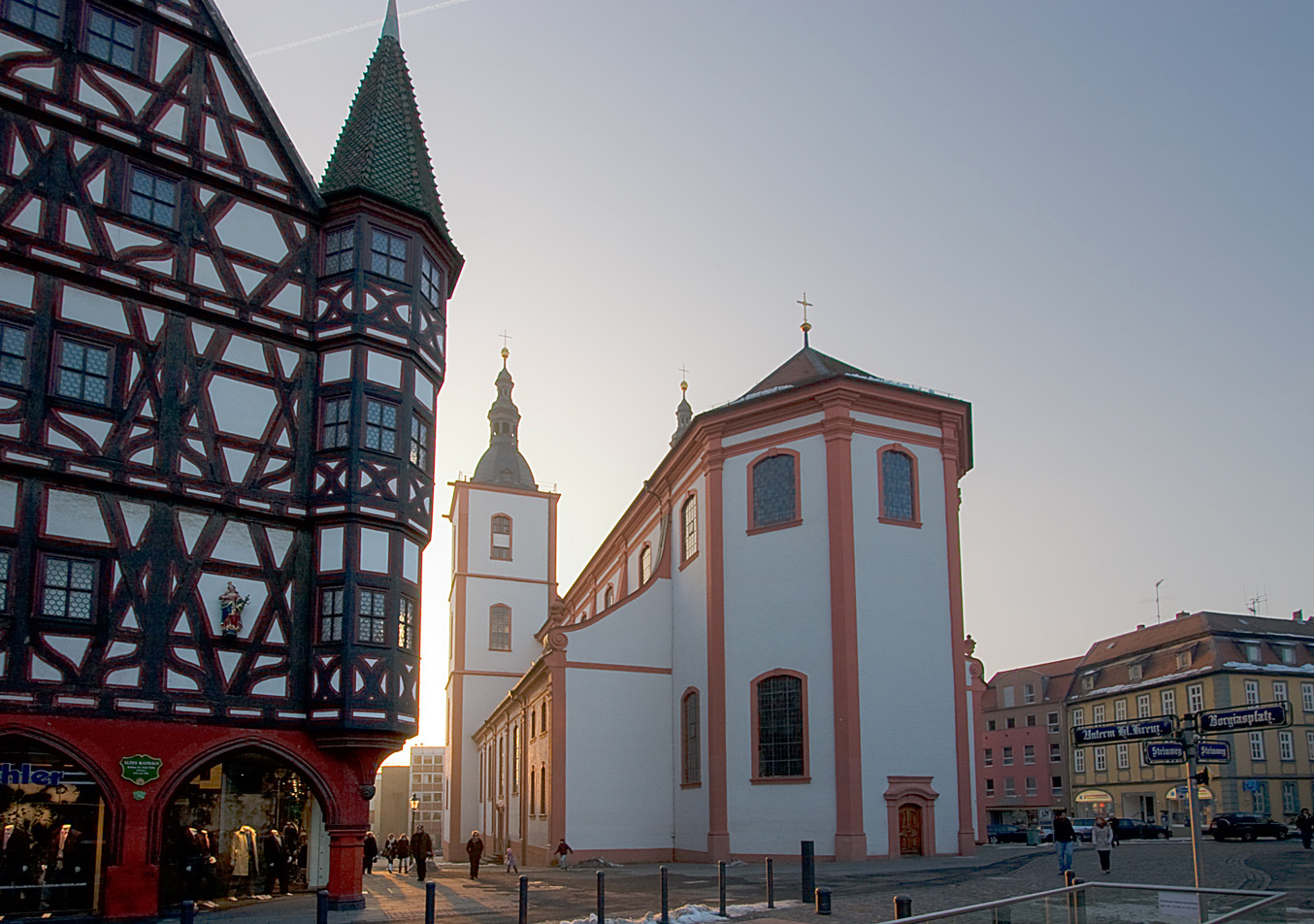
Stadtpfarrkirche St. Blasius
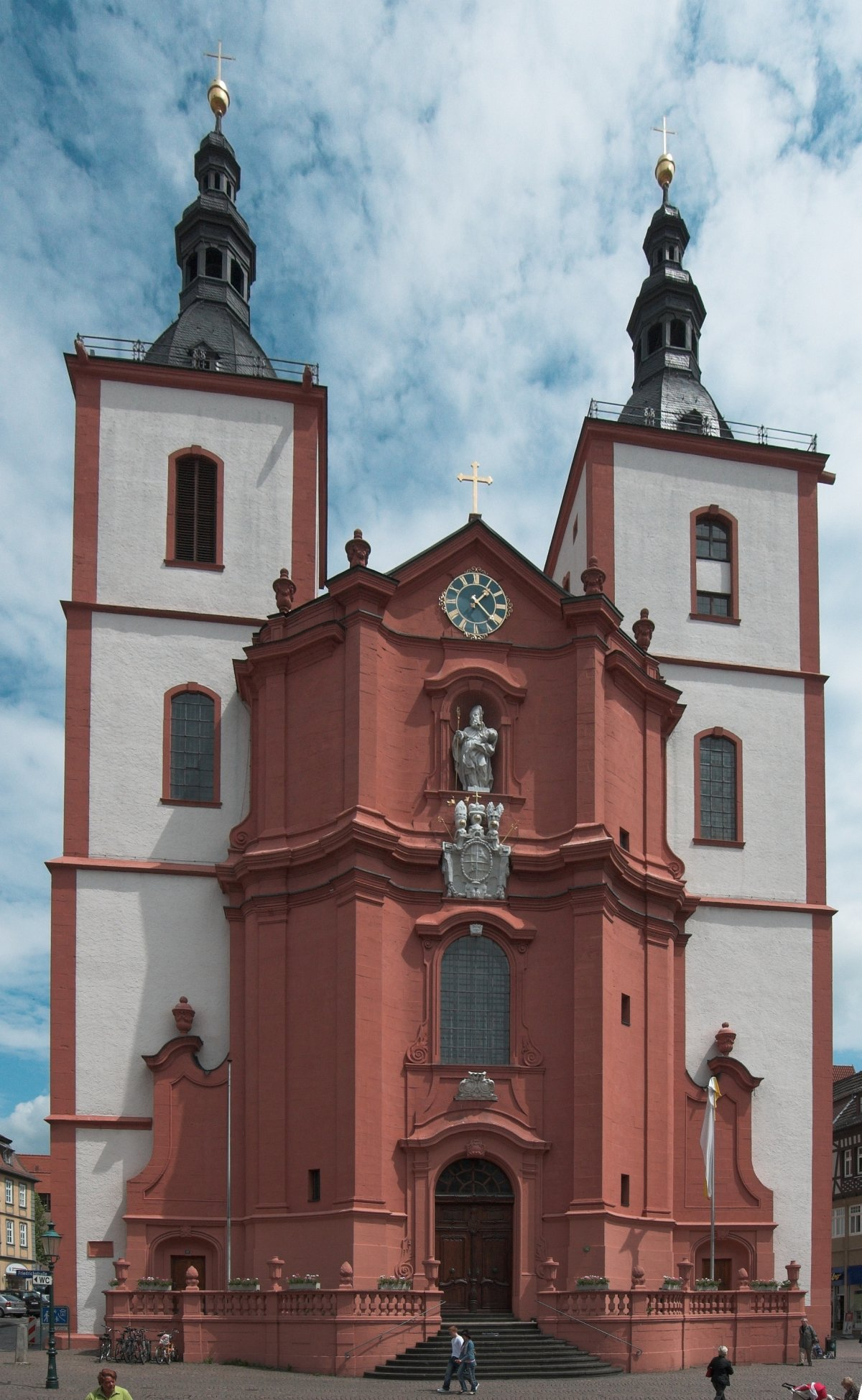
Vorderseite der Stadtpfarrkirche
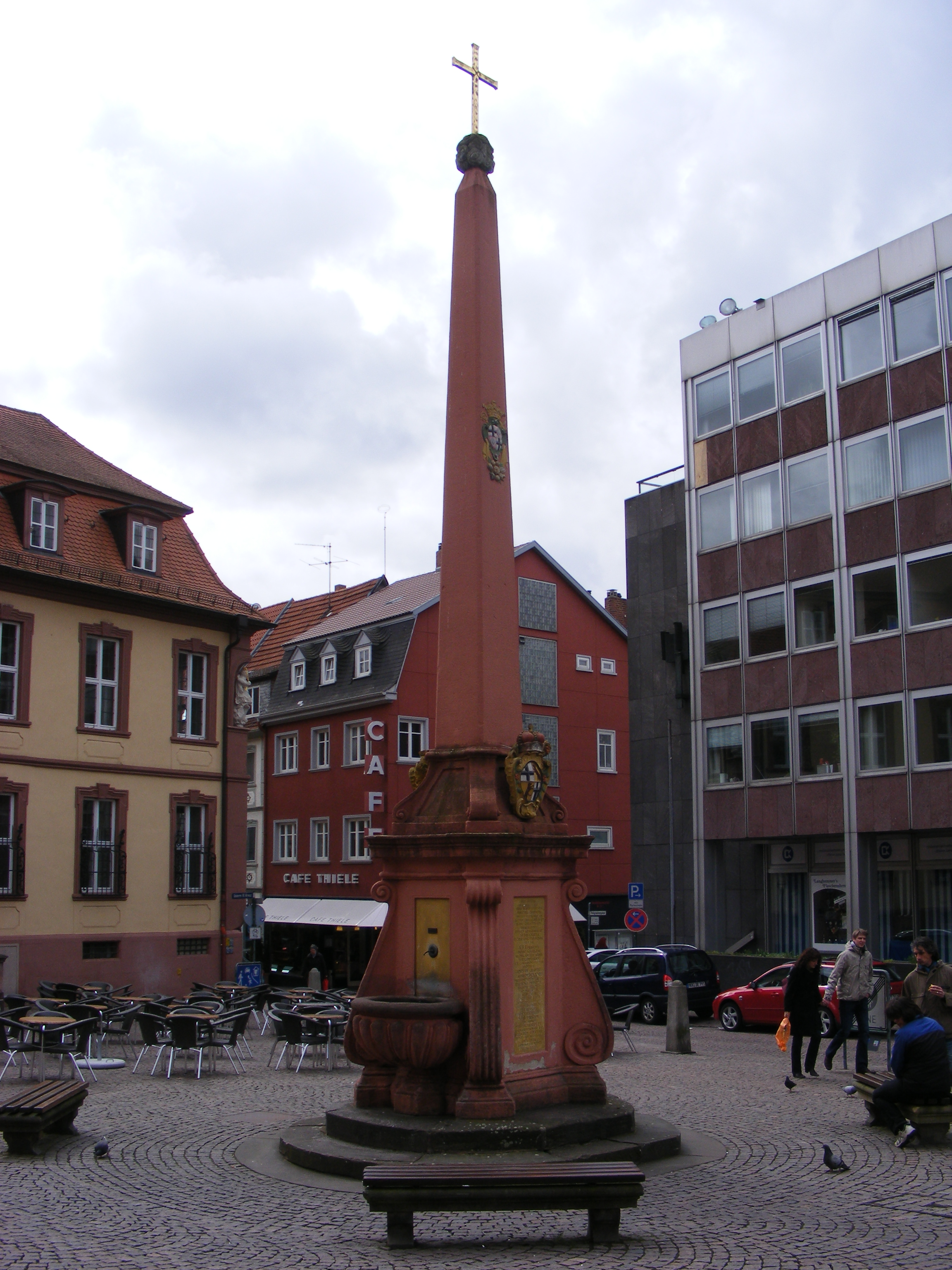
Obelisk vor der Stadtpfarrkirche St. Blasius
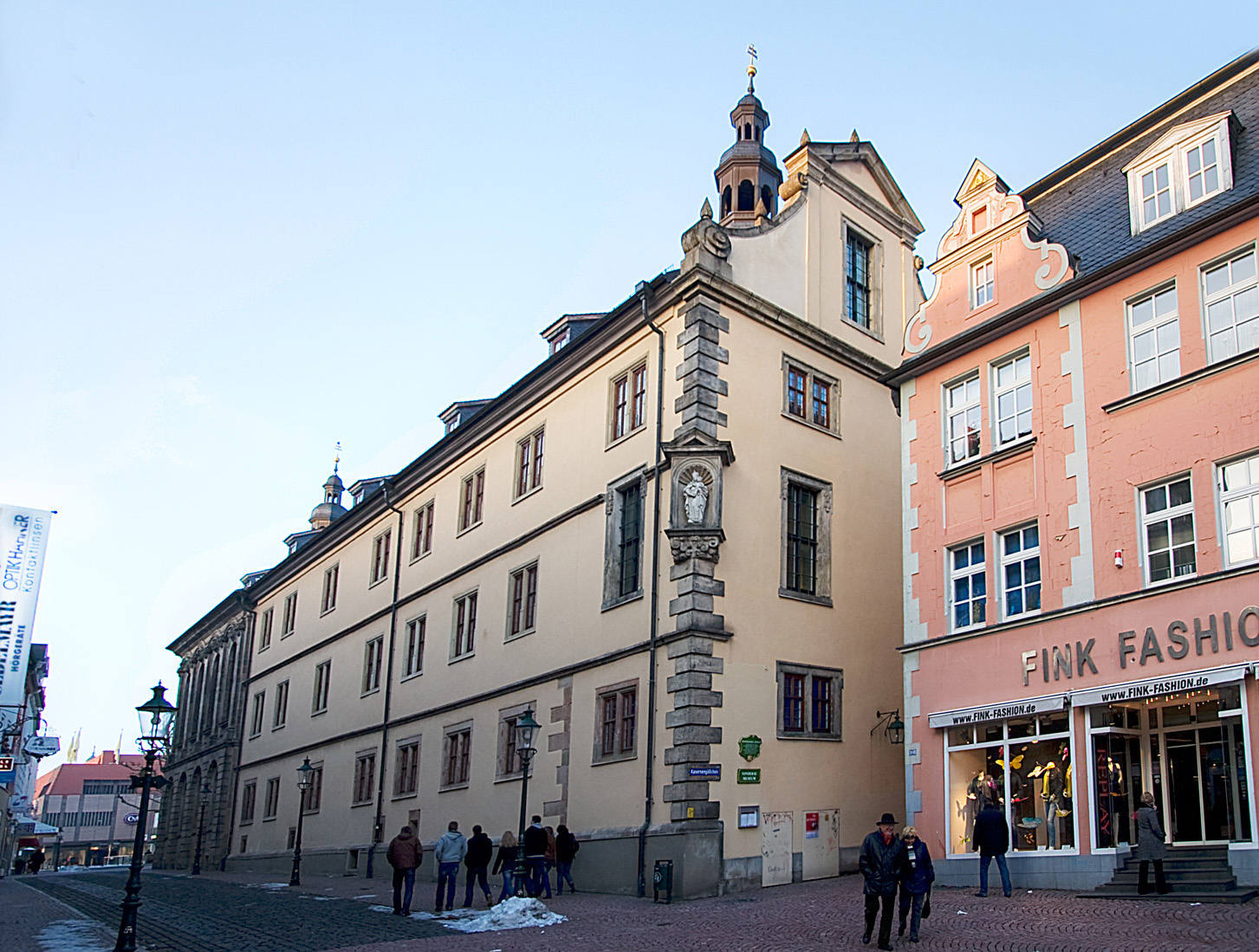
Päpstliches Seminar Fulda (Heute: Vonderau Museum)
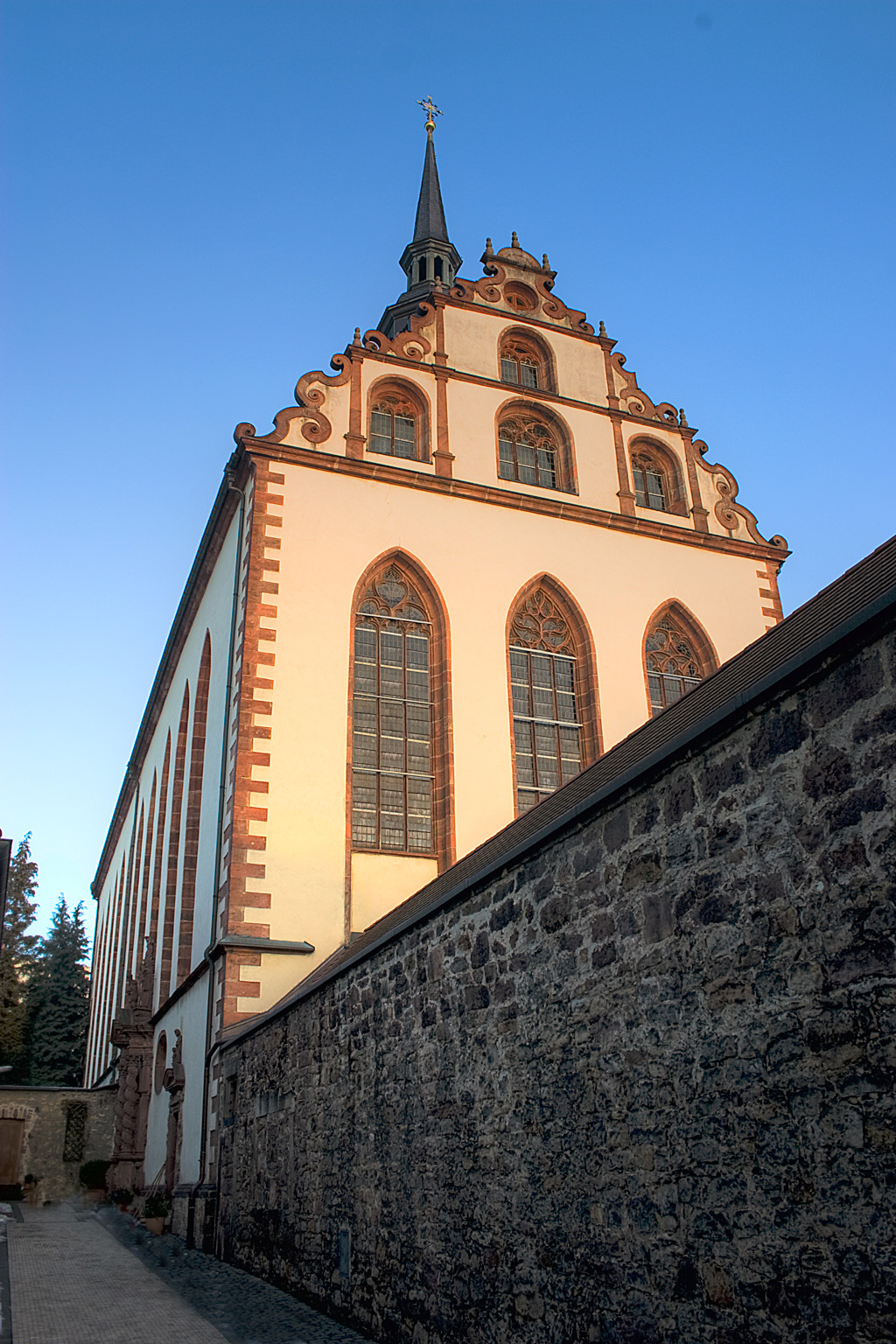
Benediktinerinnenabtei zur Heiligen Maria
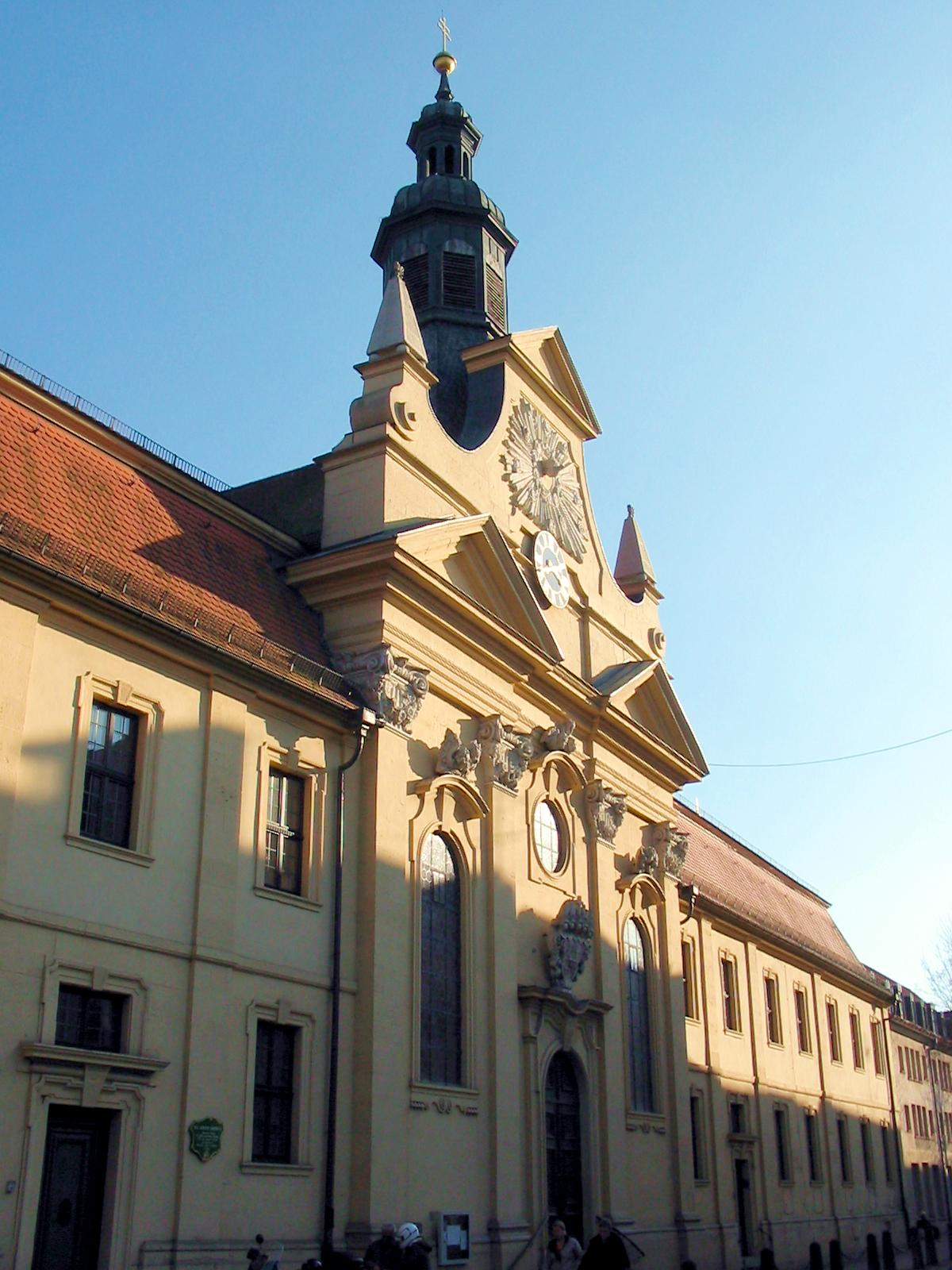
Heilig-Geist-Kirche
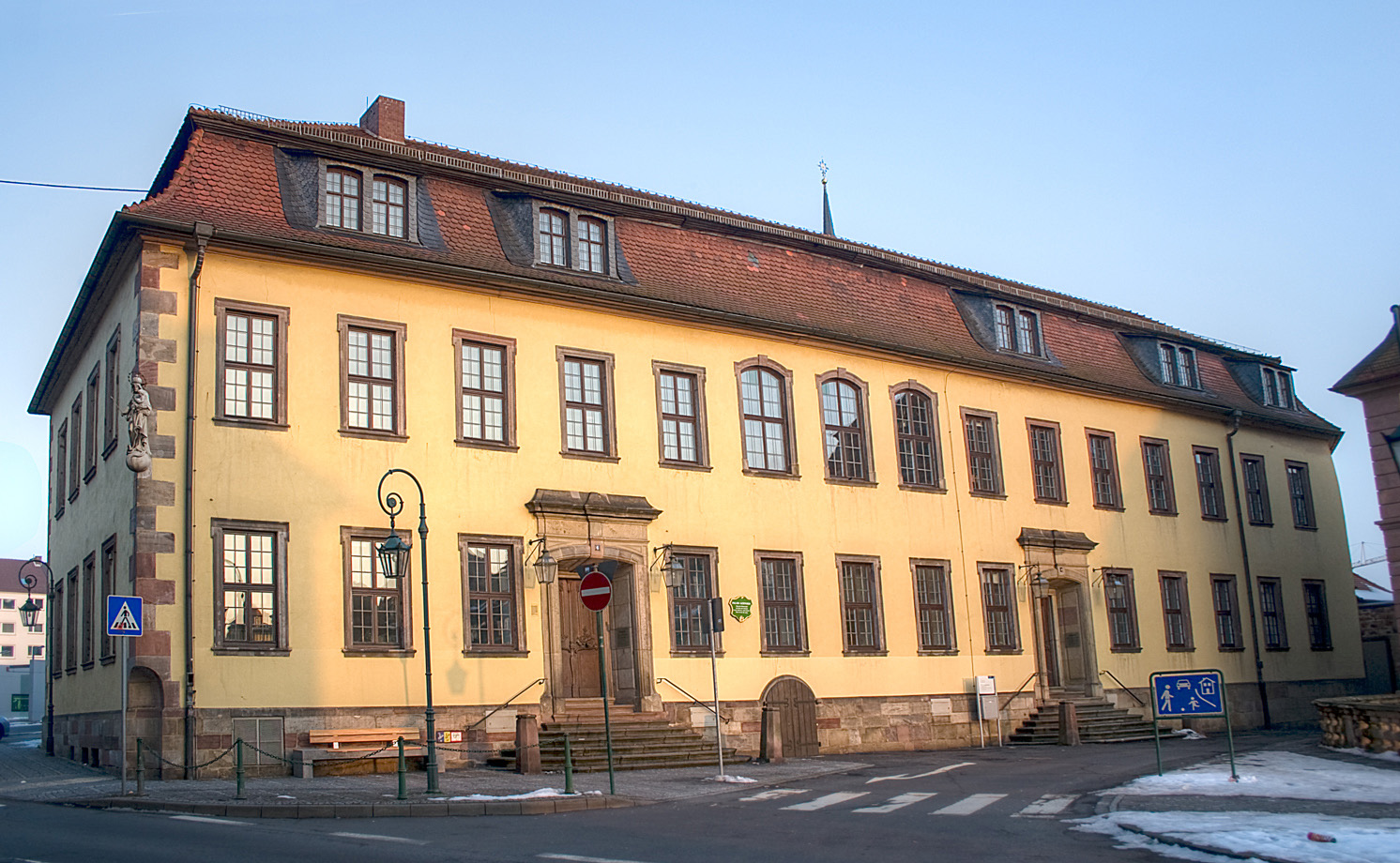
Palais Altenstein
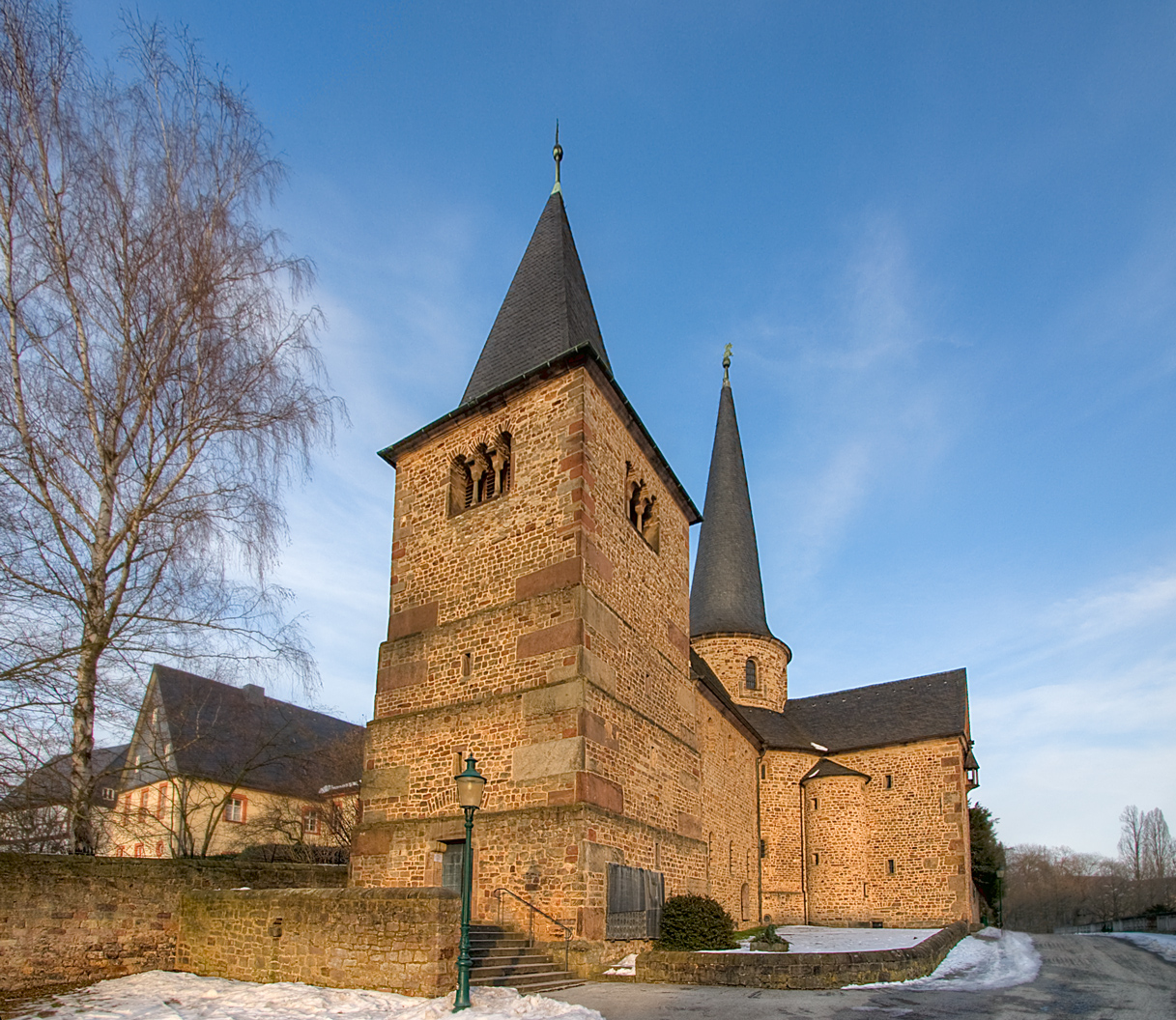
St. Michael
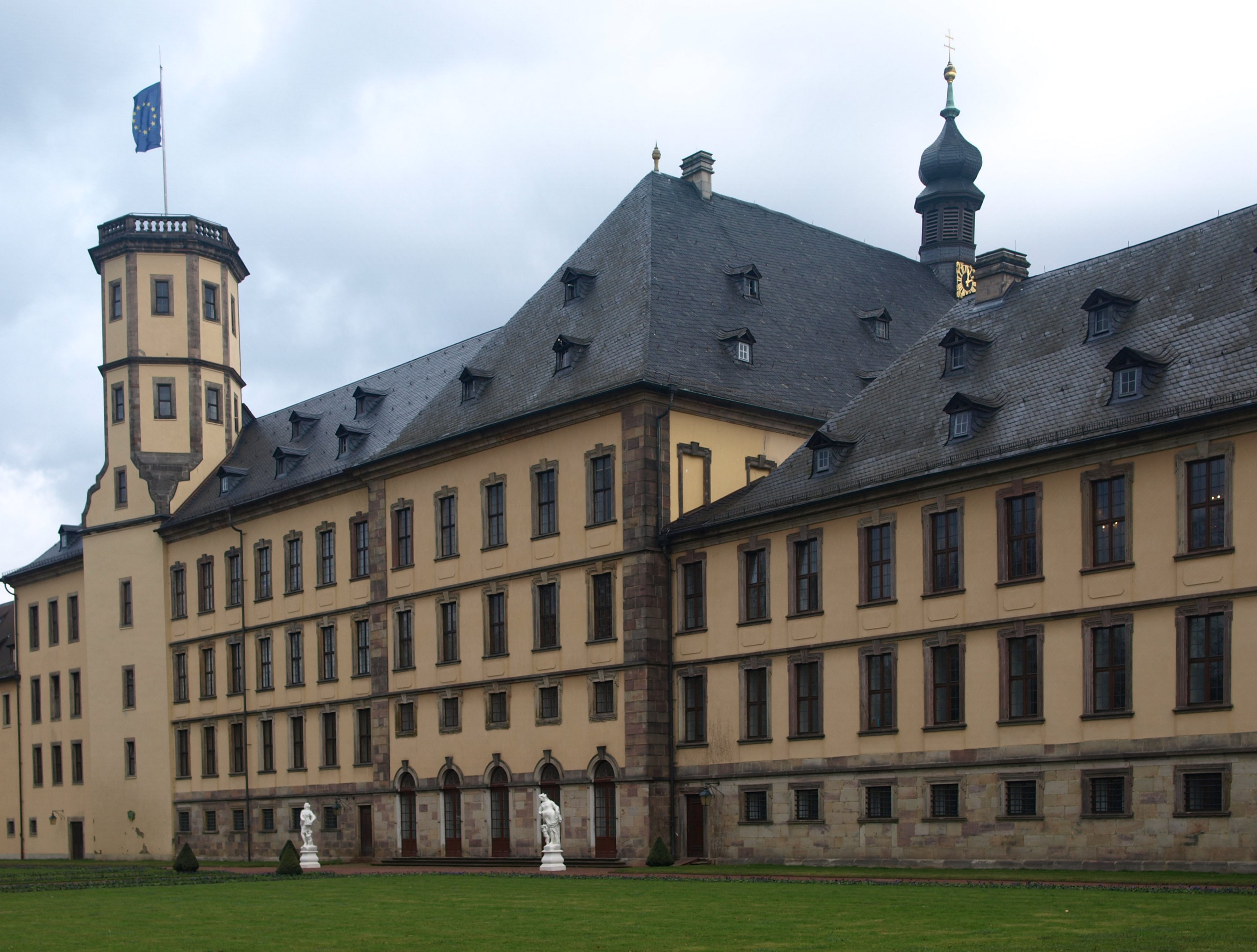
Fuldaer Stadtschloss vom Schlossgarten gesehen
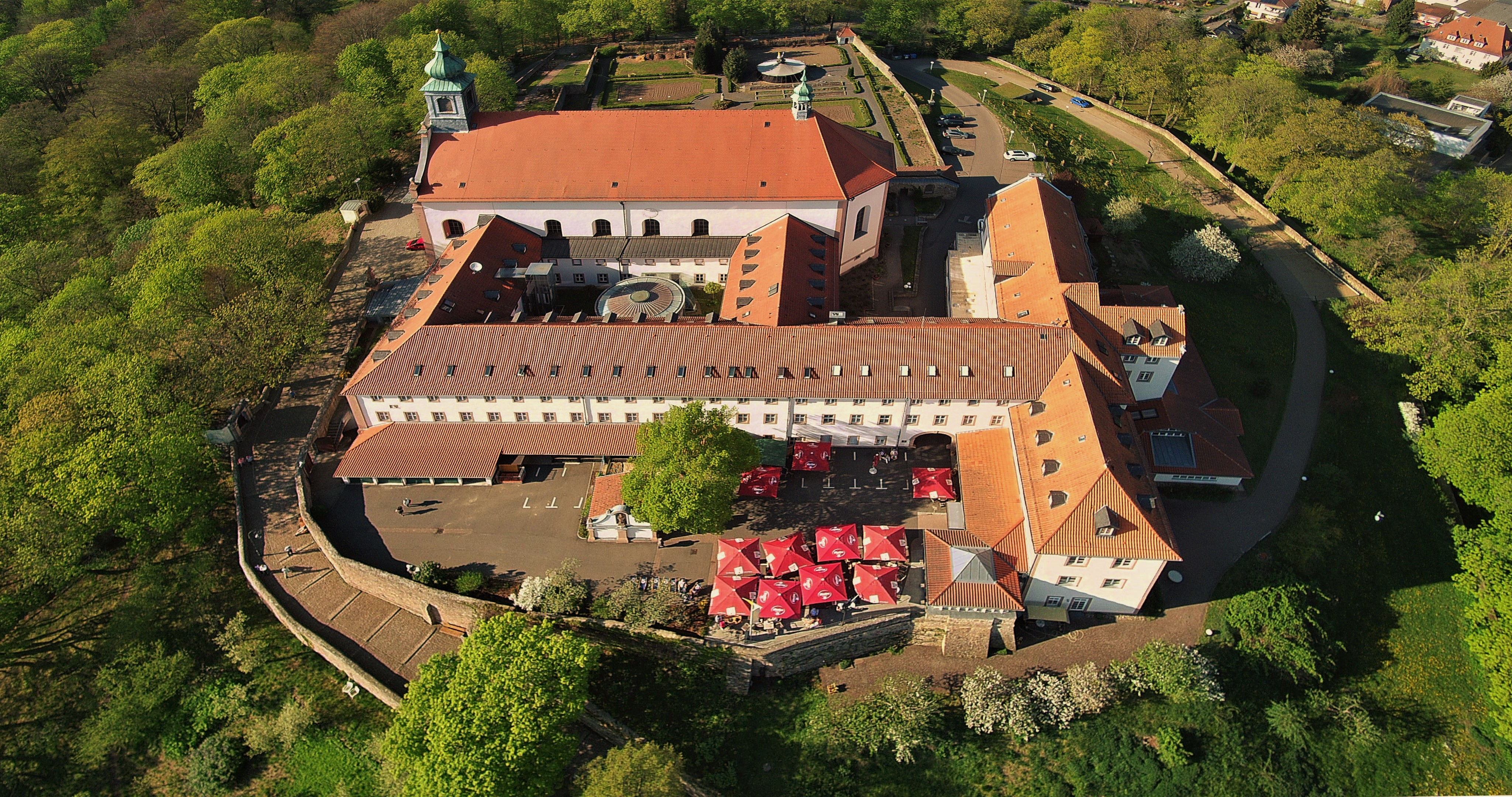
Blick auf das Kloster Frauenberg
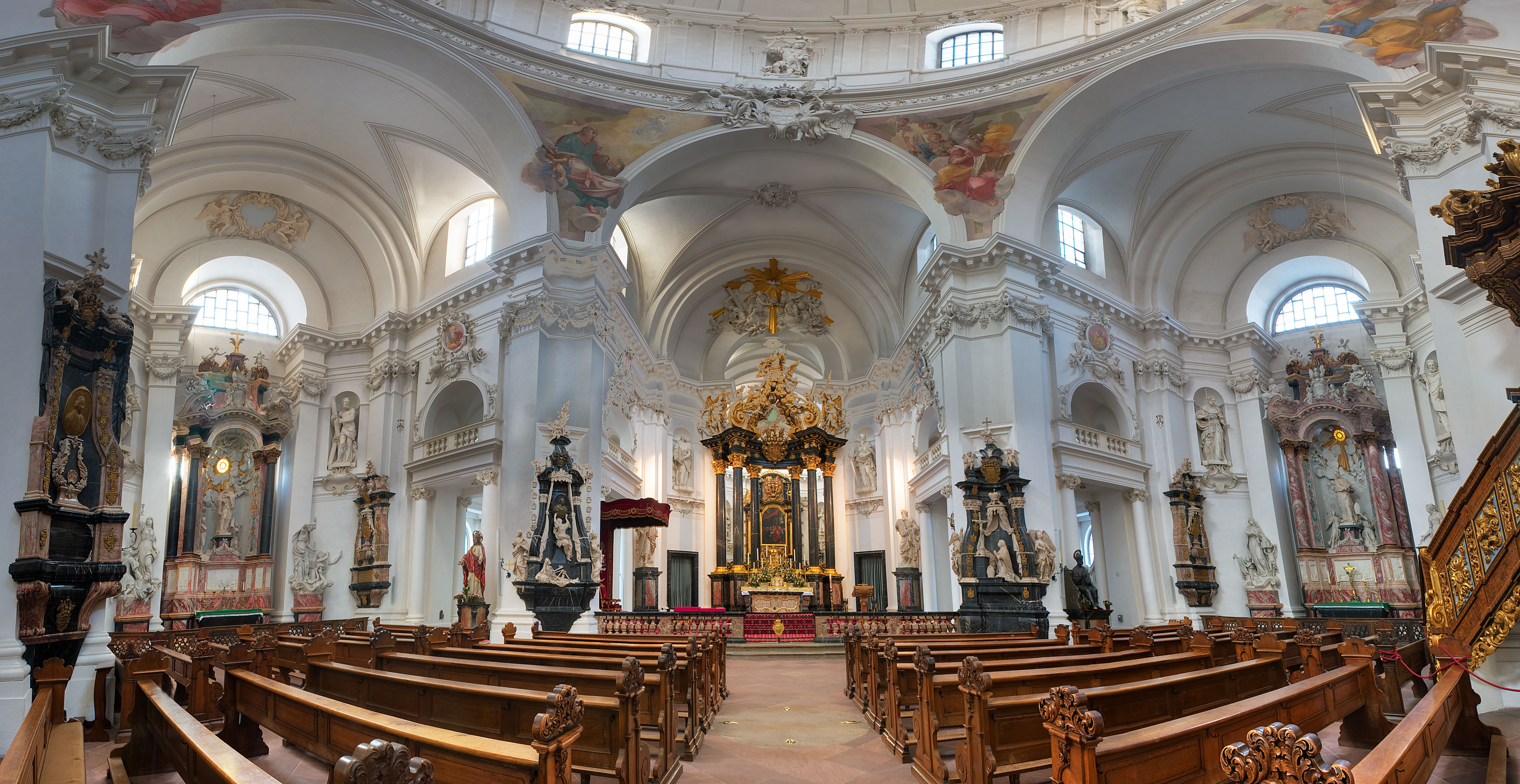
Fuldaer Dom, Innenansicht
Panorama des Universitätsplatzes
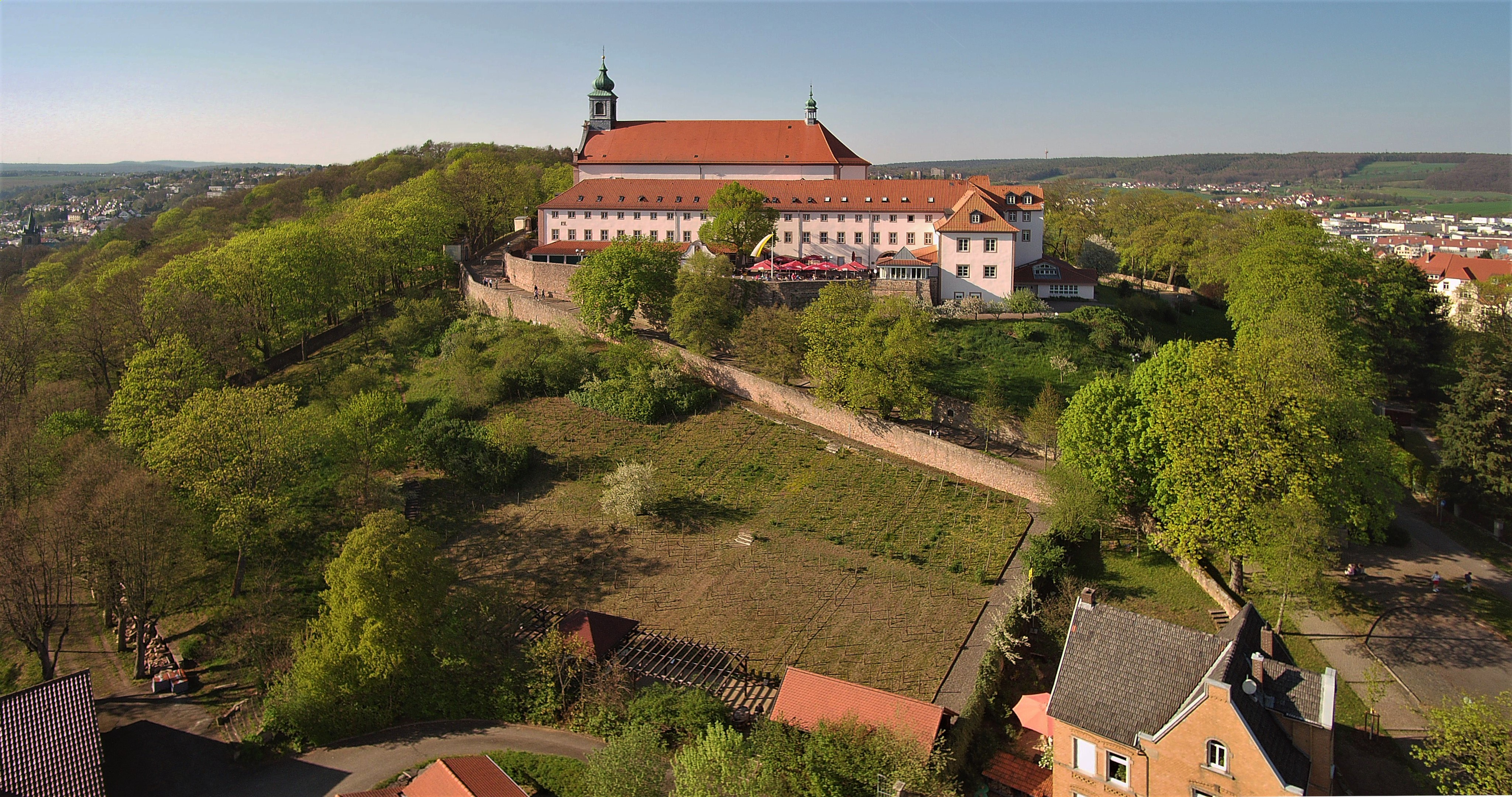
Kloster Frauenberg
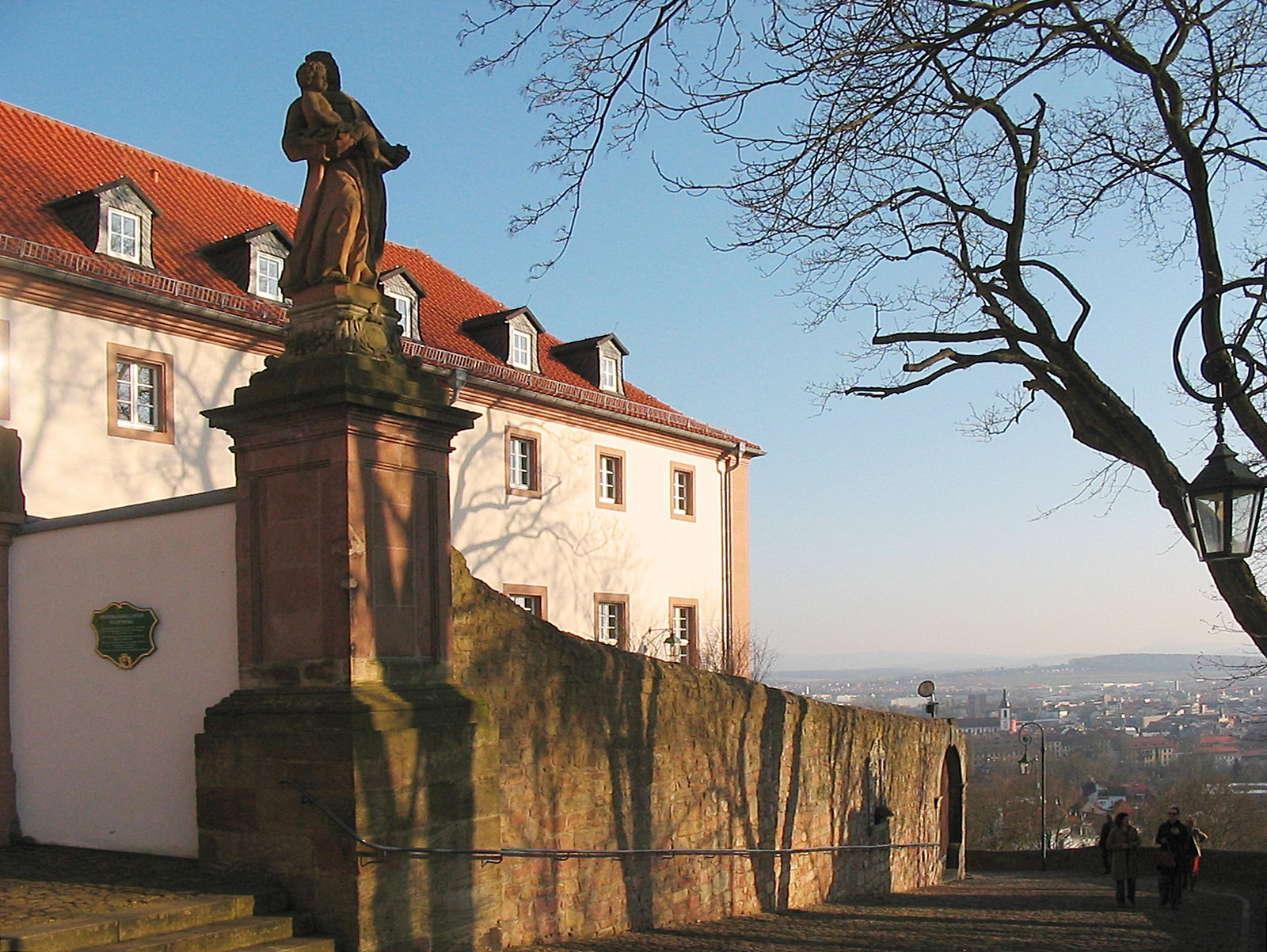
Profil des Gästehauses des Klosters Frauenberg und Blick auf Fulda
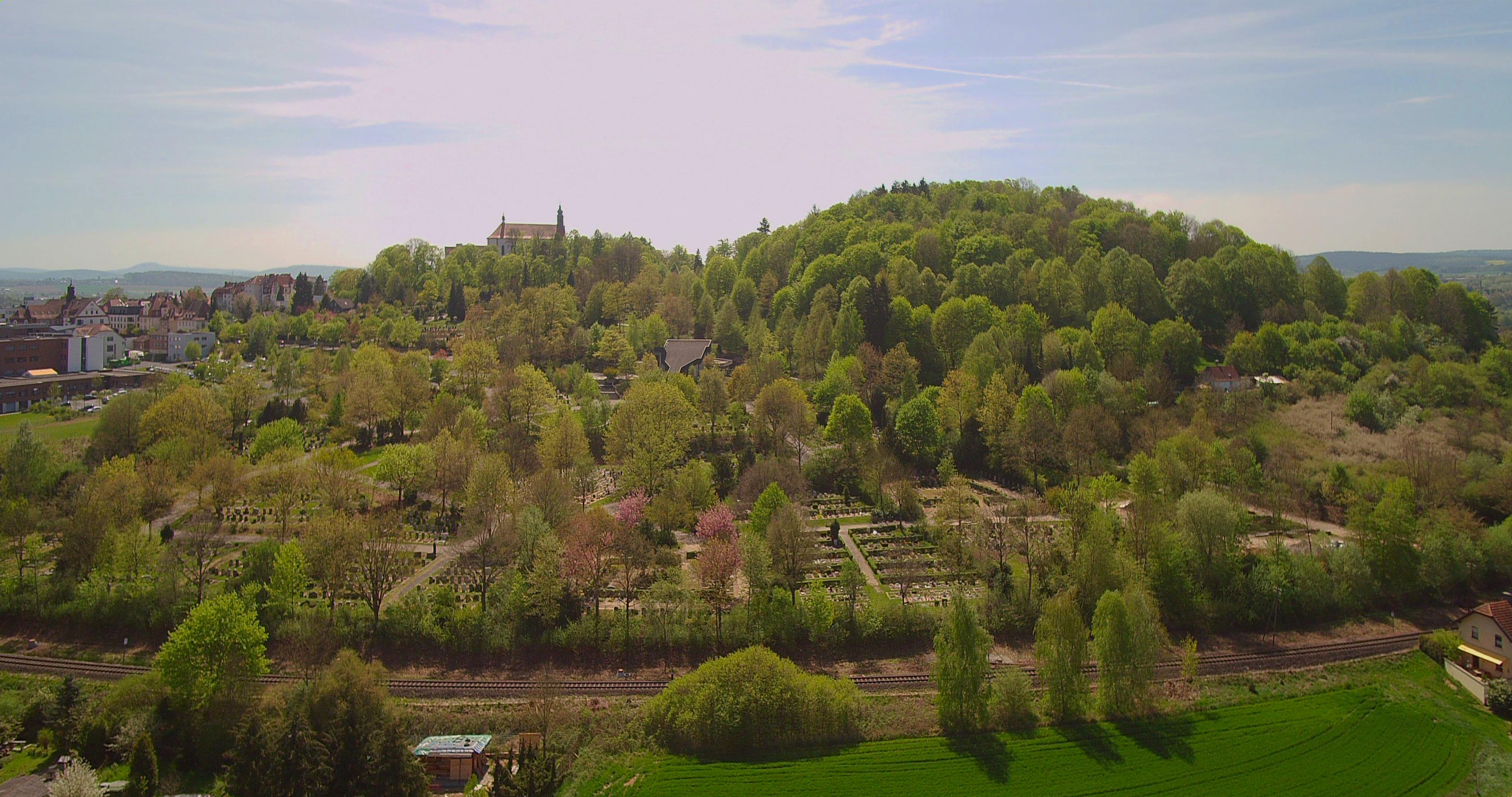
Friedhof Frauenberg und der Kalvarienberg
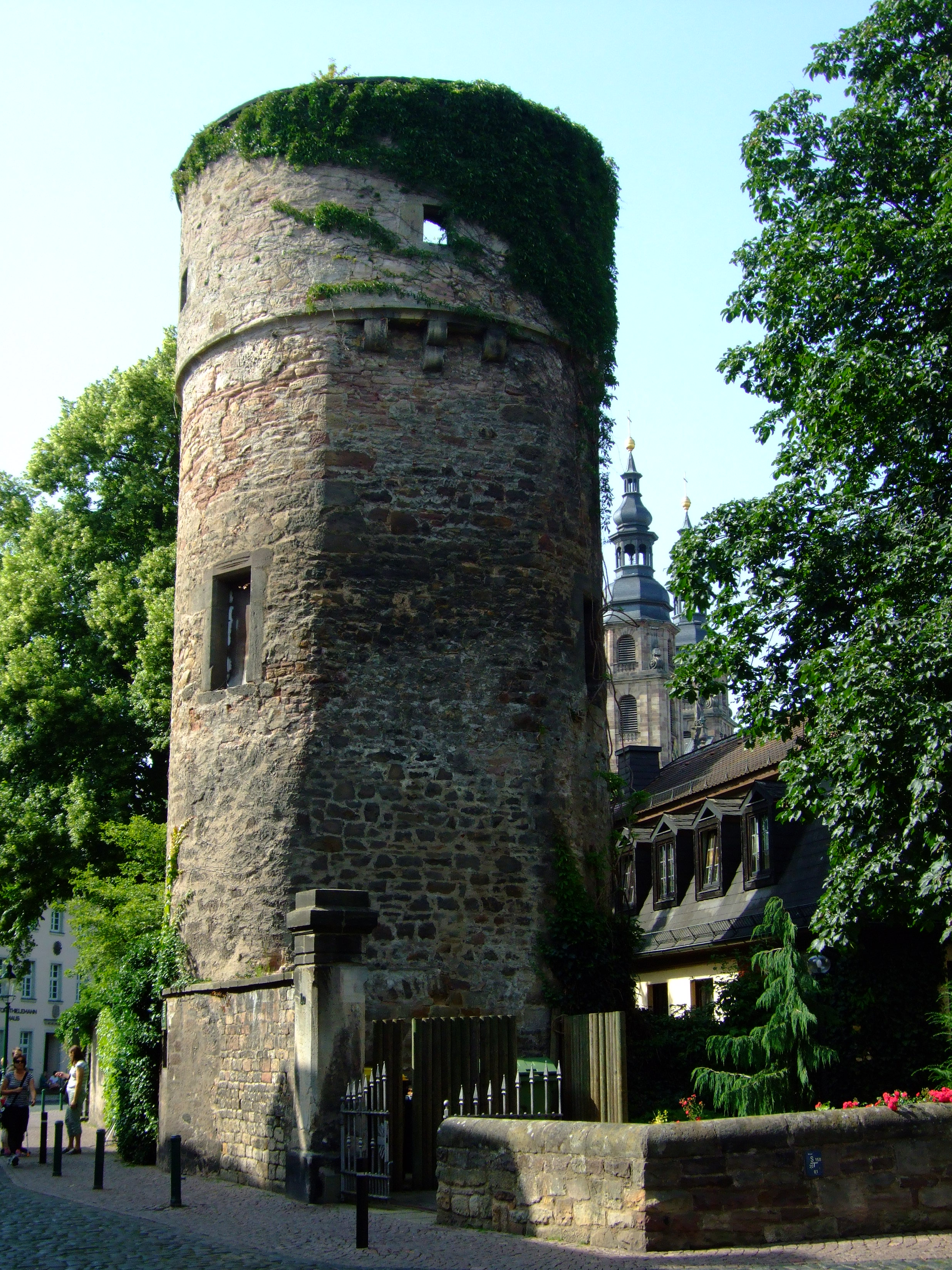
Hexenturm, 1150 bis 1165 als Teil der Fuldaer Stadtbefestigung erbaut (Kanalstraße 1)

## Parks und Naherholungsgebiete

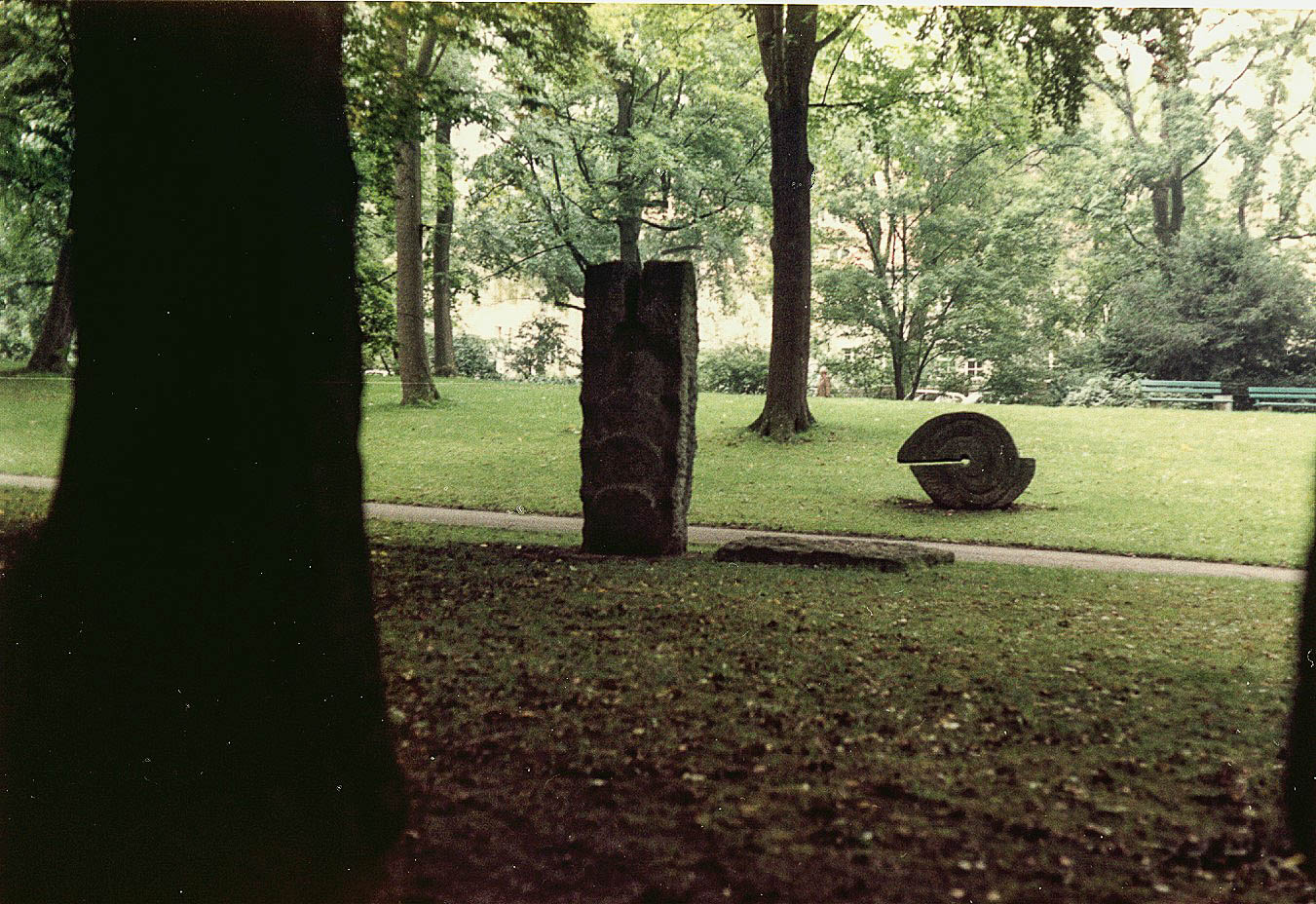
Hundeshagenpark (1984)

In Fulda gibt es eine Vielzahl unterschiedlicher Parks und Naherholungsgebiete und andere Grün- bzw. Freizeitanlagen, u. a.:
- Frauenberg
- Klostergarten Abtei St. Maria
- Ferdinand-Braun-Park
- Fuldaaue mit Landesgartenschaugelände (Erste Landesgartenschau Hessens 1994)
- Aueweiher (Teil der Landesgartenschau 2023)
- Rauschenberg mit Spazierwegen und Aussichtsturm (Gemeinde Petersberg)
- WirGarten ehm. Heimattiergarten
- Dahliengarten
- Domdechaneigarten
- Klostergarten Kloster Frauenberg
- Schlossgarten beim Fuldaer Stadtschloss (Teil der Landesgartenschau 1994)
- Park überm Engelhaus Fulda-Neuenberg (Teil der Landesgartenschau 2023)
- Garten am Sprengelsrasen (mit WirGarten ehm. Heimattiergarten) Fulda-Neuenberg (Teil der Landesgartenschau 2023)
- Park der Stille (alter Friedhof Horas) Fulda-Horas
- Wanderwege und Radwege um Fulda
- Hundeshagenpark Fulda-Frauenberg
- Tümpelgarten (Garten und Ausstellung des Aquarien- und Terrarienvereins Scalare) Herbstliche Landschaft in den Fuldaauen, in der Nähe des Umweltzentrums Fulda.

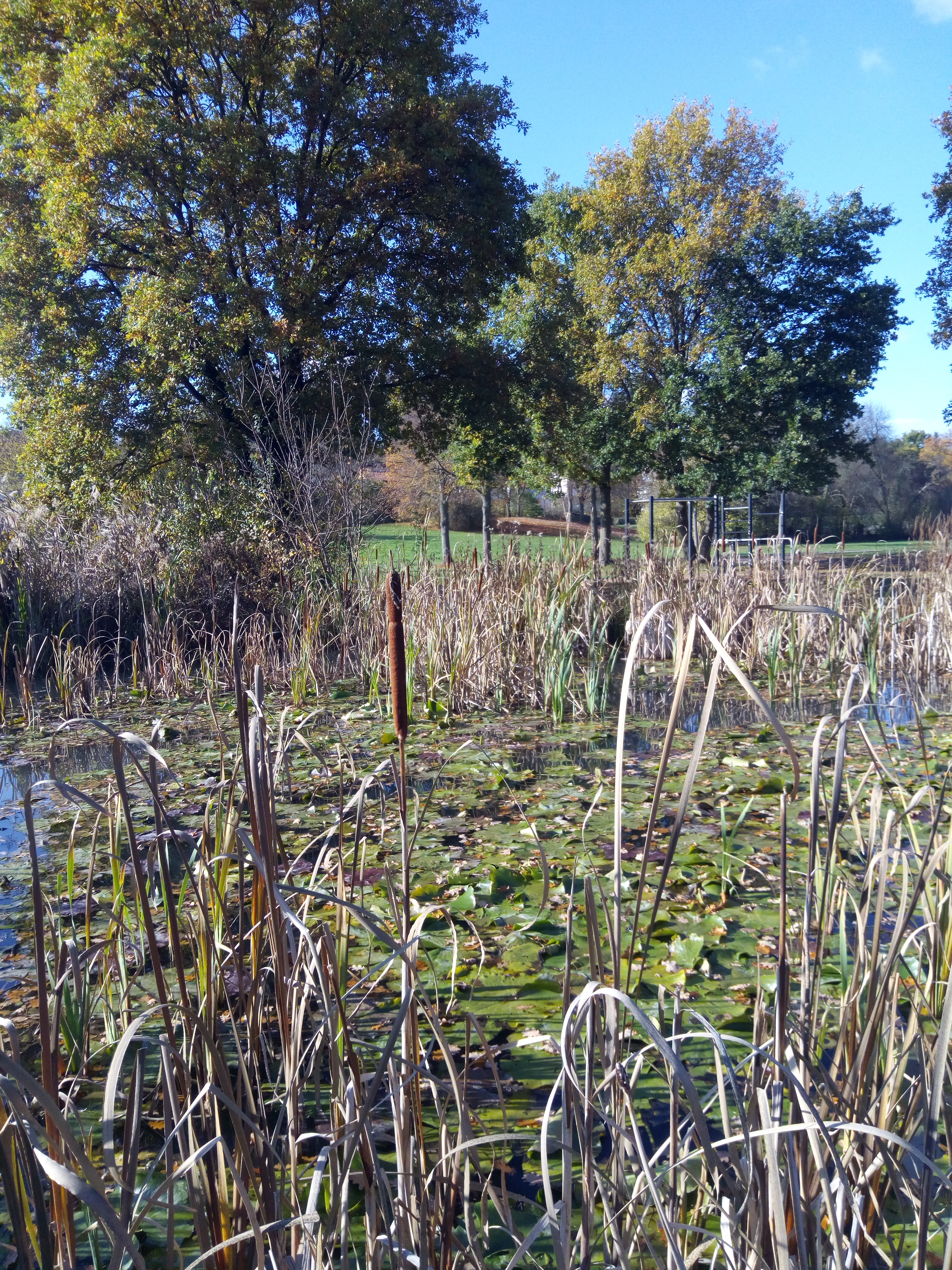
Herbstliche Landschaft in den Fuldaauen, in der Nähe des Umweltzentrums Fulda.

Von 27. April bis 8. Oktober 2023 richtete Fulda erneut die Landesgartenschau aus.
In der Umgebung gibt es weitere Parkanlagen:
- Park des Schlosses Fasanerie (Gemeinde Eichenzell)

## Regelmäßige Veranstaltungen
Fulda ist Hessens Karnevalshochburg. Die bis ins 15. Jahrhundert zurückgehende Foaset besteht aus insgesamt 13 Karnevalsvereinen, an deren Spitze die Fuldaer Karnevalsgesellschaft steht. Die um den Stadtkern herum „regierenden“ Vereine werden Randstaaten genannt. Am Rosenmontag marschieren diese und zahlreiche regionale Karnevalsvereine im traditionell größten Rosenmontagszug Hessens durch Fuldas Innenstadt.
- Weiter gibt es in den Sommermonaten (meist April–Oktober) die alle zwei Wochen stattfindende Night Skating Experience, eine Inlineskater-Veranstaltung auf öffentlichen Straßen der Stadt unter dem Schutz der Polizei. Unterstützt wird das Projekt durch die Stadt Fulda und das Polizeipräsidium Osthessen.
- Seit 2007 findet einmal jährlich Ende Mai/Anfang Juni der knapp sechs Kilometer durch Fuldas Innenstadt führende „RhönEnergie-Challenge-Lauf“ für Läufer und Nordic Walker statt. Mit über 7.000 Teilnehmern im Jahr 2013 ist das Event eine der größten Breitensportveranstaltungen der Region.
- Einmal im Jahr findet in den Sommermonaten das zumeist zehntägige Schützen- und Volksfest statt, das pro Jahr rund 120.000 Besucher anlockt. Veranstaltungsort ist die zwischen der Magdeburger Straße (L 3419) und dem Fulda-Zufluss Waides gelegene Ochsenwiese, die normalerweise als Großparkplatz dient.
- Jährlich findet Anfang September der Hochstift Marathon statt.
- Der Fuldaer Weihnachtsmarkt findet in der historischen Altstadt jeweils Ende November bis zum 23. Dezember statt.
- Am ersten Oktoberwochenende findet jährlich wiederkehrend der Fulda-Marsch statt. Dieser ist ein Zweitagemarsch mit verschiedenen Distanzen von 6 km bis 42 km. Daran nehmen 2.500–3.000 Wanderer aus rund 20 Staaten teil.
- 1972 bis 2010 fand im Herbst mit der Osthessenschau eine über die Landesgrenzen bekannte Regionalausstellung statt. Die alle zwei Jahre ausgetragene Leistungsschau fand im Jahre 2010 zum 19. Mal statt. Veranstaltungsort war seit 2004 nicht mehr die Ochsenwiese, sondern das Ausstellungsgelände Messe-Galerie am westlichen Stadtrand.

## Kulinarische Spezialitäten
- Essenstradition: Ein bekanntes Fuldaer Gericht ist der Zwibbelsploatz (Zwiebelkuchen), der traditionell freitags in Altfuldaer Haushalten hergestellt und zum Backen in die nächste Bäckerei gebracht wurde. Noch heute gibt es diese Fuldaer Spezialität in den alteingesessenen Bäckereien zu kaufen. Dazu gab es dann oft Kartoffelsuppe. Auch dieses Gericht gründet sich auf die katholische Fuldaer Tradition, da fleischloses Essen an Freitagen zur Erinnerung an Jesu Tod dient. Fulda ist auch für seine vielfältigen Brotsorten bekannt; beliebt ist u. a. ein im Holzofen gebackenes, rustikales Roggenmischbrot mit Kruste, das unter der Bezeichnung Bauernbrot in Bäckereien erhältlich ist. Im Umland von Fulda, insbesondere in der Rhön, sind heute noch Hausschlachtungen, insbesondere von Schweinen und Rindern, verbreitet. Bekannte Spezialitäten sind Fuldaer Schwartenmagen sowie Flurgönder.
- Biertradition: Fulda verfügt mit dem Hochstiftlichen Brauhaus Fulda in der Leipziger Straße über eine Brauerei. Bekanntestes Produkt der seit 1848 bestehenden Brauerei ist das leicht herb schmeckende Hochstift Pils. Daneben gibt es mit dem Brauhaus Wiesenmühle noch ein kleineres Brauhaus in Fulda, das sich auf die Herstellung naturtrüber Biersorten spezialisiert hat sowie mit 6,50 Meter Breite und einer Masse von 55 Tonnen über das größte Mühlrad Europas verfügt.[62]
- Weintradition: Fulda verfügt über eine alte Weinanbautradition, worauf Urkunden und Bodenfunde hinweisen. Nach Gründung des Klosters im Jahr 744 waren zunächst kirchliche Bedürfnisse die treibende Kraft zum Anbau des Weines. In Berichten aus dem 12. Jahrhundert werden verschiedene Weinanbaugebiete an sonnigen Kalkfelsen in Fulda erwähnt. Dazu gehörte auch der Weinberg des Klosters Frauenberg.[63]

## Wirtschaft und Infrastruktur

### Historischer Überblick

#### Vor 1802

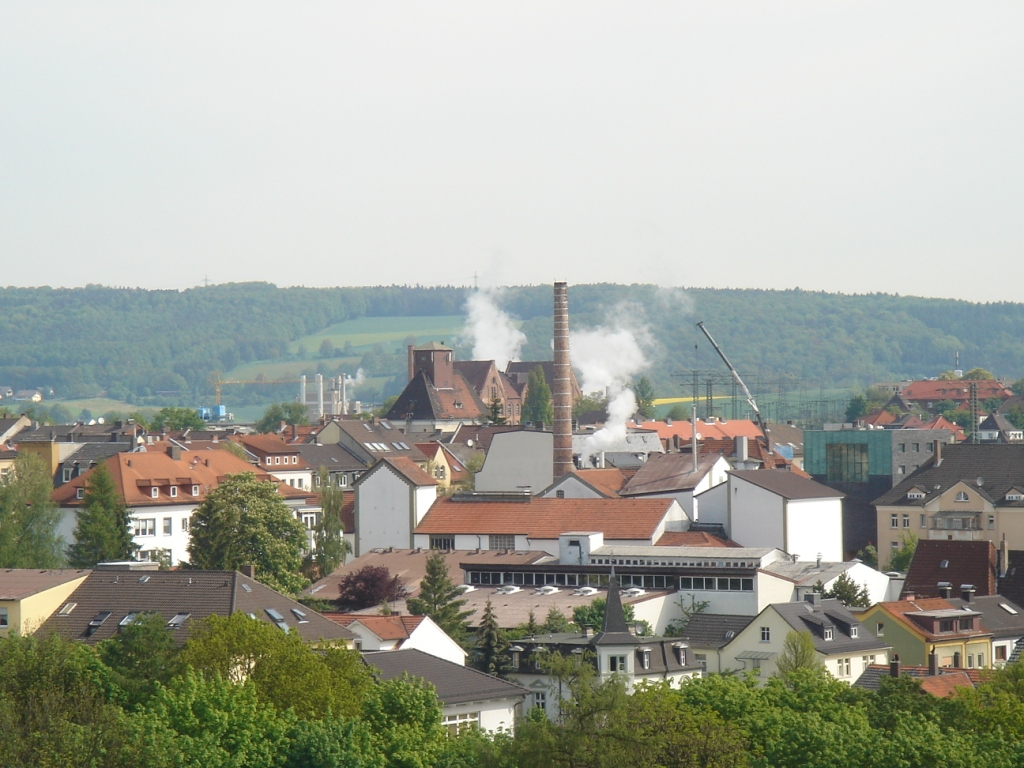
Brauerei in Fulda

Fulda hatte zur Zeit des Heiligen Römischen Reichs eine Mittelpunktfunktion für das kleine überschaubare Territorium des Hochstifts. Das Wirtschaftsleben war zu der Zeit geprägt von der starren Zunftverfassung. Fulda war Oberzentrum der umgebenden ländlichen Gebiete mit der Verwaltung der fürstbischöflichen Liegenschaften; die Stadt war geprägt durch das Handwerk, wie zum Beispiel die Gerber in der Löherstraße, Kammgarnspinnereien, Baumwollwebereien, Damast- und Sackleinwandfabrikation (Fuldaer Leinwand), Plüsch-, Filztuch-, Wachslichtfabrikation, Wollfärbereien, Wachsbleichereien, Salpetersiedereien und die Fertigung von Blasinstrumenten.
Ein wichtiger Wirtschaftsfaktor war die Lage an der alten Handelsstraße Frankfurt–Leipzig.

#### Vor 1850
Mit den Napoleonischen Kriegen und der damit einhergehenden Säkularisation begann ab 1802 eine neue Epoche. Die beginnende Demokratisierung und Liberalisierung war anfangs geprägt durch den Verlust der Residenzfunktion und wechselnden politischen Zugehörigkeiten. Die Stellung als Provinzhauptstadt mit dem Zuzug höherer Beamter konnte in der ersten Hälfte des 19. Jahrhunderts die wirtschaftlichen Probleme nach dem Verlust der Residenz nicht beheben. Die Wirtschaft der Stadt produzierte praktisch nur für den lokalen Bedarf mit einem Überangebot an Waren und Dienstleistungen. Für die sich von ungefähr 7.000 im Jahre 1802 nur mäßig auf 8.900 fünfzig Jahre später erhöhende Einwohnerzahl produzierten 1847 130 Schuhmacher- und 53 Schneidermeister.

#### 1850 bis zum Ersten Weltkrieg
| Gewerbe                         | Anzahl |
| ------------------------------- | ------ |
| Schuhmacher                     | 92     |
| Metzger                         | 43     |
| Schneider                       | 35     |
| Leineweber                      | 34     |
| Tischler                        | 27     |
| Bäcker                          | 25     |
| Schlosser                       | 19     |
| Gewürz- und Spezereihändler     | 91     |
| Textilhändler                   | 20     |
| Eisenwarenhändler               | 3      |
| Galanteriewarenhändler          | 4      |
| Lebensmittelhändler             | 25     |
| sonstige Händler                | 56     |
| Fuhrleute                       | 38     |
| Musikanten                      | 40     |
| Wirtshäuser für Ausspann        | 8      |
| Gasthöfe „für gebildete Stände“ | 5      |
| Speisewirte                     | 2      |
| Schankwirte                     | 86     |

Die räumliche Begrenzung auf den lokalen Markt führte zu einer nur langsamen Umstellung vom handwerklichen Kleingewerbe zur industriellen Produktion. Die erste verlässliche Gewerbestatistik aus dem Jahre 1852 zählte für Fulda rund 600 Handwerksmeister mit ungefähr ebenso vielen Gesellen und insgesamt 234 Handelsleute mit 51 weiteren Beschäftigten. Insgesamt 214 Personen, davon die Hälfte weiblich, werden als selbständige Handarbeiter gezählt. Dabei handelt es sich um Näherinnen, Holzhauer und sonstige Tagelöhner. Unter der Rubrik Gesinde werden 636 Knechte, Mägde und Hausangestellte gezählt, davon 527 Frauen.
Von den Handwerksbetrieben wurden in der Aufstellung zwölf als Fabrik bezeichnet. Darunter die 1822 gegründete Leinenweberei von Johann Heinrich Schmitt als damals größter Arbeitgeber mit insgesamt 456 Beschäftigten, wovon 60 noch keine 14 Jahre alt waren, an 284 Webstühlen. Eine weitere Weberei beschäftigte 155 Arbeitnehmer, darunter ebenfalls 60 Kinder unter 14 Jahren, an 85 Webstühlen. Einer der größten Arbeitgeber war die „Armenbeschäftigungsanstalt“ am Heilig-Geist-Spital, an der ebenfalls Näh- und Webarbeiten ausgeführt wurden, mit 350 Beschäftigten. Nur noch ein Unternehmen hatte 135 und eines 50 Arbeitnehmer. Die anderen acht Fabriken blieben unter 20 Beschäftigten. Von den insgesamt 900 Fabrikarbeitern arbeiteten 800 in der Textilbranche.
Der Anschluss an die Frankfurt-Bebraer Eisenbahn 1866 veränderte durch die Anbindung an die industriellen Zentren Frankfurt und Kassel die einseitige Struktur der Fuldaer Wirtschaft. Die Anbindung von Fulda war ursprünglich nicht geplant und kam erst zustande, nachdem der Stadtrat beim hessischen Kurfürsten eindringlich auf die Notwendigkeit hingewiesen hatte, um die zunehmende Verarmung der Stadt und ihrer Bevölkerung zu stoppen. In der Folge begann ein rasanter wirtschaftlicher Aufschwung. Die Stadt dehnte sich über das mittelalterliche durch die Stadtmauern begrenzte Gebiet aus. Die erste Erweiterung mit Industrieansiedlungen erfolgte zwischen dem Universitätsplatz und dem Bahnhofsgebäude und eine weitere rund um die Kaserne (heute Standort der Hochschule).
Die Unternehmensgründer waren zunächst Einheimische, die ihre handwerklichen Betriebe weiterentwickelten. Hauptsächlich waren sie zu Anfang weiter im Textilbereich tätig. Valentin Mehler gründete die spätere Mehler AG, die ihre Produkte bald auch exportierte. Die heutige Filzfabrik war 1888 als Plüschfabrik gegründet worden. Daneben bestanden rund ein Dutzend weitere Textilbetriebe mit teils dreistelliger Mitarbeiterzahl. Johann Heinrich Schmitt, dem größten Arbeitgeber 1852 gelang dagegen die Umstellung auf die mechanische Weberei nicht und der Betrieb wurde 1885 verkauft.

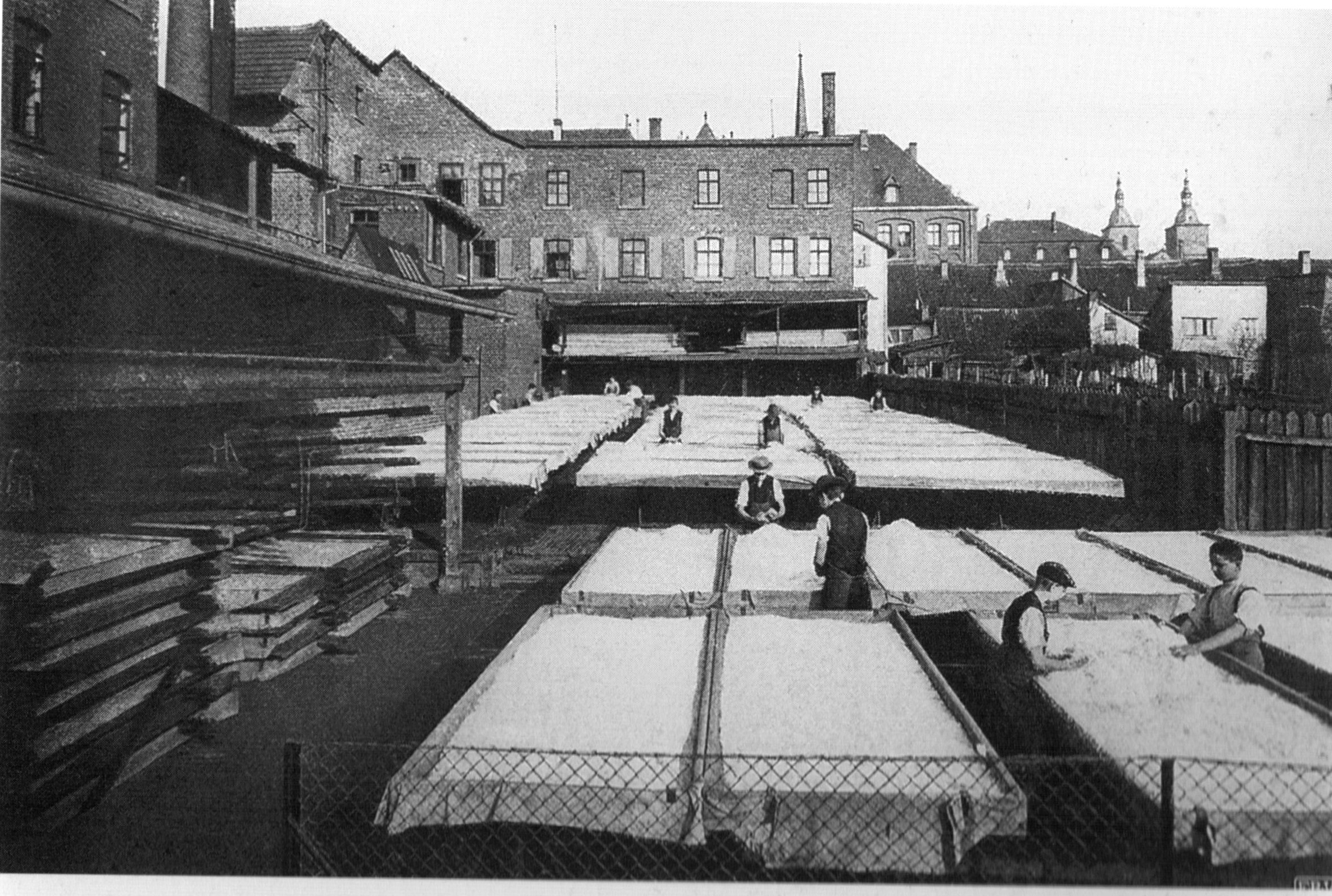
Naturwachsbleiche der Wachswarenfabrik Rübsam, um 1900

In anderen Bereichen gelang es nur wenigen Betrieben, industrielle Produktionsgrößen zu erreichen. Besonders zu nennen ist hier die 1867 gegründete Firma Bellinger, die hauptsächlich Stanz- und Emaillierwaren herstellte und in der ersten Hälfte des zwanzigsten Jahrhunderts der größte Arbeitgeber Fuldas war. 1863 wurde aus den Reihen einer Zinngießerfamilie die heute noch bestehende Metallwarenfabrik Weißensee gegründet. Ein weiterer Schwerpunkt der Fuldaer Produktion waren Wachswaren. Eika, Gies Kerzen, Berta und Rübsam (1886 gegründet und 1900 60 Beschäftigte). Johann Ferdinand Müller war der Sohn eines Hofschlossers und gründete 1864 Fuldas die ersten Maschinenfabrik und Eisengießerei, die 1886 geschlossen wurde. Früh gegründet von einem einheimischen Schmied war die Maschinenfabrik Paul Keil.
Ab dem letzten Drittel des 19. Jahrhunderts begann auch die Gründung von Firmen in Bereichen, in denen die Gründer vorher nicht tätig waren, teilweise durch Zuzug auswärtiger Unternehmer. Die aus einer Fuldaer Händlerfamilie stammenden Brüder Max (1857–1926) und Emanuel Stern (1856–1930) gründeten 1892 eine Lackfabrik, die später über Rhodius zur Teknos-Gruppe kam. Ab 1874 waren Webereien von Unternehmern aus Arnstadt, Salzhausen bzw. Frankfurt gegründet worden. Noch vor der Jahrhundertwende gab es Fabriken für Maschinenbau, zur Zigarrenherstellung und auch ein Vorgängergebäude der heute noch bestehenden Kugelfabrik.
Um die Jahrhundertwende begann eine weitere Phase von Unternehmensgründungen, bei denen von Anfang betriebswirtschaftliches Kalkül in Verbindung mit anspruchsvollem technischen Sachverständnis maßgeblich waren. Beispielhaft dafür kann Fulda Reifen genannt werden, wo der Techniker Gustav Becker aus Gelnhausen mit dem Kapitalgeber Moritz Hasenclever aus Remscheid den Standort der neuen Firma in Fulda wählten wegen der guten Bahnanbindung und der niedrigen ortsüblichen Löhne. Die Anzahl der Beschäftigten in den Gummiwerken stieg von 15 im Jahre 1901 auf über 300 noch vor dem Ersten Weltkrieg. Auch die Firma Klein & Stiefel, ein Maschinenbauer mit Spezialisierung auf Holzbearbeitungsmaschinen, wurde in dieser Zeit, zusätzlich zu den schon vor Ort fertigenden fünf weiteren Maschinenbauern, gegründet.
Gefördert wurde die Entwicklung von Fulda auch durch das Ausbesserungswerk (ab 1866), das Gaswerk (ab 1863) und das Elektrizitätswerk (ab 1912). Der Bau der öffentlichen Wasserversorgung war ab 1892 und der Kanalisation ab 1903. 1904 fand die Erste Gewerbeausstellung statt.

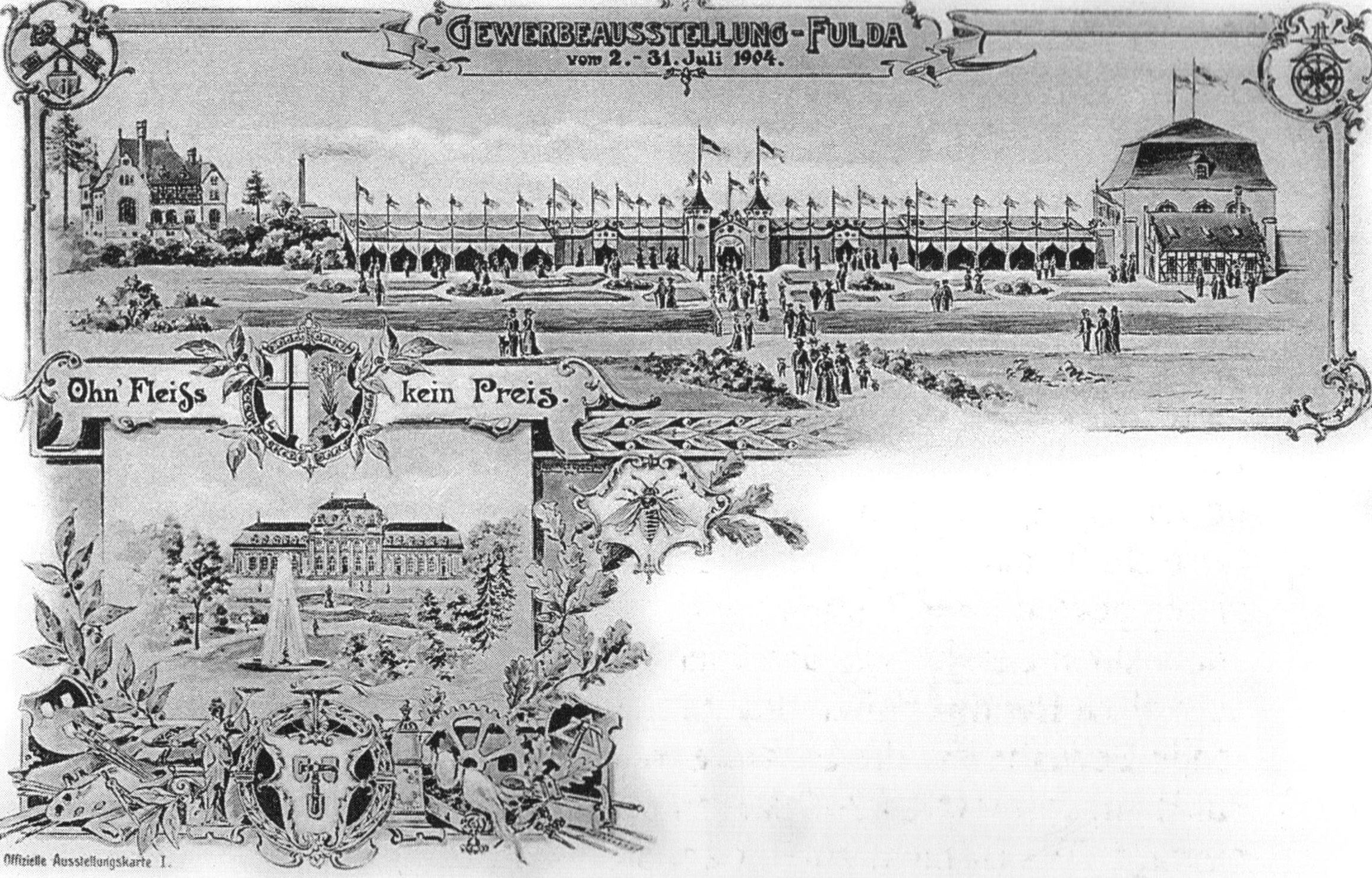
Offizielle Postkarte zur Gewerbeausstellung in Fulda vom 2. bis 31. Juli 1904

Zusammenfassend war die Entwicklung vor dem Ersten Weltkrieg so,
- dass die Bevölkerung ab 1852 von 8.900 auf 23.226 Einwohner anstieg,
- dass im Adressbuch 1913 57 Fabriken genannt sind,
- dass 1914 in zwölf Fabriken der Textilindustrie 1.450 Arbeitnehmer beschäftigt waren und
- dass im Emaillierwerk Bellinger alleine 1.200 Arbeiter tätig waren.
- In fünf Maschinenfabriken gab es 400 Beschäftigte,
- in den fünf Wachswarenfabriken waren erheblich weniger Personen tätig.

Insgesamt gab es rund 4.000 Beschäftigte in den Fabriken. Rapide an Bedeutung verlor die Textilherstellung. Von den 300 Betrieben im Jahr 1880 gab es 1914 nur noch zwölf.

#### 1914 bis 1945
Im Ersten Weltkrieg änderten sich die Rahmenbedingungen fundamental. Einige Firmen wie beispielsweise die Filzfabrik mussten zeitweilig schließen, während die meisten insbesondere größeren Fabriken (zum Beispiel Bellinger, Mehler, Gummiwerke) auf „Kriegsproduktion“ von Granaten, Uniformen etc. umstellen mussten. Dabei wurde anfangs die Anzahl der insgesamt in Fulda Beschäftigten sogar noch erhöht. Nach einem kurzen Aufschwung zu Beginn der 1920er Jahre war auch die Fuldaer Industrie nachhaltig von den Folgen der Hyperinflation 1923 und der Weltwirtschaftskrise am Ende des Jahrzehnts negativ betroffen. Zwischen 1927 und 1932 ging die Anzahl der Arbeitnehmer um 26 % zurück von 9355 auf 6960. Die Anzahl der Bezieher von Wohlfahrtsunterstützung erhöhte sich von 513 am 1. Januar 1929 auf 855 am 1. Januar 1930, weiter auf 1694 am 31. Dezember 1932, was sechs Prozent der Bevölkerung entsprach.
Insgesamt war die Lage jedoch stabiler als in den meisten anderen Städten und Industriegebieten. Neben einigen kleineren Betrieben mussten nur zwei Betriebe aus dem Textilgewerbe schließen, während insbesondere die größeren Fabriken trotz wirtschaftlicher Schwierigkeiten nicht zusammenbrachen.
Nach der Machtergreifung, die aufgrund der gewachsenen katholischen Strukturen und der Stärke der Zentrumspartei in Fulda langsamer als an anderen Orten zu Veränderungen führte, kam es insbesondere zur Verfolgung jüdischer Geschäftsleute. Bekanntestes Beispiel ist Arthur Kayser, Mehrheitsaktionär und Geschäftsführer der Firma Mehler, der 1938 bei der Flucht aus Deutschland starb. Er hatte schon 1933, gemeinsam mit Sally Klebe von den Hutstoffwerken und Emil Kahn von Schwab’s Schuhwarenhandel, sein Amt in der Industrie- und Handelskammer Fulda aufgeben müssen. Bis zum Ausbruch des Zweiten Weltkriegs waren fast alle der 200 Betriebe im Kammerbezirk, die 1933 von jüdischstämmigen Besitzern geführt wurden, arisiert.
Der scheinbare Aufschwung in den 1930er Jahren mit einer spürbaren Senkung der Arbeitslosenzahlen, im Raum Fulda auch bedingt durch den Rhönplan, sollte nicht darüber hinwegtäuschen, das die Maßnahmen in erster Linie der Vorbereitung eines Krieges diente.
Im Zweiten Weltkrieg mussten viele Unternehmen wieder auf Kriegswirtschaft umstellen. Es herrschte ein allgemeiner Mangel an Rohstoffen und Arbeitskräften, da viele Arbeiter in die Wehrmacht verpflichtet wurden. Zum Ausgleich wurden mehrere tausend Zwangsarbeiter hauptsächlich aus Russland und Polen in der Industrie, dem Handwerk und Gewerbe, in öffentlichen Einrichtungen und auch in der Landwirtschaft eingesetzt.
Vom Luftkrieg im Zweiten Weltkrieg war Fulda lange weniger betroffen, da seine Industrieproduktion als nicht kriegswichtig eingeschätzt wurde. Zwischen dem 20. Juli 1944 und dem 25. März 1945 wurden dann bei vier größeren und mehreren kleineren Angriffen unter anderem Fulda Reifen, Bellinger, Berta, das Bahnausbesserungswerk und die Maschinenbauer Rübsam und Weißensee weitestgehend zerstört. Tragisch war ein Angriff auf die Firma Mehler, bei dem vom als Schutzraum für dort Beschäftigte ausgebauten Krätzbachtunnel sämtliche Eingänge getroffen wurden. Dabei starben 700 der insgesamt 1.600 Luftkriegstoten in Fulda, darunter 350 Zwangsarbeiter.

#### Kriegsende bis Wiedervereinigung
Nach der Befreiung vom Nationalsozialismus, in Fulda in den ersten Apriltagen 1945 mit dem Einmarsch der United States Army, musste zuerst die Infrastruktur wieder instand gesetzt werden. Neben 200.000 Kubikmetern zu entfernenden Trümmern war die Reparatur der Gas- und Elektroversorgung vorrangig. Zur Integration der Vertriebenen und Flüchtlingen war der Wohnungs- und Schulbau bis in die 1950er Jahre vorrangig.
1946 waren im Fuldaer Handelsregister 70 Industrieunternehmer bei insgesamt 331 Betrieben eingetragen. 1947 waren 16.000 Arbeitnehmer beschäftigt in den 1442 gemeldeten Betrieben. In 324 davon war nur der Inhaber selbst beschäftigt und in weiteren 780 nur ein bis fünf weitere Arbeitnehmer. Von 33 Großbetrieben mit mehr als 50 Beschäftigten war die Firma Mehler mit knapp 1.200 führend. Die Firma Bellinger hatte nur noch 480 während die im Krieg komplett zerstörten Gummiwerke schon wieder soweit aufgebaut waren, dass dort 630 Personen arbeiteten.
Die nächsten Jahrzehnte wurden mitgeprägt durch die Lage von Fulda im Zonenrandgebiet, durch die sich die Verkehrslage entscheidend verschlechterte während auf der anderen Seite sich Firmen wegen der Zonenrandförderung neu ansiedelnden. Einige aus der sowjetischen Besatzungszone vertriebene Unternehmer gründeten in Fulda Nachfolgeunternehmen, darunter die Firmen Juchheim, Wagner & Co Fahrzeugteile, Reform Maschinenfabrik und Rabenseifner. 1948 verlegte die Magdeburger Feuerversicherungs-Gesellschaft ihren Sitz nach Fulda.
Der steigende Wirtschaftswachstum im Nachkriegs-Deutschland führte auch in Fulda zu einigen Unternehmensgründungen. Zu nennen wären die Dura Tufting GmbH 1955, bei der 1967 861 Menschen arbeiteten und die Papierfabrik Adolf Jass, die ab 1970 hier an einem zweiten Standort produzierte. Ebenso in Fulda entwickelt und teilweise produziert wurde der Kleinstwagen Fuldamobil. Zahlreiche Unternehmen gründeten Niederlassungen in Fulda, unter ihnen, im Jahr 1950, das Tief- und Ingenieurbau-Unternehmen Strassing Bau-GmbH, die ihren Hauptsitz in Bad Orb hatte. Die Auswirkungen der Wachstumsphase auf den Arbeitsmarkt waren die einer praktischen Vollbeschäftigung. 1968 gab es in der Stadt einschließlich des Landkreises Fulda 427 Arbeitslose bei 928 gemeldeten offenen Stellen.
Die Ölpreiskrise 1973 mit der damit einhergehendem Wirtschaftskrise führte in Fulda zur Produktionseinstellung vieler traditionsreicher Betriebe besonders im Textilbereich. Die Umstellung auf neue Produktionsverfahren oder die Veränderung auf neue Produkte führte während der 1970er und auch der 1980er Jahre zur Schließung vieler mittelständischer meist eigenkapitalschwacher Betriebe, die dem sich ständig beschleunigten Anpassungsdruck nicht folgen konnten.

#### Nach der Wiedervereinigung
Nach der Wiedervereinigung liegt Fulda wieder in der Mitte von Deutschland mit hervorragender Verkehrsanbindung. Dies bot die Chance neuer Märkte und die Risiken größerer Konkurrenz insbesondere aus den vergleichsweise nahen osteuropäischen Ländern. Der Strukturwandel für das verarbeitende Gewerbe zeigt sich in der Abnahme der Beschäftigten darin von 21.700 im Jahr 1971 auf nur noch 19.044 (2003), obwohl die Anzahl der Betriebe von 166 auf 171 im selben Zeitraum anstieg. Im gleichen Zeitraum waren in der Textilindustrie zuletzt nur noch 1.900 anstelle der vorher über 9.000 Personen beschäftigt.
Zugenommen haben die Beschäftigten im Bereich Maschinenbau, Ernährungsindustrie (z. B. Milupa), Chemische Industrie, Fahrzeugbau (z. B. Edag) und Elektrotechnik (z. B. R+S solutions Holding). Zu erwähnen ist auch die zunehmende Bedeutung sowohl des Dienstleistungssektors als auch insbesondere der von Fulda als Tagungsort.
Die Nähe zum Rhein-Main-Gebiet begünstigt dabei Fulda. Der Anschluss durch die ICE-Züge sowie Regionalzüge zeigt die Bedeutung des Rhein-Main-Gebietes für Fulda. Fuldaer Pendler arbeiten in nennenswerter Zahl im Rhein-Main-Gebiet, aber auch im fränkischen Würzburg, wobei es weniger Orientierung Richtung Kassel gibt.

### Ansässige Unternehmen

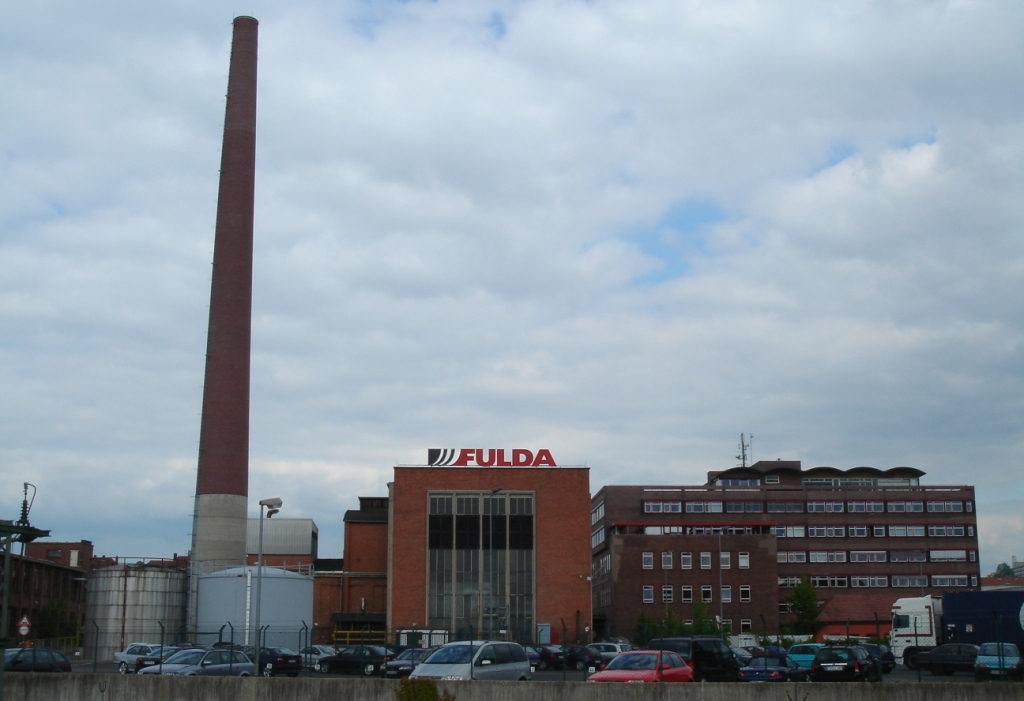
Die überregional bekannte Reifenfirma Fulda Reifen

In Fulda sind verschiedene Betriebe der Textilindustrie ansässig, darunter die Firmen Mehler AG und die Wirth Gruppe, zu der unter anderem die Filzfabrik Fulda als Filzhersteller und die Dura Tufting als Teppichbodenhersteller gehören.
Als weiterer wichtiger Arbeitgeber der Region und überregional bekanntes produzierendes Unternehmen ist Fulda Reifen (vormals Gummiwerke Fulda) zu nennen. Weiterhin ist Fulda der Hauptsitz des Lebensmittelhandelsunternehmens Tegut und der Papierfabrik Adolf Jass GmbH & Co. KG; in der Mess- und Regelungstechnik ist die Firma JUMO GmbH & Co. KG tätig, die Edag GmbH & Co. KGaA entwickelt Automobilkarosserien und Produktionsstraßen (z. B. Entwicklung des smart).
In der Gesundheitsbranche war die zur Fresenius SE & Co. KGaA gehörende Helios Kliniken GmbH vertreten. Sie hatte ihren Konzernsitz in Fulda, verlegte diesen allerdings Anfang 2007 nach Berlin. Auch die Deutschlandzentrale des Personaldienstleisters Adecco wurde im Dezember 2006 von Fulda nach Düsseldorf verlegt.
Größter Energieversorger und regionaler Verkehrsbetrieb ist die RhönEnergie Fulda, ehemals Überlandwerk Fulda AG (ÜWAG) und Gas- und Wasserversorgung Fulda GmbH (GWV).

### Krankenhäuser

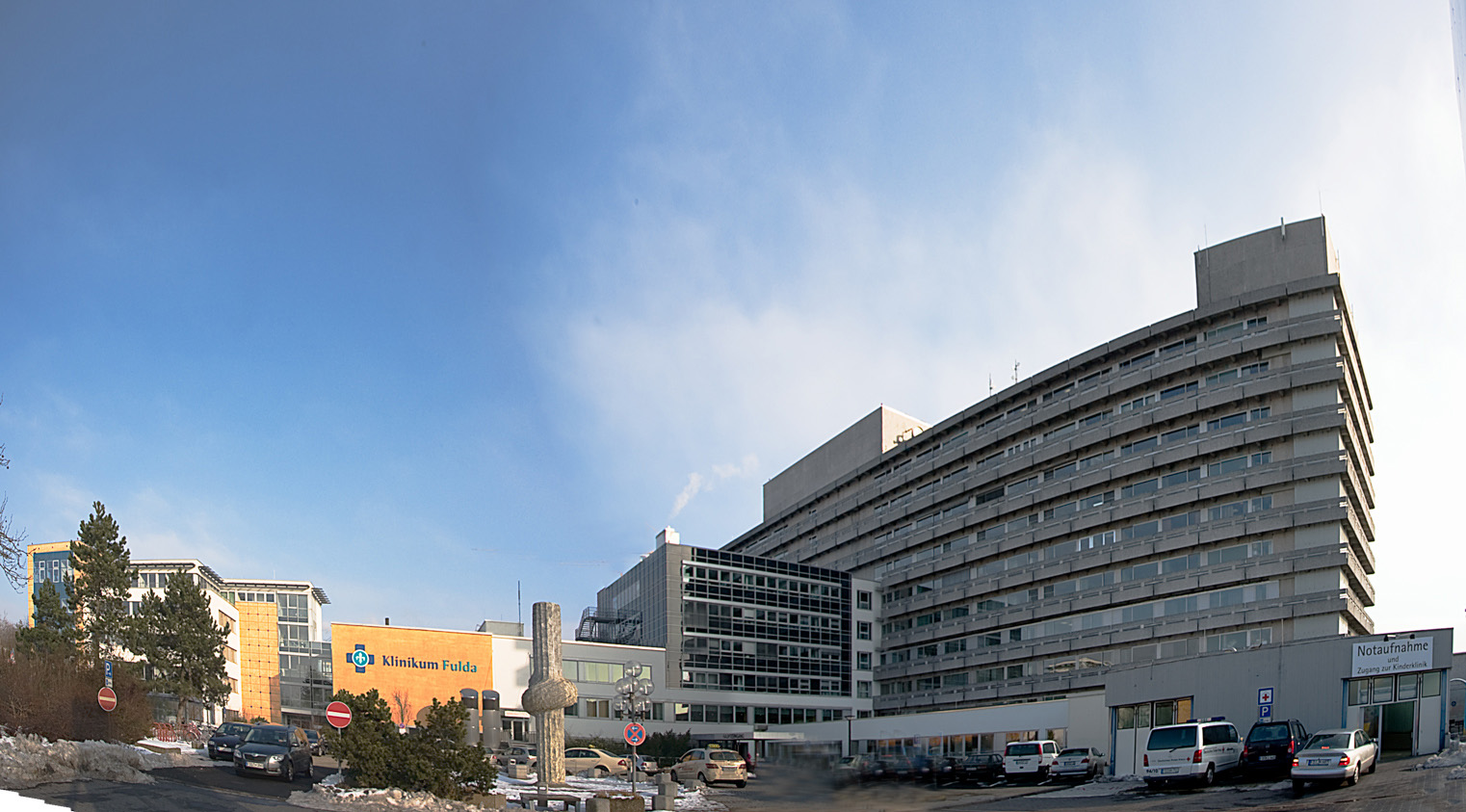
Klinikum Fulda

Das Klinikum Fulda wurde in seiner gegenwärtigen Form am 23. Februar 1976 in Betrieb genommen, wenngleich 1805 der erste weltliche Herrscher von Fulda, Friedrich Wilhelm von Oranien-Nassau, mit Unterzeichnung der Stiftungsurkunde den Startschuss für den Bau eines modernen Krankenhauses gab. Es ist eines der Akademischen Lehrkrankenhäuser der Philipps-Universität Marburg und der Hochschule Fulda. Das Klinikum umfasst heute 28 Institute und Kliniken bei einem Einzugsgebiet mit etwa 500.000 Menschen und 2.500 Mitarbeitern. Seit Januar 2004 wird das Klinikum Fulda als gemeinnützige Aktiengesellschaft (gAG) der Stadt Fulda geführt. Darüber hinaus nahm im Jahr 1984 der Hubschrauber „Christoph 28“ der ADAC-Luftrettung in Fulda seinen Dienst auf.
- Herz-Jesu-Krankenhaus Fulda, größtes allgemeines Krankenhaus, nördlich des Fuldaer Stadtzentrums
- Neuro-Spine-Center Dr. Al-Hami, Spezialklinik für Hals- und Wirbelsäulen-Operationen
- St. Elisabethenklinik
- Dalbergklinik

### Schwimmbäder

Überlandwerk Fulda. Größter lokaler Eigenbetrieb in Osthessen, in RhönEnergie Fulda aufgegangen

- Freibäder: In den Fuldaauen gibt es das Sportbad Rosenau (im Volksmund auch Rosenbad genannt), daneben das Freibad in der Stadtrandgemeinde Petersberg.
- Hallenbäder: Öffentliche Hallenbäder gibt es u. a. im Sportbad Ziehers, im Stadtbad am Hotel Esperanto sowie in den Sieben Welten (ehm. Rhön Therme) in der Stadtrandgemeinde Künzell.

### Verkehr
Durch seine zentrale Lage in Deutschland ist Fulda sowohl im Straßen- als auch im Bahnverkehr günstig an mehreren großen, deutschlandweiten Verbindungsstrecken gelegen. Die Stadt hat einen unmittelbaren Anschluss an die Nord-Süd-Autobahn Bundesautobahn 7 (Würzburg–Kassel) mit insgesamt drei Ausfahrten Richtung Innenstadt. Zudem verfügt sie südlich von Fulda über einen Autobahnanschluss an die Bundesautobahn 66 mit dem Tunnel Neuhof nach Frankfurt am Main und dem Rhein-Main-Gebiet. Im Bahnverkehr gehört der Bahnhof Fulda als zentraler deutscher Bahnknotenpunkt und ICE-Bahnhof in die zweithöchste deutsche Bahnhofskategorie.
Nahverkehr
Die Stadt Fulda ist Ausgangspunkt von Buslinien in das Umland, u. a. in die Rhön und in Richtung Vogelsberg. Der Zentrale Omnibus-Bahnhof (ZOB) am Bahnhof Fulda ist zentraler Umsteigebusbahnhof für lokale und regionale Buslinien. Zudem besteht hier eine Umsteigemöglichkeit zum Stadtbusverkehr.
Der Stadtbusverkehr hat seinen Ausgangspunkt am Busbahnhof „Stadtschloss“, der auf dem Heertorplatz am namensgebenden Fuldaer Stadtschloss liegt. Dort verkehrt auch die regionale Buslinie 591, die Fulda mit der Nachbarstadt Schlitz im Vogelsbergkreis verbindet. Die Stadtbuslinien wurden seit Jahrzehnten von der ÜWAG betrieben, die im Jahr 2013 mit der GWV zur RhönEnergie Fulda verschmolzen ist. Seitdem führt die RhönEnergie Fulda den Stadtbusverkehr aus. Die Stadtbuslinien führen auch in Ortsteile von Nachbargemeinden, die nicht zur Stadt Fulda gehören. Dies sind u. a. einige Künzeller und Petersberger Ortsteile, aber auch der Ortsteil Bimbach der Gemeinde Großenlüder und der Ortsteil Giesel der Gemeinde Neuhof. Fulda liegt im Tarifgebiet des Rhein-Main-Verkehrsverbunds.

#### Eisenbahn

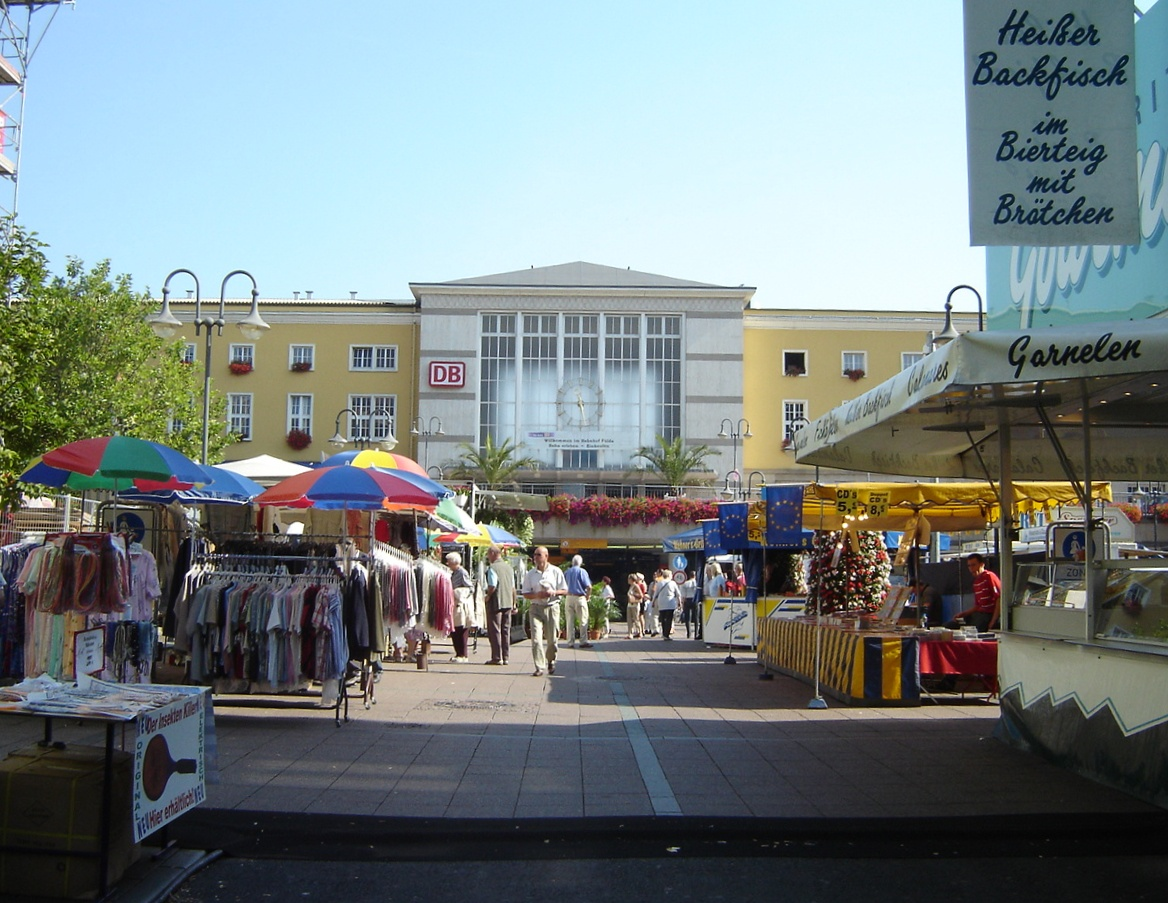
Bahnhofsvorplatz Bahnhof Fulda

Der Bahnhof Fulda ist ein ICE-Bahnhof und wichtiger Verkehrsknotenpunkt an der Schnellfahrstrecke Hannover–Würzburg und der Bahnstrecke Frankfurt–Göttingen zwischen Frankfurt am Main, Kassel, Erfurt und Würzburg. Die Strecken Gießen–Fulda und Fulda–Gersfeld führen über den Vogelsberg nach Gießen und nach Gersfeld in der Rhön.
Mit der geplanten Neubaustrecke Gelnhausen–Kalbach soll die Fahrtzeit zwischen Frankfurt und Fulda auf 39 Minuten gesenkt werden.

#### Straßen

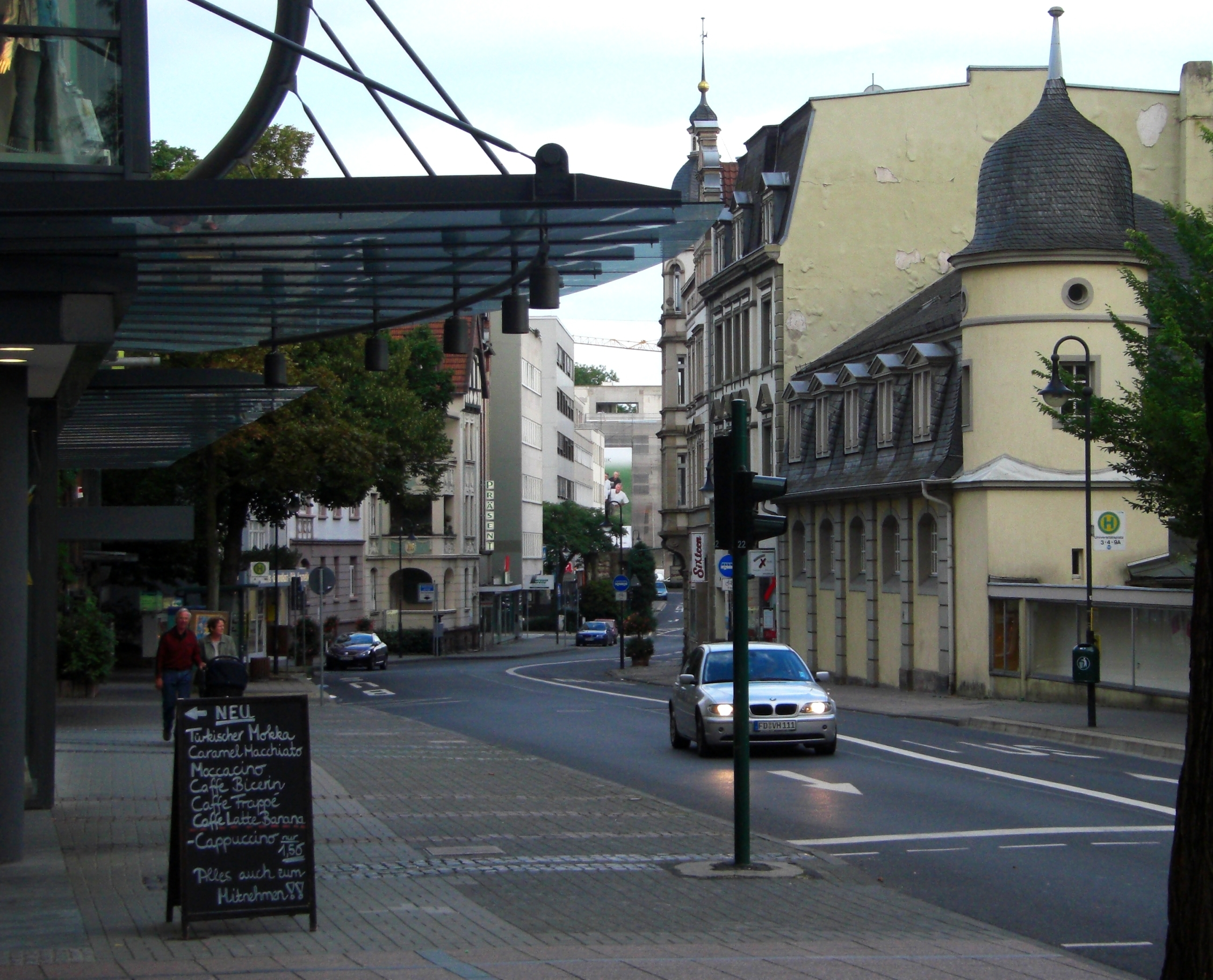
Rabanusstraße in der Innenstadt

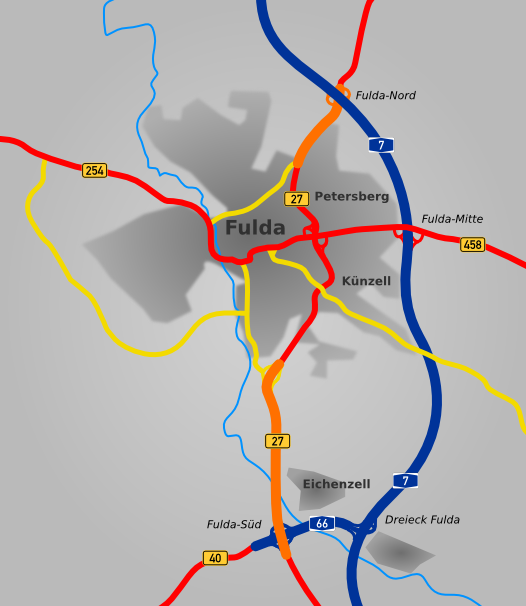
Überregionale Straßenverbindungen um Fulda

Die Länge des Straßennetzes in der Stadt Fulda umfasst: 330,700 km:
- Stadtstraßen 277,679 km
- Kreisstraßen 12,276 km
- Landstraßen 32,909 km
- Bundesstraßen 7,836 km

Historische Straßen:
Fulda liegt an der Wegkreuzung folgender historischer Straßen:
- Via Regia, alte Königsstraße von Frankfurt am Main nach Leipzig, hier führte auch ein Jakobsweg
- Antsanvia, Handelsstraße von Mainz nach Thüringen
- Ortesweg, Verbindung von der Wetterau Richtung Hammelburg

Bundesautobahnen:
- historisch: nicht fertiggestellte Strecke 46
- A 7: Füssen–Ulm–Würzburg–Fulda–Kassel–Hamburg
- A 66: Wiesbaden–Frankfurt am Main–Hanau–Fulda
- Autobahndreieck Fulda: Verbindung zwischen A 7 und A 66
- Autobahnanschlussstellen an der A 7: 91 (Fulda-Nord), 92 (Fulda-Mitte; s. 2008)[73]
- Autobahnanschlussstellen an der A 66: 53 (Fulda-Süd)

Bundesstraßen
- B 27: Göttingen–Fulda–Würzburg–Stuttgart
- B 458: Fulda–Dipperz–Hilders–Tann
- B 254: Fulda–Alsfeld–Schwalmstadt–Kassel

Tunnel
- Tunnel Weimarer Straße

In Fulda befindet sich heute die drittgrößte Fußgängerzone Hessens. 2008 entstand die 23 Millionen Euro teure Westumfahrung, die die Innenstadt und vor allem die Frankfurter Straße entlasten soll und direkt in diese einmündet.

#### Radwanderwege
Durch die Stadt führen eine Reihe von Radwanderwegen:
- Der Bahnradweg Hessen führt von Hanau auf ehemaligen Bahntrassen etwa 250 km durch den Vogelsberg und die Rhön.
- Die D-Route 9 (Weser-Romantische Straße) führt von der Nordsee über Bremen, Kassel, Fulda und das Taubertal nach Füssen im Allgäu (1197 km).
- Der Hessische Radfernweg R1 (Fulda-Radweg) führt über 250 km von den Höhen der Rhön entlang der Fulda bis Bad Karlshafen an der Weser.
- Der Hessische Radfernweg R2 (die Vier-Flüsse-Tour), startet in Biedenkopf und führt über 202 km durch die Flusstäler von Lahn, Lauter, Lüder und Fulda nach Sinntal im Spessart.
- Der Hessische Radfernweg R3 führt als Rhein-Main-Kinzig-Radweg von Rüdesheim nach Tann in der Rhön.
- Die regionale Themenroute Gipfeltour verbindet die Wasserkuppe in der Rhön mit dem Hoherodskopf im Vogelsberg.

### Gerichtsbarkeit
Fulda ist Sitz eines Amtsgerichts, auch Sitz eines Landgerichtsbezirks mit Staatsanwaltschaft.

### Telekommunikation
Auf dem Hummelskopf, einem Ausläufer des etwa 435 m hohen Mühlbergs beim nördlichen Fuldaer Ortsteil Dietershan, steht der 133 m hohe Fernmeldeturm Hummelskopf (Sendeanlage Fulda/Hummelskopf) der Deutschen Telekom.

### Bildung
| #  | Schulform                     | Schüler / Studenten |
| -- | ----------------------------- | ------------------- |
| 15 | Grund- und Hauptschulen       | 2790                |
| 3  | Sonderschulen                 | 379                 |
| 1  | Grund-, Haupt- und Realschule | 894                 |
| 3  | Realschulen                   | 1933                |
| 4  | Gymnasien                     | 4728                |
|    | Gymnasiale Oberstufe          | 343                 |
|    | Berufliche Schulen            | 7666                |
| 1  | Hochschule                    | 8659                |
| 1  | Theologische Fakultät         | 39                  |
| 1  | Bischöfliches Priesterseminar | 22                  |

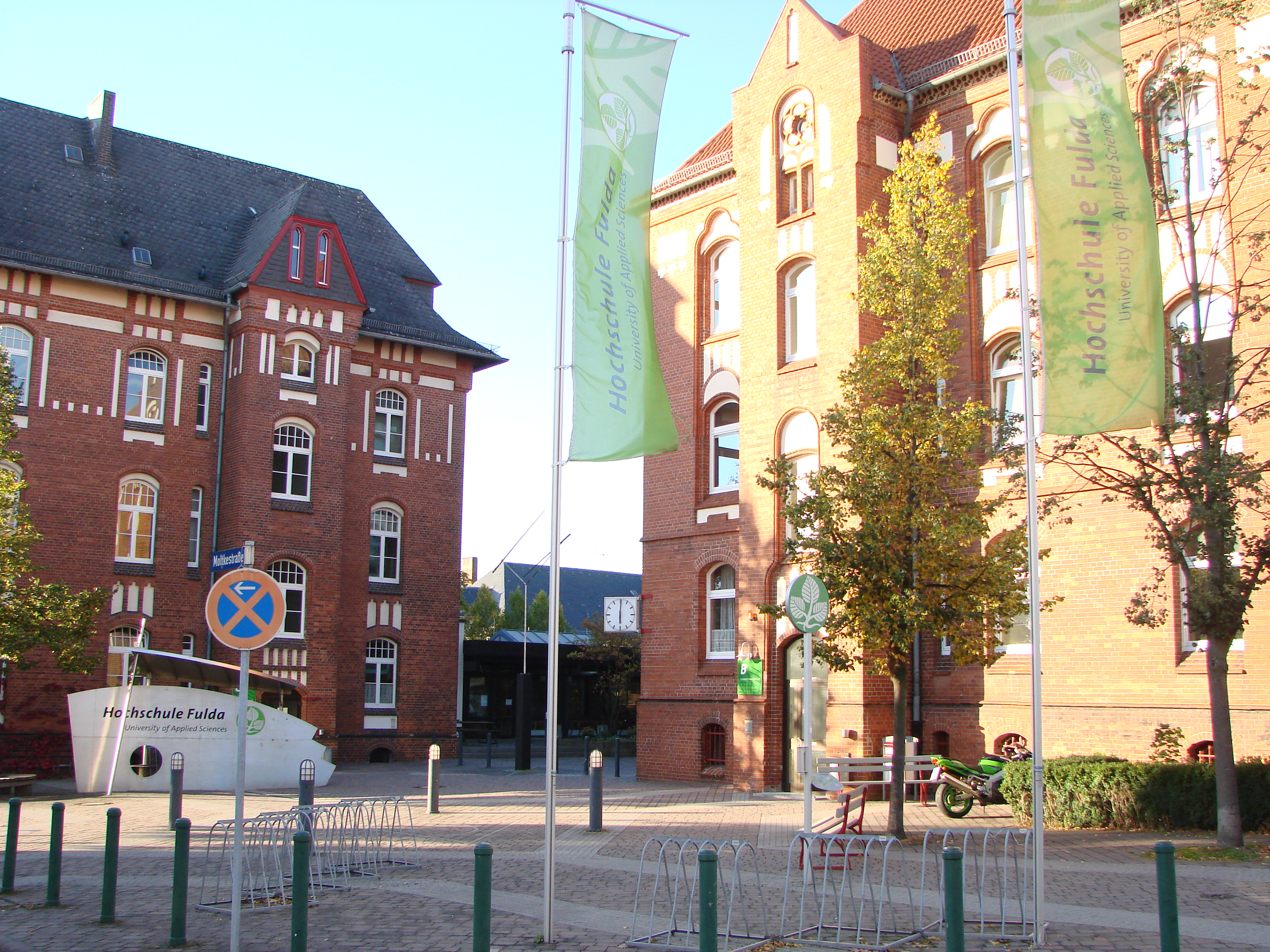
Einer der vielen Zugänge zum Campus der Hochschule Fulda

Fulda hat seit der Klostergründung eine lange Tradition als Schul- und Universitätsstadt. Zu erwähnen sind hier insbesondere Rabanus Maurus (Aufbau der Klosterbibliothek, Klosterschule, Enzyklopädie De universo) und Heinrich von Bibra mit der Schulreform im Hochstift Fulda. 1734 wurde von Adolph von Dalberg die Universität Fulda gegründet, die bis 1805 bestand.
An Unterrichtsanstalten bestanden 1880: ein Gymnasium, ein Realprogymnasium, eine katholische und eine evangelische höhere Töchterschule, ein katholisches Schullehrerseminar und die hessische Landesbibliothek mit etwa 50.000 Bänden (1778 gegründet).
Heute gibt es in Fulda, dem Schuloberzentrum der Region, mehrere Gymnasien: die Freiherr-vom-Stein-Schule, die Winfriedschule, das Domgymnasium, die Marienschule und das Oberstufengymnasium Marianum (Fulda). Zudem gibt es an den Berufsschulzentren der Eduard-Stieler-Schule, der Ferdinand-Braun-Schule und der Richard-Müller-Schule neben weiteren Schulformen jeweils ein Berufliches Gymnasium. Dazu sind vier weitere Realschulen, zahlreiche Grund- und Hauptschulen, Hoch- und Fachoberschulen und Sonderschulen angesiedelt. Die nächstgelegenen Gesamtschulen befinden sich in Neuhof (Kooperative Gesamtschule) und in Schlitz (Integrierte Gesamtschule). Die nächste Waldorfschule befindet sich in der Gemeinde Künzell.
An der Hochschule Fulda sind mehr als 8.600 Studierende eingeschrieben. Außerdem gibt es die Theologische Fakultät Fulda und das daran angeschlossene Priesterseminar Fulda.
Seit 2001 ist die Hochschul- und Landesbibliothek Fulda, der im Oktober 2011 zusätzlich die Aufgaben einer Stadtbibliothek übertrugen wurden, an zwei Standorten vertreten: am Heinrich-von-Bibra-Platz und auf dem Campus der Hochschule. Zusammen verfügen sie über einen Bestand von rund 752.000 gedruckten Medien.
Das Stadtarchiv Fulda hat am Bonifatiusplatz seinen Standort. Ein kirchliches Archiv befindet sich im Bischöflichen Priesterseminar am Eduard-Schick-Platz.
Das Bonifatiushaus (Haus der Weiterbildung der Diözese Fulda) ist als katholische Akademie ein Träger der außerschulischen Bildung. Das Diözesanbildungswerk mit Sitz im Bonifatiushaus ist Mitglied der Katholischen Erwachsenenbildung – Landesarbeitsgemeinschaft Hessen.

### Sport

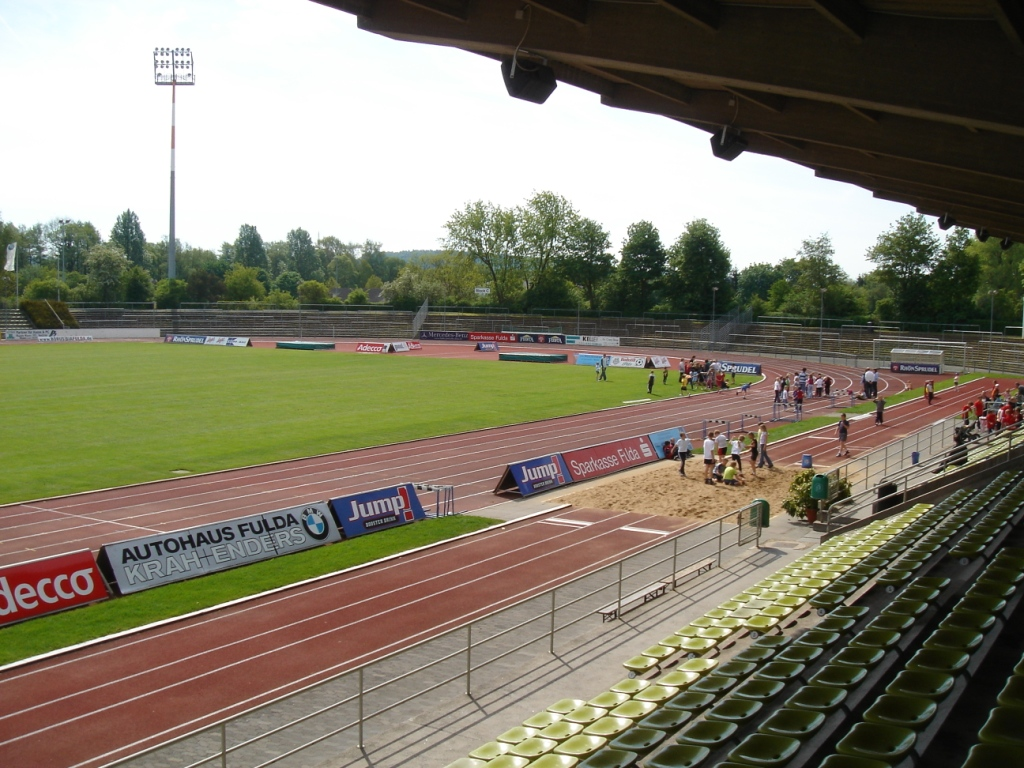
Stadion Fulda

Der Fußballverein SC Borussia Fulda spielte in der Saison 2017/18 in der Lotto-Hessenliga, einer der zehn deutschen Oberligen, die die fünfthöchste Spielklasse im Fußball-Ligasystem in Deutschland bilden. Der größte Erfolg in der Vereinsgeschichte war die Meisterschaft von Nordhessen/Hannover 1932. In den Meisterschafts-Entscheidungsspielen gegen Göttingen 05 siegte der Sport-Club damals mit 3:0 und 4:1 und zog anschließend in das westdeutsche Endspiel gegen Schalke 04 ein. In der Saison 1997/98 gelang beinahe der Aufstieg in die 2. Bundesliga mit Platz 3 in der Regionalliga-Süd.
Seit der Saison 2022/23 spielt die SG Barockstadt Fulda-Lehnerz in der viertklassigen Regionalliga Südwest.
Das Stadion der Stadt Fulda, der Sportpark Johannisau, verfügt über 20.000 Zuschauerplätze; 742 der insgesamt 1978 Sitzplätze sind überdacht. Das Stadion wurde im Jahre 1957 noch ohne die heutige Sitztribüne eingeweiht. Zuschauerrekord war 1963 in der Regionalliga Süd das Spiel zwischen Fulda und Hessen Kassel vor 26.000 Besuchern. Die Besucherzahl wurde aus Sicherheitsgründen Anfang der 1970er Jahre auf 25.000, Anfang der 1980er Jahre auf 22.000 reduziert. Bei einem Freundschaftsspiel zwischen Fulda und dem FC Bayern München waren 1997 20.000 Besucher zugegen. Der Fußball-Alltag des Borussia Fulda findet vor deutlich weniger Zuschauern statt.
Die bekanntesten ehemaligen Spieler von Borussia Fulda sind der deutsche Fußballnationalspieler Sebastian Kehl, ehemals in Diensten von Borussia Dortmund, Altin Lala, ehemaliger Kapitän von Hannover 96, César Thier, aktueller Torwarttrainer von TSG 1899 Hoffenheim und Olivier Djappa.
Fulda ist Heimat des größten Hessischen Kastenlaufs (fand 2006 zum fünften Mal statt mit circa 300 Teilnehmern).
Der Pool-Billard-Club Fulda (PBC) ist 2006 Championsleague Sieger geworden. Im Team ist der mehrfache Weltmeister Thorsten Hohmann.
Der TTC Rhön-Sprudel Fulda-Maberzell spielt in der 1. Tischtennis-Bundesliga. 2014, 2015 und 2017 wurde der Verein Vizemeister, 2013 bis 2016 Vizepokalsieger. In der Saison 1954/55 und 1955/56 trat FT 48 Fulda in der Herrenoberliga, der damals höchsten deutschen Klasse im Tischtennis, an.
Bekannt ist auch der Kanu-Club-Fulda, der bei vielen nationalen und internationalen Wettkämpfen vertreten ist.
Im Ortsteil Fulda-Johannesberg haben die Fulda Saints ihr Zuhause. Die American-Football-Mannschaft existiert seit 2005. Im Jahr 2014 gewannen die Saints den Meistertitel in der Football Verbandsliga Mitte, in der Saison 2019 feierte man die Meisterschaft in der Landesliga Mitte. 2020 treten die Fulda Saints in der Oberliga an.
Der ehemalige DTM-Pilot Markus Oestreich betreibt in Fulda seit 1996 eine Indoorkartbahn. Der Porsche-Werksrennfahrer Dirk Werner verbrachte seine Kindheit in Fulda und absolvierte seine ersten Kartrennen im Nolimit-Racingteam von Markus Oestreich.
2021 hatte sich die Stadt als Host Town für die Gestaltung eines viertägigen Programms für eine internationale Delegation der Special Olympics World Summer Games 2023 in Berlin beworben. 2022 war sie als Gastgeberin für Special Olympics Argentinien ausgewählt worden. Damit wurde Fulda Teil des größten kommunalen Inklusionsprojekts in der Geschichte der Bundesrepublik mit mehr als 200 Host Towns. Die Delegation bestand aus 18 Personen.

## Persönlichkeiten
Bedeutende Persönlichkeiten aus Fulda sind unter anderem der evangelische Theologe Justus Menius, der Physiker und Nobelpreisträger Ferdinand Braun, der Offizier Wilhelm Heye und der Bundesminister für Arbeit Anton Storch, sowie der Jesuit und Philosoph Godehard Brüntrup. Auch der deutsch-nigerianische Rapper und Songwriter Kelvyn Colt stammt aus Fulda.